# هولندا
هولندا (بالهولندية: Nederland ‏ ˈne:dərˌlɑnt نيدرلاند) هي دولة تأسيسية تشكّل الجزء الأوروبي من مملكة الأراضي المنخفضة (بالهولندية: Koninkrijk der Nederlanden) التي تتكون رسمياً من جزء أوروبي يضم اثنتي عشر مقاطعة، وتقع شمال غرب أوروبا، وجزء كاريبي يتكون من ثلاث جزر في البحر الكاريبي بأمريكا اللاتينية. ويحد الجزء الأوروبي بحر الشمال من ناحيتي الشمال والغرب، وبلجيكا من الجنوب، وألمانيا من الشرق، ويشترك في حدوده البحرية مع كل من بلجيكا وألمانيا والمملكة المتحدة. نظام الحكم في هولندا ديمقراطي برلماني، وعاصمتها الرسمية هي أمستردام، في حين يقع مقر الملك والحكومة في لاهاي. ميناء روتردام هو أكبر ميناء في أوروبا – ويصل حجمه حجم الثلاث موانئ التي تليه مجتمعة – وكان أكبر ميناء في العالم في الفترة بين 1962 و 2004. وكثيراً ما يستخدم اسم هولاندا ليشير لكل مملكة الأراضي المنخفضة.
يقع حوالي نصف مساحة أراضي هولندا تحت مستوى سطح البحر في منطقة يقطنها حوالي 21% من إجمالي السكان، بينما يقع نصف أراضيها الآخر في أقل من متر واحد (3.28 قدم) فوق مستوى سطح البحر. وهذه السمة الجغرافية هي التي أعطت للبلاد اسمها: الأراضي المنخفضة (بالهولندية: Nederlanden). معظم الأراضي المنخفضة الواقعة تحت مستوى سطح البحر كانت بفعل الإنسان نتيجة عمليات استخراج الخث (وهو نوع من النباتات المتفحمة) الجائرة التي دامت عدة قرون وعلى نطاق واسع، وعن طريق التجريف حتى في المناطق المغمورة بالفيضانات، مما أدى إلى انخفاض الأرض عن مستوى سطح البحر. وفي أواخر القرن السادس عشر الميلادي بدأت عمليات استصلاح الأراضي البحرية، وتم الحفاظ على مساحات كبيرة من هذه الأراضي حتى الآن من خلال أنظمة تصريف للمياه بالسدود والقنوات ومحطات الضخ. وتتشكل معظم أراضي هولندا من مصبات ثلاثة أنهار أوروبية مهمة، والتي تشكل مع أفرعها دلتا الراين - الماس - سخيلده. ومعظم مساحة البلاد مسطحة جداً باستثناء بضعة سفوح تلال منفردة في أقصى الجنوب الشرقي، وسلسلة تلالية قليلة الإرتفاع في الأجزاء الوسطى.
وكانت هولندا من أوائل الدول التي عرفت نظام البرلمانات المنتخبة، وهي عضو مؤسس في الإتحاد الأوروبي، ومنطقة اليورو، مجموعة العشرة، وحلف الناتو، ومنظمة التعاون الإقتصادي والتنمية، ومنظمة التجارة العالمية، والاتحاد الاقتصادي الثلاثي بنلوكس. وتستضيف في أراضيها مقر منظمة حظر الأسلحة الكيميائية وخمس محاكم دولية هي: محكمة التحكيم الدائمة ومحكمة العدل الدولية، والمحكمة الجنائية الدولية ليوغوسلافيا السابقة، والمحكمة الجنائية الدولية والمحكمة الدولية الخاصة بلبنان. وتقع مقار المحاكم الأربع الأولى في لاهاي تماماً كما هو الحال بالنسبة لمقار وكالة الاستخبارات الجنائية التابعة للاتحاد الأوروبي يوروبول، ووكالة التعاون القضائي الأوروبي يوروجست، مما جعل البعض يطلق على المدينة اسم «عاصمة العالم القانونية». وهولندا جزء أيضاً من منطقة شنغن.
ولهولندا اقتصاد مختلط قائم على السوق، وتحتل المرتبة 17 بين 177 دولة في مؤشر الحرية الاقتصادية.
وهي ثاني أكبر بلد مصدر للمنتجات الغذائية والزراعية في العالم، بعد الولايات المتحدة.
وتعدّ عاشر دولة في العالم لديها أعلى نسبة لدخل الفرد في العالم (عام 2011)
وفي مايو / أيار 2011 صُنِّفَت بأنها الدولة الأكثر سعادة بحسب البيانات التي نشرتها منظمة التعاون والتنمية.

## أصل التسمية
غالباً كان يطلق على هولندا في مجملها اسم «هولندا» (Holt land، بمعنى أرض الخشب أو أرض الغابات)، رغم أن هذه تسمية تخص مناطق شمال-هولندا وجنوب هولندا، وهما مقاطعتين من الإثني عشر مقاطعة في البلاد، واللتان كانتا مقاطعة واحدة في السابق، وقبلها كانت كونتية هولندا. وقد ظهرت هذه الكونتية الفرنكية السابقة في الأصل نتيجة حل المملكة الفريزية، وبعد تراجع دوقية برابنت كانت (مقاطعة) هولندا اقتصادياً وسياسياً المقاطعة الأكثر أهمية في المنطقة. وبسبب هذه الأهمية والتركيز على هولندا أثناء الحروب الإنجليزية الهولندية في القرون 17 وال 18 استخدمت تسمية هولندا باعتبارها مجازاً جزئياً للبلد بأسرها، وتعدّ تسمية إما غير صحيحة،  غير رسمية،  أو في بعض الأحيان جديرة بالإزدراء، وذلك حسب السياق، ولكنها مقبولة جداً عند الإشارة إلى منتخب هولندا لكرة القدم.
أسماء الأماكن التي تستخدم كلمات Neder (أو lage) ‏، Nieder، و NEDRE (منخفضة أو واطئة) هي أسماء قيد الاستخدام في أماكن مختلفة في البلدان التي يتحدث فيها باللغة الجرمانية، ولها نظيراتها في اللغة الفرنسية واللاتينية كلمات Bas أو أدنى. وهي تستخدم في بعض الأحيان عند مقارنتها بأرض أكثر ارتفاعاً عنها، والتي يشار لها على التوالي أنها Boven، Oben، أو haut وتعني العليا. وفي حالة البلدان المنخفضة كان الموقع الجغرافي للمنطقة بشكل أو آخر أدنى من المصب وبالقرب من البحر، بينما تغير الموقع الجغرافي للمنطقة العلوية مع مرور الوقت كثيرًا. وقد ميّز الرومان بين المحافظات الرومانية أسفل جرمانيا الصغرى (في الوقت الحاضر جزءاً من بلجيكا وهولندا) والمحافظات الأخرى الأعلى من منطقة جرمانيا الكبرى (في الوقت الحاضر جزءاً من ألمانيا). ويعود تخصيص كلمة «منخفضة» التي تشير إلى المنطقة مرة أخرى إلى دوقية القرن ال10 لورين المنخفضة، التي تغطي الكثير من البلدان المنخفضة. ولكن هذه المرة المنطقة المقابلة لها العليا كانت لورين العليا، والتي تقع حالياً في شمال فرنسا. وقد استخدم دوقات بورغندي، الذين حكموا البلدان المنخفضة في القرن ال 15 مصطلح les pays de par deçà  (~ الأراضي هنا) للبلدان المنخفضة كمقابل لمصطلح les pays de par delà (~ الأراضي هناك) الذي يشير إلى موطنهم الأصلي: بورغندي (في الوقت الحاضر تقع بين شرق ووسط فرنسا).
وقد تطورت تسمية Les pays de par deçà تحت حكم عائلة هابسبورج إلى pays d'embas (الأراضي أسفل هنا)،  وهو تعبير يتعلق بممتلكات هابسبورغ الأخرى في أوروبا. وقد تمت ترجمته في الوثائق الهولندية الرسمية المعاصرة على هذا النحو  "Neder-landen" . ومع ذلك كانت تسمية  Niderlant  تطلق أيضاً على المنطقة الواقعة بين نهر الميز والراين الأدنى في أواخر العصور الوسطى. وكانت المنطقة المعروفة باسم  Oberland  (البلد العالية) في هذا السياق تبدأ تقريباً في كولونيا.
ومنذ منتصف القرن السادس عشر كان اسم البلاد الواطئة إلى جانب بلاد الفلاندرز الاسم الأكثر شيوعاً. وقد قسّمت حرب الثمانين عاماً (1568-1648) البلدان المنخفضة إلى جمهورية هولندا الشمالية ( BELGICA Foederata باللاتينية، وتعني «اتحاد هولندا») والأراضي المنخفضة الجنوبية (Belgica Regia، وتعني «الملكية الهولندية»). أما تسمية البلدان المنخفضة اليوم فهي تسمية تشمل بلدان هولندا، بلجيكا ولوكسمبورغ. وهي تستخدم مرادفاً للمصطلح الأكثر حياداً والجيوسياسي البنلوكس.

## التاريخ

### ما قبل التاريخ (ما قبل500 ق.م)

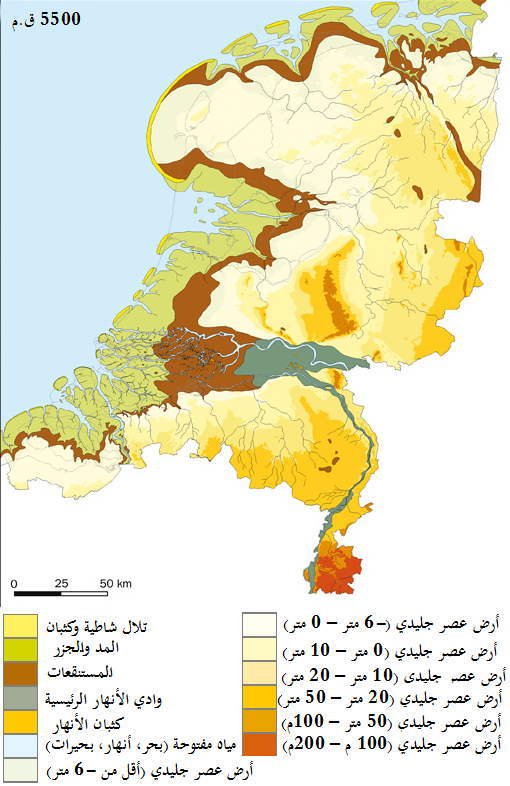
هولندا في 5500 ق.م

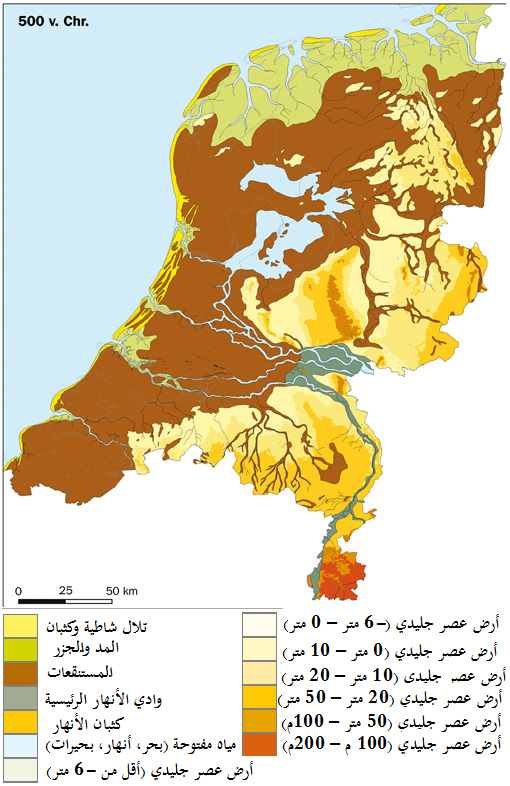
هولندا في 500 ق.م

في عصور ما قبل التاريخ تشكّلت المنطقة المعروفة الآن بهولندا إلى حد كبير نتيجة للتحول المستمر لجغرافية أراضيها المنخفضة. وقد وُجِد أقدم أثرٍ لإنسان نياندرتال بمنطقة هولندا في محجر البلفيدر (Belvédère) قرب ماستريخت ضمن بقايا معسكرٍ لصيادين يعود تاريخه إلى حوالي 250,000 سنة مضت. وبنهاية العصر الجليدي سكنت المنطقة جماعات مختلفة تعود إلى العصر الحجري القديم. وفي حوالي سنة 8000 ق.م استقرت قبائل ميزوليتية في منطقتي فريزلاند ودرينته؛ حيث تم اكتشاف أقدم قارب في العالم، يعود تاريخه إلى الفترة نفسها،  وتم توثيق وجود للصيادين وجامعي الثمار الأصليين في تلك المناطق المنتمين إلى ثقافة سويفتربانت منذ 5600 ق.م فصاعداً.
والذين ارتبطوا بشكل وثيق بالأنهار والمسطحات المائية المفتوحة، كما كانوا ذوي صلة بالثقافة الإيرتيبولية الإسكندنافية الجنوبية (5300 ق.م -4000 ق.م). وربما قد شيّدت تلك القبائل نفسها مخيمات للصيد ناحية الغرب لاصطياد الحيوانات في فصل الشتاء بما في ذلك حيوان الفقمة، ومن ثم بدأ الناس في التحول من قنص الحيوانات إلى تربيتها، وذلك في عهود ما بين 4800 ق.م و4500 ق.م. وحدث التحول بعد ذلك إلى فلاحة الأرض بشكل تدريجي في الحقبة ما بين 4300 ق.م- و 4000 ق.م. وكانت ثقافة فونلبيكر ثقافة زراعة امتدت من الدنمارك عبر شمال ألمانيا وحتى الجزء الشمالي من هولندا وقامت بنصب الدولمينات، وهي بقايا آثار حجرية كبيرة مميزة وُجِدت في منطقة درنته، وربما تكون هذه الآثار قد شُيِّدت في الفترة ما بين 4100 ق.م و3200 ق.م إلى الجنوب الغربي، وثقافة فلاردنجن (حوالي 2600 ق.م)، وهي ثقافة صيادين أكثر بدائية عاشت بشكل مؤكد في فترة العصر الحجري الحديث. وفي حوالي 2950 ق.م حدث انتقال سريع وسلس من ثقافة فونلبيكر الزراعية إلى ثقاقة كوردد وير الرعوية. في وقت كانت فيه ثقافة بيل بيكر موجودة أيضاً في هولندا وانبثقت على ما يبدو من ثقافة كوردد وير. ولم تكن ثقافات كوردد وير وبيل بيكر ثقافات أصلية في هولندا ولكنها كانت أوروبية في طبيعتها عمومًا، وانتشرت في معظم أنحاء شمال أوروبا ووسطها.

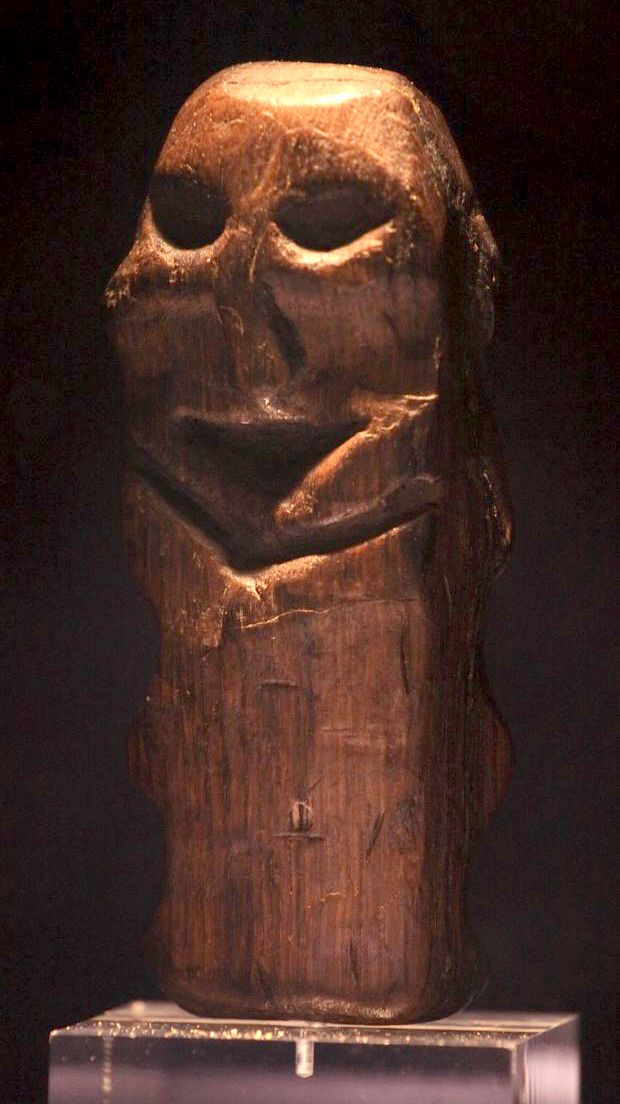
شكل من خشب السنديان وجد في فيليمستاد (4500 ق.م).

وتدل الاسكتشافات التي أُجريت في المنطقة حول العصر النحاسي على أن ثمة تجارة كانت قد راجت مع مناطق أخرى في أوروبا حيث لم يُعثَر على النحاس الطبيعي في التربة الهولندية. وربما كان العصر البرونزي قد بدأ في فترة ما حول عام 2000 ق.م واستمر حتى حوالي 800 ق.م. وكانت من بين القطع البرونزية المكتشفة من هذه الفترة عدداً من السكاكين، والسيوف، والفئوس، والشظايا الحجرية والأساور.
وتوسعت شبكات التجارة خلال هذه الحقبة لتمتد إلى مسافات بعيدة. وقد أظهرت الاكتشافات في منطقة درينته العديد من الأشياء النادرة والثمينة مثل قلائد القصدير مما يشير إلى أن درينته كانت بمثابة مركز تجاري في هولندا إبّان العصر البرونزي وفي ثقافات بيل بيكر (2700- 2100 ق.م) والتي تطورت محلياً إلى ما يُعرف بثقافة الأسلاك الشائكة بيكر في العصر البرونزي (2100- 1800 ق.م). وفي الألف الثاني قبل الميلاد كانت المنطقة تشكل الحدود الفاصلة بين آفاق المحيط الأطلسي والشمال وانقسمت إلى شمالية وأخرى جنوبية، يقسمها تقريباً على هذا النحو مجرى نهر الراين. وفي الشمال سادت ثقافة الألب (حوالي 1800- 800 ق.م)  في العصر البرونزي وهي الثقافة الأثرية الموجودة التي تميزت بصناعة خزف ذو جودة منخفضة. واتسمت المرحلة الأولية بالجثوات. (1800- 1200 ق.م) التي كانت مرتبطة بشكل وثيق بالجثوات المعاصرة في شمال ألمانيا والدول الإسكندنافية، وكانت مرتبطة على ما يبدو بثقافة تومولوس. (1600 ق.م - 1200 ق.م) في وسط أوروبا، وأعقب تلك المرحلة حدوث تغيير آخر لاحق ضم ثقافة أورنفيلد التي تتميز بعادات دفن (حرق رفات الموتى) (1200 ق.م- 800 ق.م). وسيطرت على المنطقة الجنوبية ثقافة هيلفرسوم (1800 ق.م- 800 ق.م)، التي كانت قد ورثت على ما يبدو العلاقات الثقافية مع بريطانيا من ثقافة الأسلاك الشائكة بيكر السابقة.
وقد جلب العصر الحديدي قدراً من الرخاء للسكان الذين كانوا يعيشون في المنطقة التي تشكل حالياً ما يعرف بهولندا. وكان خام الحديد متوفراً في كافة أنحائها، بما في ذلك مغيض الحديد المستخرج من الخام من مستنقعات الخث في الشمال، وعُثِر على الكرات الطبيعية الحاملة للحديد في منطقة فيلوفه فيما وجد خام الحديد الأحمر في الأراضي القريبة من الأنهار في منطقة برابانت. وكان الحدادون يتنقلون من مستوطنات صغيرة إلى أخرى أكبر حجماً ومعهم قطع البرونز وأدوات التصنيع والتقطيع بما في ذلك الفؤوس، والسكاكين، والدبابيس، ورؤوس السهام والسيوف. وتشير بعض الأدلة إلى صنع نوع من السيوف الدمشقية باستخدام وسيلة متقدمة تجمع ما بين مرونة الحديد وقوة الصلب. وقد عُثِر على سيف مصنوع من الحديد ومرصع بالذهب والمرجان في مقابر الملوك في تل المدافن بمنطقة أوس يعود تاريخه إلى حوالي سنة 500 ق.م، وهي الأكبر من نوعها في أوروبا الغربية.

### الجماعات الجرمانية والرومان (500 ق.م–410)

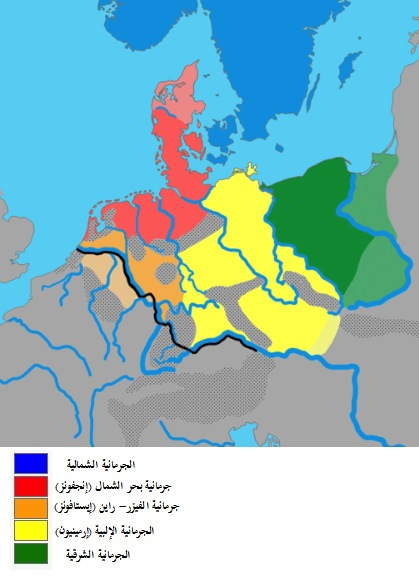
اللهجات الجرمانية حوالي قرن 1.

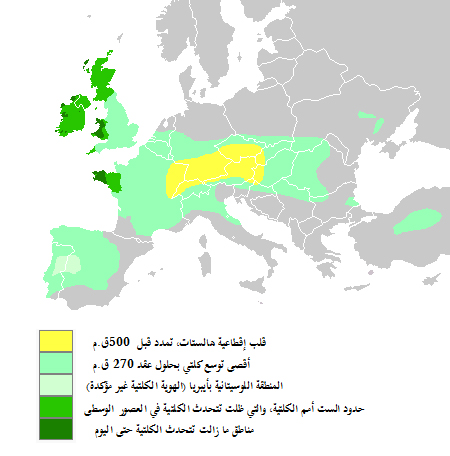
توزيع تاريخي للشعوب الكلتية، والتي تبين التوسع في جنوب الأراضي المنخفضة.

في حوالي سنة 850 ق.م تدهورت أحوال المناخ في البلدان الإسكندنافية واستمر تدهورها بعد ذلك بوتيرة أسرع حتى حلول سنة 650 ق.م تقريباً. وربما كان ذلك هو السبب في هجرة القبائل الجرمانية من تلك المناطق. وباكتمال هذه الهجرات في حوالي سنة 250 ق.م ظهر عدد من التجمعات الثقافية واللغوية العامة في الأراضي المنخفضة.<الموسوعة البريطانية الجديدة ref>The New Encyclopædia Britannica، الطبعة 15، 22:641–642</ref> حيث استقر جرمان بحر الشمال أو (الإنجفونزا) في الجزء الشمالي منها. ويُعتقَد أنهم تحولوا فيما بعد إلى مجموعة الفريسيين والساكسونيين الأوائل. كما انتشرت مجموعة أخرى وهي فيزر - راين الجرمانية (أو الإيستافونزا) على طول نهري الراين والفيزر وسكنت في الأراضي المنخفضة جنوب النهرين العظيمين. وتكونت هذه المجموعة من قبائل تشكلت منها فيما بعد مجموعة أخرى هي مجموعة الفرنجة الساليين.
كما انتشرت أيضاً ثقافة لاتين الكلتية منذ (حوالي سنة 450 ق.م وحتى الاحتلال الروماني) على مساحة عريضة امتدت حتى المنطقة الجنوبية للبلدان المنخفضة، ويعتقد بعض علماء التاريخ القديم بوجود مجموعة ثالثة ليست جرمانية ولا كلتية عاشت في هولندا حتى الفترة الرومانية وهي ثقافة النوردفيست بلوك  من العصر الحديدي، والتي سرعان ما انصهرت في الكلتيون في الجنوب ومع الشعوب الجرمانية في الشرق.

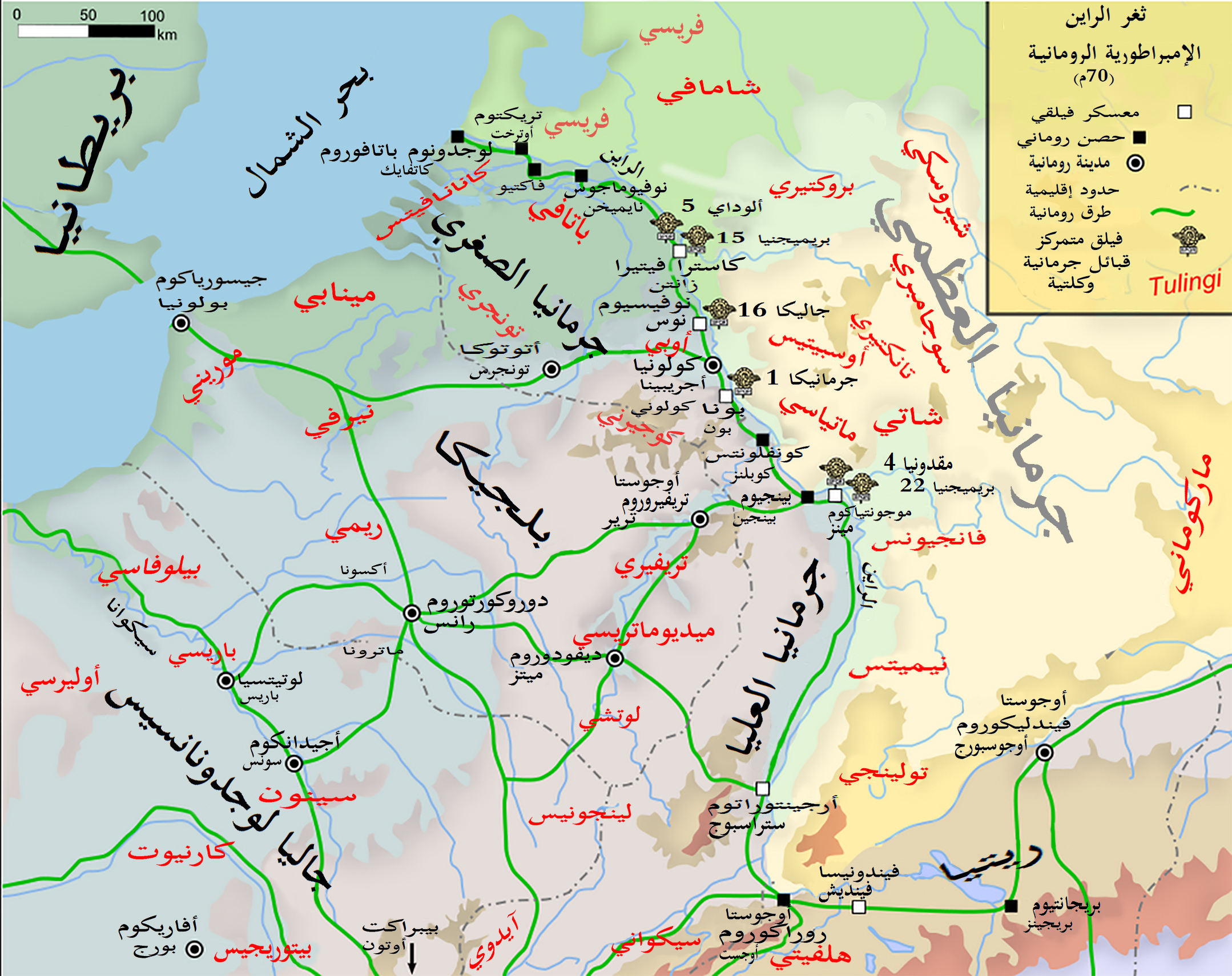
حدود الراين حوالي سنة 70م.

وبإندلاع الحروب الغالية تمكنت جيوش الإمبراطورية الرومانية بقيادة يوليوس قيصر من احتلال المنطقة الواقعة جنوب نهر الراين القديم وغرب نهر الراين وذلك في الفترة من 57 ق.م وحتى 53 ق.م. وقد تحدث قيصر عن قبيلتين أساسيتين كانتا تعيشان حينذاك فيما يعرف الآن بجنوب هولندا وهما مينابي، وإيبورونوس. وفي حوالي سنة 12 (توضيح) أصبح مجري نهر الراين بمثابة الحصن الشمالي الثابت لروما، وظهرت مدن على طول الحصون الجرمانية من بينها نايميخن وفوربورخ فيما أصبحت أراضي بلجيكا الغالية الواقعة شمال الحصون جزءاً من مقاطعة رومانية تابعة لجرمانيا الصغرى. أما الجزء الواقع شمال نهر الراين وكان يسكنه الفريزيون فقد ظل بعيداً عن حكم الرومان (وإن لم يكن بعيداً عن نفوذهم وهيمنتهم).
وفي تلك الحقبة انخرطت قبائل الحدود باتافي وكانانفافيتس في خدمة سلاح الفرسان الروماني. قبل أن ينقلب الباتافيون على الرومان في ثورة عارمة في سنة 69م، ولكنهم هُزموا في نهاية المطاف. ثم ظهر الباتافيون مرة أخرى مندمجين في قبائل أخرى تحت راية اتحاد الفرنجة الساليون، الذين بدأوا في الظهور في النصف الأول من القرن الثالث الميلادي. أن يفور
وقد ورد ذكر الفرنجة الساليون في النصوص الرومانية بإعتبارهم حلفاء روما وأعدائها في الوقت نفسه، وأجبر تحالف الساكسون القادمين من الشرق الساليين على الهجرة إلى مقاطعة الرومان عبر نهر الراين في القرن الرابع الميلادي، وانطلقوا من قاعدتهم الجديدة في غرب أراضي الفلاندزر وجنوب غرب هولندا لغزو منطقة القنال الإنجليزي. وحاولت الجيوش الرومانية إعادة الهدوء إلى المنطقة لكنها لم تفلح في طرد الفرنجة الذين كانوا قد بسطوا نفوذهم وسطوتهم في المنطقة حتى زمن يوليان المرتد (358) على أقل تقدير.
وبعدما سُمِح للفرنجة الساليين بالإقامة كفيوديراتي في توكساندري. ونتيجة لما اقترن بذلك من تدهور للظروف المناخية وانسحاب الرومان اختفى الفريسيون من شمالي هولندا، وربما كانوا قد أجبروا على الإستيطان داخل مقاطعات رومانية
مثل ليتاي عام 296. وبذلك ظلت الأراضي الساحلية الهولندية غير مأهولة بالسكان لمدة القرنين التاليين.

### أوائل العصور الوسطى (411- 1000م)

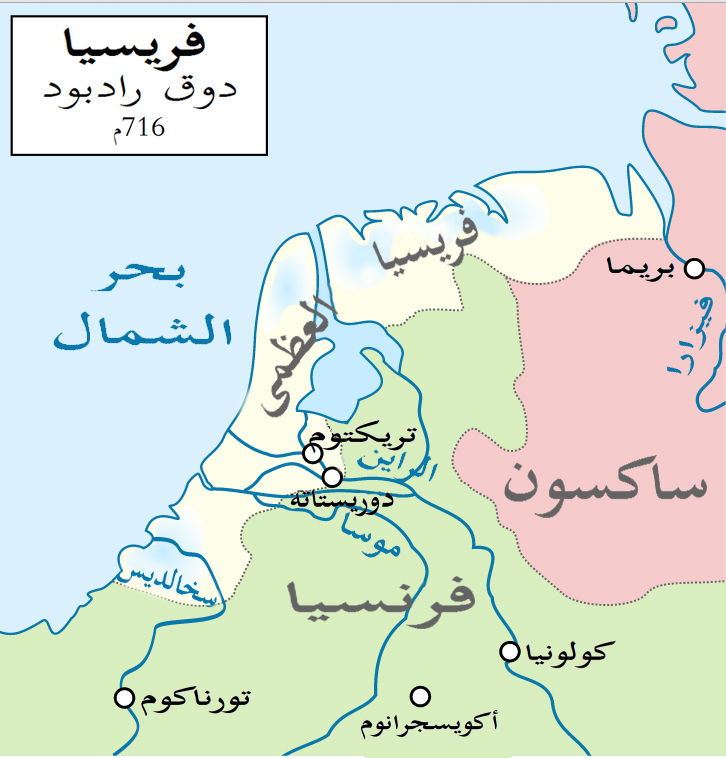
الفرنجة، الفريزيون والساكسونيون (حوالي 716م)

بعد انهيار حكم الرومان في المنطقة، وبحلول عام 490 اتسعت أراضي الفرنجة لتشمل العديد من الممالك، وقام كلوفيس الأول بغزو جميع أراضي الفرنجة جنوبي الأراضي المنخفضة وتوحيدها في مملكة فرنكية واحدة، وواصل من هناك غزواته إلى داخل بلاد الغال. وخلال هذا التوسع أخذ الفرنجة الذين هاجروا إلى الجنوب في نهاية المطاف اللغة اللاتينية السوقية من السكان المحليين. واتسعت بمرور الوقت الفجوة الثقافية بين الفرنجة الذين ظلوا في وطنهم الأصلي في الشمال من ناحية وبينهم وبين جنوب هولندا والفلاندرز من ناحية أخرى، وظلوا يتحدثون الفرنكية القديمة، التي تطورت في القرن التاسع الميلادي إلى الفرانكونية القديمة الدنيا أو الهولندية القديمة. وبذلك ظهرت حدود لغوية هولندية فرنسية جديدة.

توسع الفرنجة (481-870م)

وبتحسن الظروف المناخية على الساحل شمال بلاد الفرنجة، أعيد إعمار البلاد المهجورة بـفريسي القديمة، وتدفق نحوها مهاجرون ومستوطنون جدد معظمهم من الساكسون، وقليل من الأنجل والجوت. وانتقل منهم كثيرون إلى إنجلترا غبر بحر الشمال فأصبحوا يشكلون مجموعات الأنجلوسكسونيين، ومن تبقى منهم أصبح يُشار إليهم بالفريزيين على اسم السكان القدما لفريسي. واستخدمت اللغة الفريزية على طول الساحل جنوب بحر الشمال، وما زالت الفريزية في وقتنا الحالي أقرب الغات الحية إلى لإنجليزية الاسكتلندية. وبحلول القرن السابع الميلادي نشأت المملكة الفريزية (650 -734) في عهد الملك ألدخيسل والملك رادبود، وكانت أوتريخت مركز السلطة، 
بينما كانت دورستاد هي العاصمة الفريزية التجارية.
وشهدت الفترة الزمنية الواقعة بين أعوام 600 و 719م العديد من النزاعات بين الفريزيين والفرنجة حول ملكية المدينة. ففي سنة 734م انهزم الفريزيون في واقعة بورن بعد سلسلة من الحروب مع الفرنجة. وقد لعب مبشروا الأنجلو ساكسون وخاصةً فليبرورد وفولفرام وبونيفاس دوراً مهماً في تحويل الشعوب الفريزية إلى الديانة المسيحية. ومع ذلك اغتيل بونيفاس على يد الفريزيين في دوكوم عام 754م.

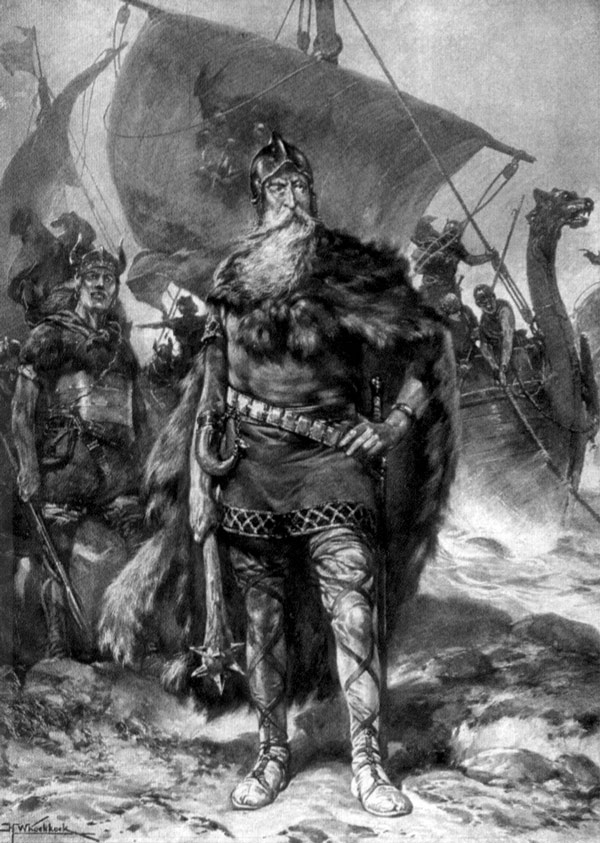
روريك من دورستاد، حاكم فريزلاند من الفايكنج (1912 تصوير رومانسي)

بسط الفرنجة سيادتهم من خلال الإمبراطورية الكارولنجية على جزء كبير من أوروبا الغربية، ولكن الإمبراطورية تعرضت في سنة 843 م للتشرذم وانشطرت إلى ثلاثة أجزاء. فرانسيا الوسطى وكانت تضم معظم ما يعرف اليوم بهولندا، ومملكة الفرنجة الغربيين وشملت فلاندرز ومملكة الفرنجة الشرقيين. وكانت فرانسيا الوسطى مملكة ضعيفة تتألف من أراضي فريزيا الواقعة شمال مملكة إيطاليا. وفي تلك الحقبة تم تسليم أراضي شمال جبال الألب إلى لوثر الثاني ليصبح اسمها لوثارينجيا والتي انقسمت بدورها بعد وفاته في سنة 869 م، إلى لوثارينجيا العليا ولوثارينجيا السفلى وكان هذا الجزء الأخير يضم مناطق الأراضي المنخفضة، التي أصبحت رسمياً جزء من مملكة الفرنجة الشرقيين في سنة 870 م، ولكنها فعليا كانت تحت سيطرة الفايكنج الذين كانوا يغيرون من حين لآخر على البلدات الواقعة على الساحل وعلى طول الأنهار. وفي حوالي سنة 850 م اعترف لوثر الأول بزعيم الفايكنغ روريك من دورستاد كحاكم لمعظم أراضي فريزلاند. وكان في استقباله في نايميخن عام 870م، شارل الأصلع الذي أصبح تابعاً له. وفي حوالي سنة 879 م، ظهر خودفريد الذي بث موجات من الترويع والترهيب في الأراضي الفريزية حتى أصبح يعرف باسم خودفريد، دوق فريزيا قبل اغتياله في سنة 885 م، وبعد ذلك تولى صولجان الحكم على فريزيا من الفايكينغ خيرولف من هولندا. وتزامن وقوع غارات الفايكنغ هذه على الأراضي المنخفضة في نفس الوقت الذي كان فيه أباطرة الفرنجة والجرمان يتقاتلون مع بعضهم البعض من أجل التفوق العسكري والسيادة على المنطقة، ولذلك كانت سيطرتهم على منطقة الأراضي المنخفضة وما حولها ضعيفة. ولم يجد الفايكنج عند غزواتهم أية مقاومة تذكر، إلا بضع محاولات من النبلاء المحليين، الذين اكتسبوا من خلال ذلك مكانة أدت فيما بعد إلى تقوية شوكتهم ومهدت لتفكك لوثارينجيا السفلى إلى شبه دويلات مستقلة.

### ذروة العصور الوسطى (1000-1384)
حكمت الإمبراطورية الرومانية المقدسة التي خلفت مملكة الفرنجة الشرقيين الكثير من البلدان المنخفضة في القرنين 10 و11 لكنها لم تكن قادرة على المحافظة على وحدتها السياسية، ولذلك استطاع النبلاء المحليون ذوو النفوذ من تحويل مدنهم ومقاطعاتهم ودوقياتهم إلى ممالك خاصة، الأمر الذي ولّد لديهم الإحساس بأنهم ليسوا ملزمون بأي شيء أمام الإمبراطور. وكانت مقاطعات هولندا، وهينو، وفلاندريز، وخيلدرز، ودوقية برابنت، وأسقفية أوترخت في حالة من الحرب شبه المستمرة أو كانت بمثابة وحدات سياسية شخصية متناقضة التشكيل. وكانت لغة معظم سكان مقاطعة هولندا وثقافتهم في الأصل فريزية. وبتقدم الفرنجة في مستواهم الحضاري بدرجة أكثر مما لدى فلاندرز وبرابانت سرعان ما أصبحت لغة المنطقة فرانكونية دنيا قديمة (أو هولندية قديمة). وظلت بقية أجزاء مقاطعة فريزيا في الشمال (الآن فرايزلاند ومقاطعة خرونينغن) محتفظة باستقلالها، وكان لكل منها مؤسساته الإدارية الخاصة (التي تسمى مجتمعة «الحرية الفريزية») وقد قاومت فرض النظام الإقطاعي عليها.
وفي حوالي سنة 1000م بدأ الاقتصاد في المنطقة في التطور بوتيرة سريعة بسبب ما حققته التنمية الزراعية من نجاح، واتاحة زيادة الإنتاجية للعمال وفرص زراعة مزيد من الأراضي البور والتحول إلى ممارسة التجارة لتصريف فائض الإنتاج. وتبعاً لذلك نمت المدن حول الأديرة والقلاع، وبدأت الطبقة الوسطى التجارية (نايمكس) في الظهور في هذه المناطق الحضرية لا سيما في الفلاندرز ثم في برابانت في وقت لاحق. وبدأت المدن الغنية بشراء بعض الامتيازات لنفسها من الحاكم. وسعى ذلك في الممارسة العملية أن تصبح كلاً من مدينتي بروج وأنتويرب جمهوريات شبه مستقلة وتتطور لاحقاً لتكون من أهم المدن والموانئ في أوروبا.
حوالي 1100 بدأ المزارعون في فلاندرز وأوتريخت بتجفيف أراضي المستنقعات غير المأهولة في غرب هولندا وزراعتها، على نحو جعل ظهور مقاطعة هولندا كمركز قوة في المنطقة أمراً ممكناً. واشتعلت بين عدة أطراف حروب متصلة حروب السنارة والقد (بالهولندية: Hoekse en Kabeljauwse twisten) في الفترة ما بين عامي 1350 و1490، وذلك للاستحواذ على لقب كونت هولندا. وتألف فصيل «القد» من المدن الأكثر تقدمية، في حين كان فصيل «السنارة» يتكون من المدن التي يسودها النبلاء المحافظين. ودعا هؤلاء النبلاء الدوق فيليب الطيب من بورغندي - الذي كان أيضاً كونت الفلاندرز - لاحتلال هولندا.

### الأراضي المنخفضة البورغندية والهابسبورجية (1384- 1581م)

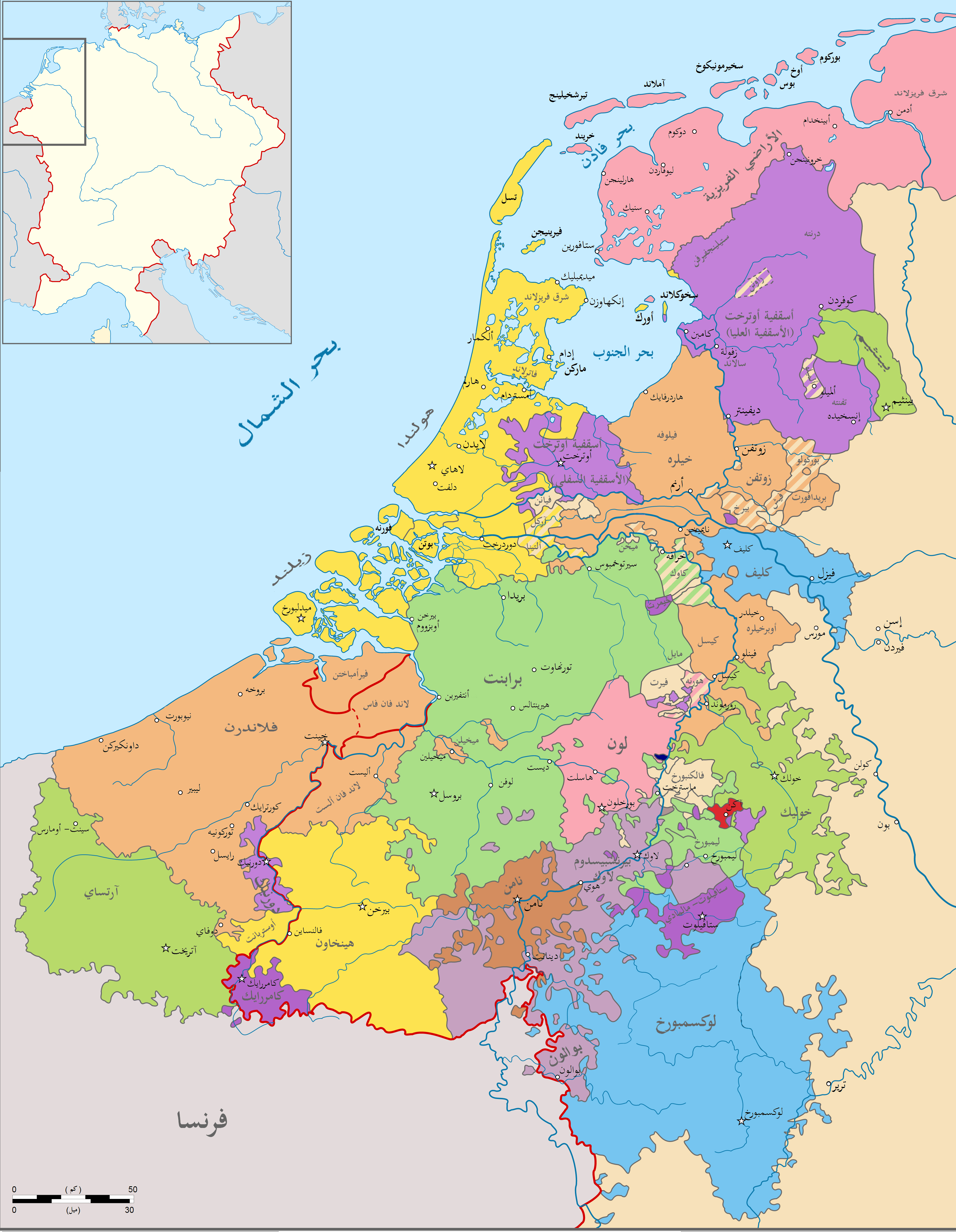
الأراضي المنخفضة في أواخر قرن 14

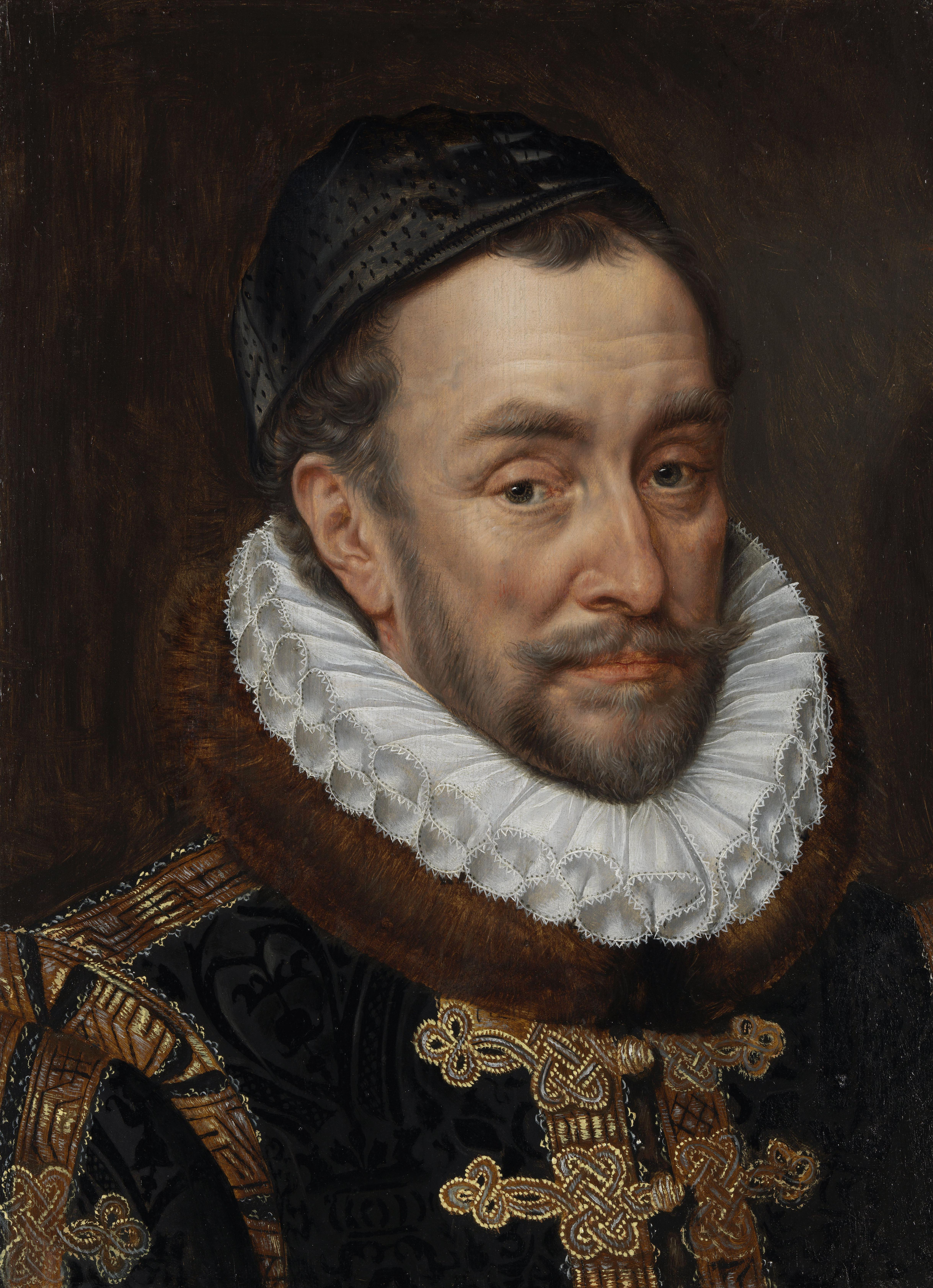
ويليام الأول، أمير أورانج، ويسمى أيضاً «ڤيليم دي زفايخر» (ويليام الصامت)، القيادي في هولندا خلال الثورة الهولندية.

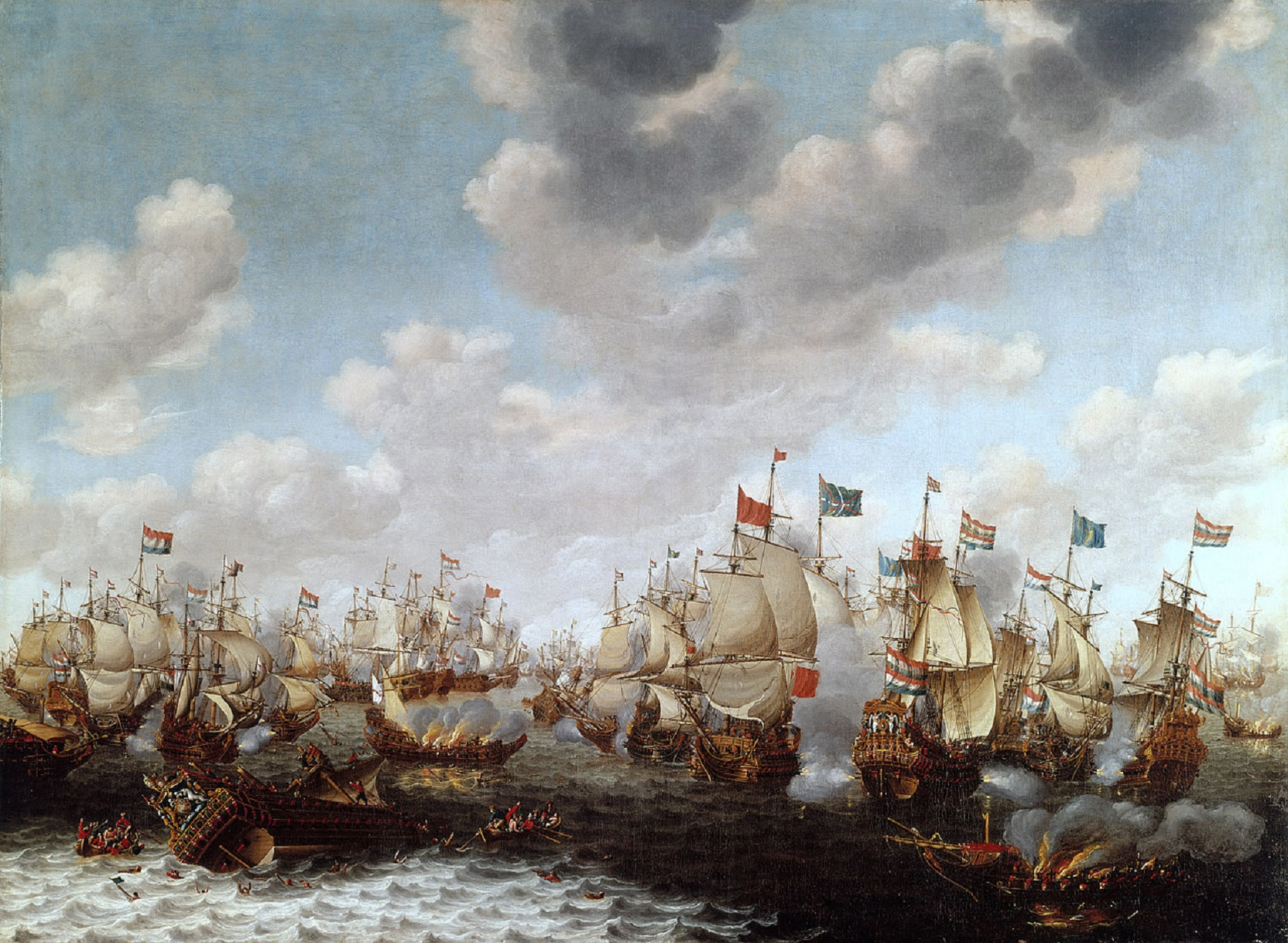
معركة الأربع أيام، 1-4 يونيو / حزيران 1666، خلال الحرب الإنجليزية الهولندية الثانية.

كانت معظم إلاقطاعيات الإمبراطورية والفرنسية الواقعة فيما يُعرف الآن بهولندا وبلجيكا متحدة في اتحاد شخصي تحت إمرة فيليب الطيب، دوق بورغندي في 1433م. وحكمت عائلة فالوا-بورغندي وورثة هابسبورغ البلدان المنخفضة في الفترة من 1384م إلى 1581م. وكان الهولنديون قبل الاتحاد البورغندي يعرّفون أنفسهم عن طريق البلدة أو الدوقية المحلية أو المقاطعة التي يعيشون فيها. وبهذا شكلت الفترة البورغندية بداية الطريق إلى الدولة الهولندية. وبدأ الحكام الجدد في الدفاع عن مصالح التجارة الهولندية التي تطورت بسرعة. وهزمت أساطيل مقاطعة هولندا أساطيل الرابطة الهانزية عدة مرات، فيما شهدت أمستردام نموا مضطرداً وازدهاراً حتى أصبحت في القرن 15 الميناء التجاري الرئيسي في أوروبا للحبوب الواردة من منطقة البلطيق والتي كانت تقوم بتوزيعها على المدن الرئيسية في كل من بلجيكا وشمال فرنسا وإنجلترا. وكانت هذه التجارة ذات أهمية قصوى بالنسبة لهولندا نفسها والتي لم تكن حينذاك قادرة على إنتاج ما يكفي من الحبوب لإطعام سكانها. وقد تسبب تصريف المياه عن الأرضي في الحد من خث المناطق الرطبة السابقة إلى مستوى منخفض جداً.
كانت المنطقة المعروفة حالياً باسم هولندا تشكل جزءاً من مجموعة الأقاليم السبعة عشر بالأراضي المنخفضة، وتخضع لحكم ملك أسبانيا وحاكم الإمبراطورية الرومانية المقدسة شارل الخامس، وكانت تشمل أيضاً معظم مناطق مملكة بلجيكا، ودوقية لوكسمبورغ الحاليتين، وبعض الأراضي في فرنسا وألمانيا.
وفي عام 1568 اشتعلت حرباً عرفت لاحقاً بحرب الثمانين عاماً بين مقاطعات الأراضي المنخفضة وملك أسبانيا، وفي عام 1579 تكوّن اتحاد من سبعة عشر مقاطعة تقع في النصف الشمالي من الأراضي المنخفضة عرف باتحاد أوترخت، وهي معاهدة تم إبرامها بغرض تعزيز التعاون بين تلك المقاطعات في دفاعها ضد الجيوش الإسبانية. ويعدّ اتحاد أوترخت الأساس الذي قامت عليه مملكة هولندا الحديثة. وفي عام 1581 اعتمدت المقاطعات الشمالية قانون التبرؤ، وهو بمثابة إعلان لاستقلالها وتم بموجبه عزل الملك فيليب الثاني ملك أسبانيا رسمياً عن حكم المقاطعات وتبرؤها منه كحامل للقب الملك فيها.
وقد تعاطفت ملكة إنجلترا إليزابيث الأولى البروتستانتية الديانة مع نضال الهولنديين ضد الأسبان، وأبرمت معهم معاهدة عام 1585 وعدت بموجبها بإرسال مقاتلين إنجليز إلى هولندا لمساعدة الهولنديين في حربهم مع الأسبان. وفي ديسمبر/ كانون الأول 1585 تم بالفعل إرسال 7,600 جندي إنجليزي إلى هولندا بقيادة روبرت دادلي أول أبريل بمدينة لستر. وعلى الرغم من كبر حجم الجيش الذي أرسل من إنجلترا إلى هولندا بمعايير ذلك الوقت إلا أنه لم يكن ذو فائدة حقيقية لدعم التمرد الهولندي ضد أسبانيا.
وعاد روبرت دادلي إلى هولندا مرة أخرى في نوفمبر/ تشرين الثاني 1586 مع جيش آخر أكبر، إلا أن هذا الآخر أيضاً لم يكن له أي تأثير يذكر في ترجيح كفة التمرد ذلك لأن فيليب الثاني ابن الملك تشارلز الخامس لم يكن مستعداً للتخلي بسهولة عن المقاطعات الهولندية، فاستمرت الحرب حتى سنة 1648، عندما اعترفت أسبانيا أخيراً في عهد الملك فيليب الرابع باستقلال المقاطعات السبع الشمالية الغربية وذلك بمقتضى معاهدة سلام مونستر. وأصبحت أجزاء من المقاطعات الجنوبية بمثابة مستعمرات من حيث الواقع لإمبراطورية الجمهورية التجارية الجديدة.

### الجمهورية الهولندية (1581-1795)

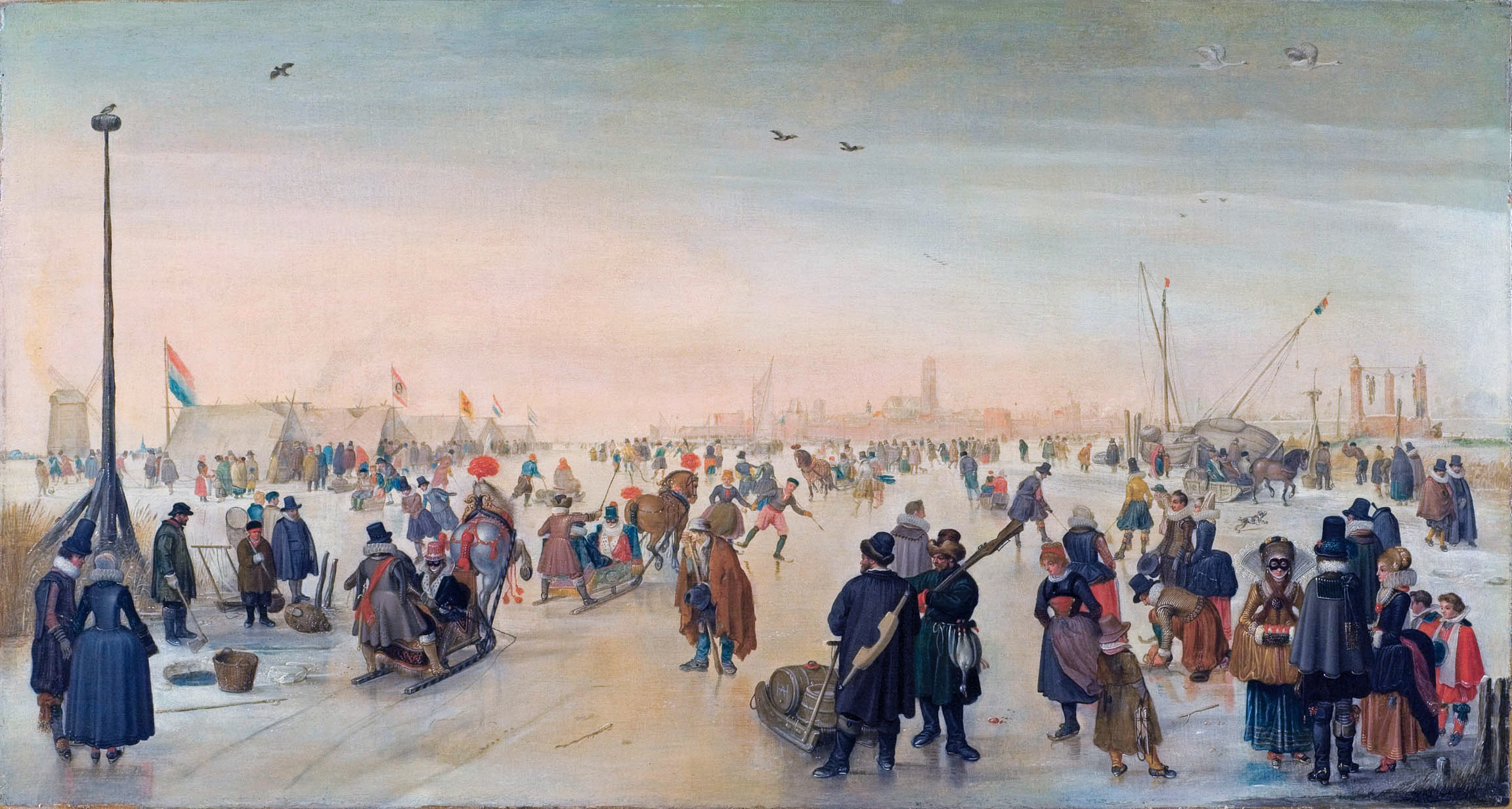
المناظر الطبيعية في فصل الشتاء مع المتزلجين حوالي عام 1625م

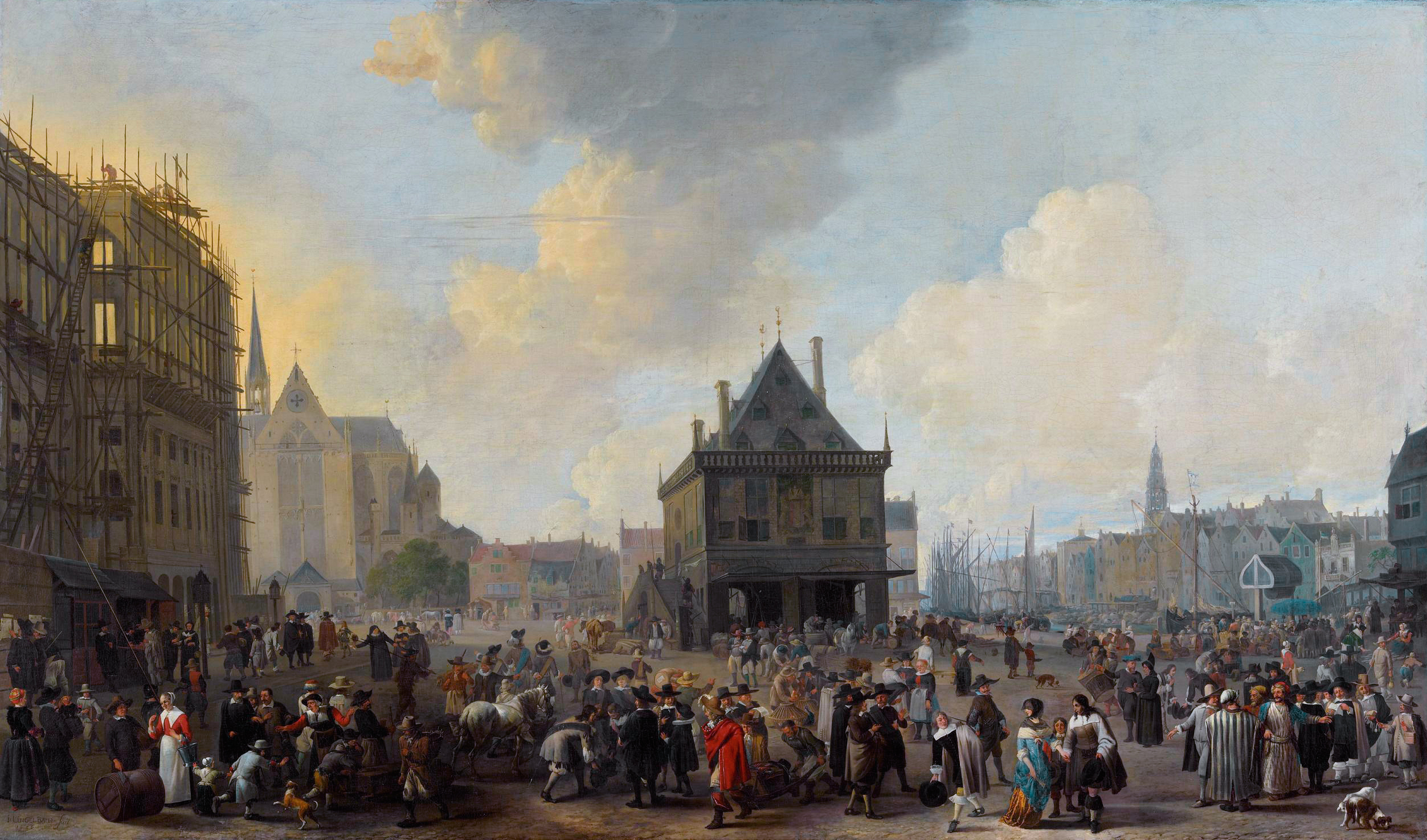
ساحة الدام في أمستردام عام 1656

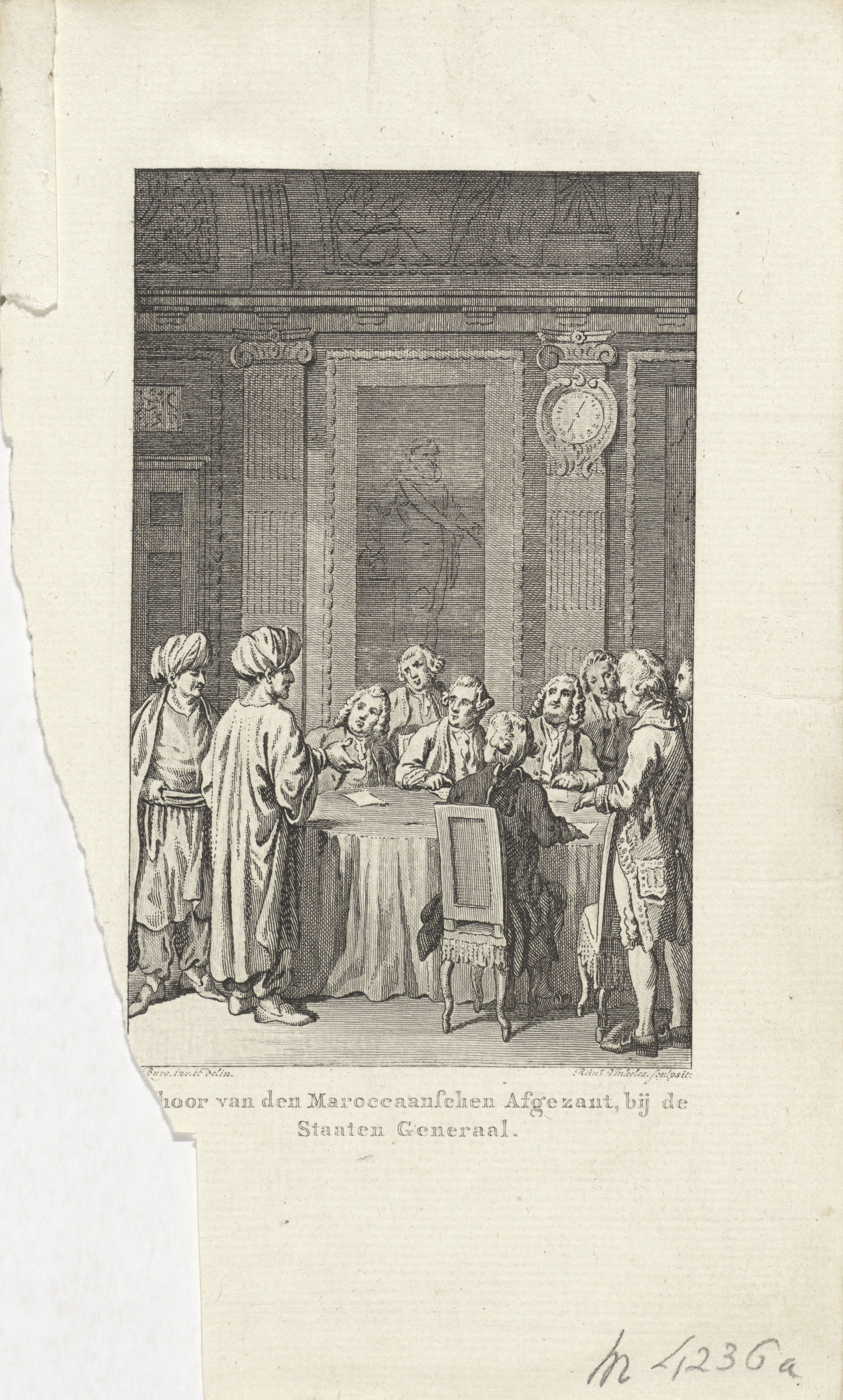
الوفد المغربي يَتحدث إلى الولايات العامة (هولندا)، 1770

بعد إعلان استقلالها قامت مقاطعات هولندا: زيلند، وخرونينجن، وفريزلاند، وأوتريخت، وأوفرايسل، وخيلدرلند بتشكيل اتحاد كونفيدرالي، وكانت هذه المقاطعات جميعها تتمتع قبل ذلك بالحكم الذاتي حيث كان لكل منها حكومتها ومجلس طبقات Staten-Generaal (برلمان) المقاطعة الخاصين بها، واختيرت لاهاي مقراً لمجلس طبقات الأمة العام (البرلمان الإتحادي)، والحكومة الكونفدرالية، وتألف كل منهما من ممثلين عن كل من المحافظات السبع. وكانت منطقة درينته ذات الكثافة السكانية المنخفضة التي تتكون أساساً من أراضي فقيرة من الخث جزءاً من الجمهورية أيضاً، ورغم أن درينته لم تعدّ واحدة من المقاطعات حيث كان لها سيادتها الخاصة بها إلا أن حاكمها كان يتم تعيينه من قبل مجلس طبقات الأمة الاتحادي.
علاوة على ذلك قامت الجمهورية خلال حرب الثمانين عاماً بإحتلال عدد مما يسمى بالأراضي العمومية والتي كانت تخضع مباشرة لإشراف مجلس طبقات الأمة العام، ولم يكن لديها بنية أساسية حكومية خاصة بها ولا ممثلين لها في المجلس، وكان سكانها أساساً ينتمون إلى طائفة الروم الكاثوليك، وقد كانت هذه الأراضي تستخدم كمنطقة عازلة بين الجمهورية ومقاطعات الأراضي المنخفضة الجنوبية. [بحاجة لمصدر]
وقد نمت الإمبراطورية الهولندية لتصبح واحدة من القوى الاقتصادية والملاحة البحرية الكبرى في القرن السابع عشر، ففي العصر الذهبي الهولندي تم إنشاء مستعمرات ومراكز تجارية تابعة لها في جميع أنحاء العالم، وكانت العلوم والقوات العسكرية، والفنون (خاصةً التصوير) من أهم مظاهر النهضة. وبدأ الاستيطان الهولندي في قارة أمريكا الشمالية مع تأسيس مدينة نيو أمستردام في الجزء الجنوبي من مانهاتن بمدينة نيويورك (مدينة) الحالية عام 1614. وفي قارة أفريقيا استقر الهولنديون في مستعمرة الكاب بجنوب أفريقيا الحالية عام 1652. وبحلول العقد 1650م أصبحت هولندا تملك أسطولاً تجاريا كبيراً يتكون من 16,000 سفينة. وارتفع عدد سكانها من حوالي 1.5 مليون إلى ما يقارب مليوني نسمة.
ويرى العديد من المؤرخين الإقتصاديين أن هولندا هي أول دولة رأسمالية في العالم، وفي أوائل العصر الحديث لأوروبا كانت أمستردام أغنى مدينة تجارية مع وجود أول بورصة تعمل بدوام كامل في أوروبا. وأدت ابتكارات التجار فيها إلى إنشاء صناديق التأمين وصناديق التقاعد وظواهر أخرى تجارية مثل ظاهرة ما يعرف بدورة الإزدهار والكساد، وحدوث أول فقاعة تضخم في أسعار الأصول في العالم، والجائحة الإقتصادية المعروفة ببهوس الخزامي التي حدثت في القرن السابع عشر الميلادي في الفترة ما بين 1635م و 1637م. ووفقاً للمؤرخ موراي سايل فإن أول عملية تغطية بيع مكشوف أو ما يعرف إصطلاحاً بغارة الدب التجارية حدثت في هولندا من قبل تاجر شركة الهند الشرقية الهولندية إسحاق لومير الذي أجبر من خلالها سوق الأوراق المالية على تخفيض أسعار الأسهم بنسبة الإغراق وإعادة شرائها بسعر مخفض. يعزو الاقتصاديان رونالد فيندلي وكيفن أورورك أنَّ جزءاً من صعود هولندا إلى أخلاقيات العمل البروتستانتية القائمة على الكالفينية، والتي عززت التوفير والتعليم. وقد ساهم ذلك وفقاً لهم في «أدنى أسعار الفائدة وأعلى معدلات الإلمام بالقراءة والكتابة في أوروبا. ومكنت فرة رأس المال من الإحتفاظ بمخزون ثروة مثير للإعجاب، ليس فقط في الأسطول الكبير ولكن في المخزونات الوفيرة من مجموعة من السلع التي كانت تستخدم لتحقيق الاستقرار في الأسعار والاستفادة من فرص الربح». إلا أن الجمهورية الهولندية أصيبت بحالة من التدهور العام في أواخر القرن الثامن عشر لعدة عوامل أهمها المنافسة الإقتصادية مع إنجلترا والصراع السياسي الطويل بين الفصيلين الرئيسيين في المجتمع الهولندي: الجمهوريون ( بالهولندية Staatsgezinden) والملكيون (بالهولندية Prinsgezinden) أو الأورانجيين (نسبة إلى أمير الأورانج) كما يطلق عليهم أحياناً. [بحاجة لمصدر]
وفي القرن السابع عشر الميلادي تم إنشاء مستعمرات المزارع الواسعة من قبل الهولنديين والإنجليز على ضفاف العديد من الأنهار في السهول الخصبة في غيانا. وكانت أول مستعمرة جرى توثيقها في غيانا تقع على طول نهر سورينام، وتسمى خور مارشال نسبة إلى مارشال إنجليزي. ثم وقد دبّ الخلاف وطرأت المنازعات بين الهولنديين والإنجليزيين. وعام 1667 قرر الهولنديون الحفاظ على مستعمرة سورينام بأي ثمن بعيداً عن الإنجليز، ونجم عن ذلك إبرام معاهدة بريدا التي ترك بموجبها الهولنديون نقطة نيو أمستردام، وهي موقع تجاري صغير في أمريكا الشمالية، ويعرف الآن باسم مدينة نيويورك (مدينة). [بحاجة لمصدر]

### الجمهورية والمملكة الباتافية (1795-1890م)
في 19 يناير / كانون الثاني عام 1795 وبعد يوم واحد من فرار الحاكم العام ڤيليم الخامس أمير الأورنج إلى إنجلترا تم الإعلان عن الجمهورية الباتافية لتصبح بذلك هولندا دولة مركزية على غرار الجمهورية الفرنسية واستمر الوضع هكذا حتى سنة 1806.
وشهدت الفترة 1806:1810 عودة هولندا إلى الحكم الملكي على يد نابليون بونابرت وكانت بمثابة مملكة شكلية يحكمها شقيقه لويس بونابرت وذلك بهدف السيطرة عليها بشكل أكثر فعالية. وقد أُستُخدِم حينذاك اسم مقاطعة هولندا (الرائدة) للدلالة على البلد كله. وكانت مملكة هولندا النابليونية تغطي منطقة ما يعرف في وقتنا الحاضر باسم هولندا، باستثناء منطقة ليمبريخ وأجزاء من زايلاند اللتان كانتا ضمن الأراضي الفرنسية. وفي عام 1807 أضيفت إلى هذه المملكة مناطق شرق فريزيا، وبروسيا ويفير. وبعد أن فشل الغزو البريطاني على هولندا سنة 1809، تم تسليم جميع أراضي جنوب نهر الراين إلى فرنسا.
ولم يكن الملك لويس بونابرت عند حسن ظن نابليون - حيث حاول خدمة المصالح الهولندية بدلاً من مصالح أخيه، فسمح بالتجارة مع البريطانيين رغم الحصار القاري الذي كان مفروضاً عليهم من قبل فرنسا، وعمل على المحافظة على الثقافة الهولندية حتى حاول هو بنفسه تعلم اللغة الهولندية - فاضطر إلى التنازل عن العرش في 1 يوليو / تموز 1810م. ليخلفه ابنه نابليون لويس بونابرت البالغ من العمر آنذاك خمس سنوات ليحكم البلاد لمدة عشرة أيام فقط حيث تجاهل نابليون تنصيب ابن أخيه الصغير ملكا على هولندا، وأرسل جيشاً لغزو البلاد، فقام بألغاء الملكية لتصبح هولندا جزءاً من الإمبراطورية الفرنسية. وظلت على هذا الوضع حتى خريف عام 1813 عندما مني نابليون بالهزيمة في معركة لايبزخ، وأُجبر على سحب قواته من البلاد.

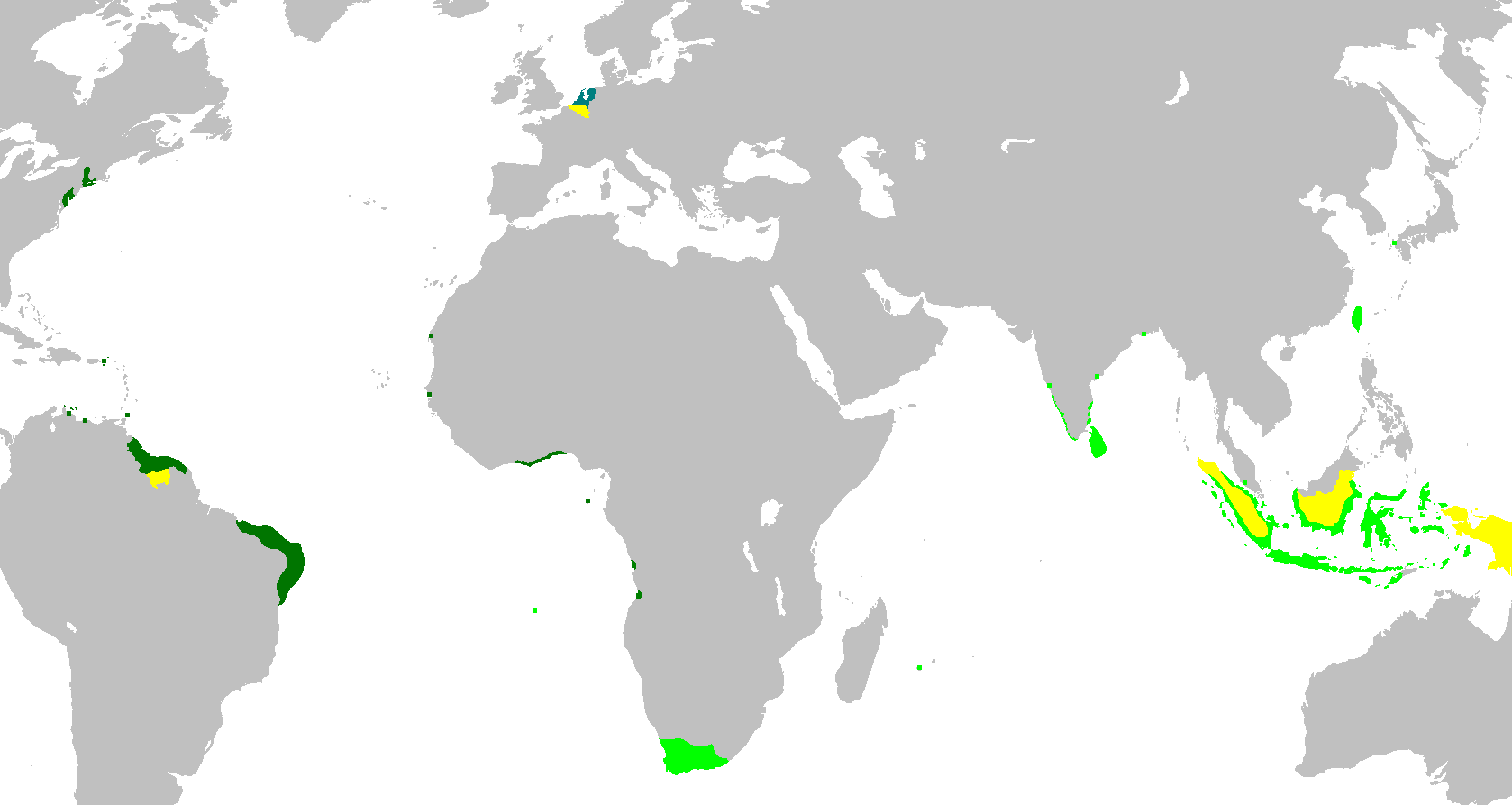
خريطة الإمبراطورية الاستعمارية الهولندية. اللون الأخضر الفاتح: الأراضي التي كانت تديرها شركة الهند الشرقية الهولندية؛ اللون الأخضر الداكن: شركة الهند الغربية الهولندية، اللون الأصفر: الأراضي التي احتلت في وقت لاحق خلال القرن 19.

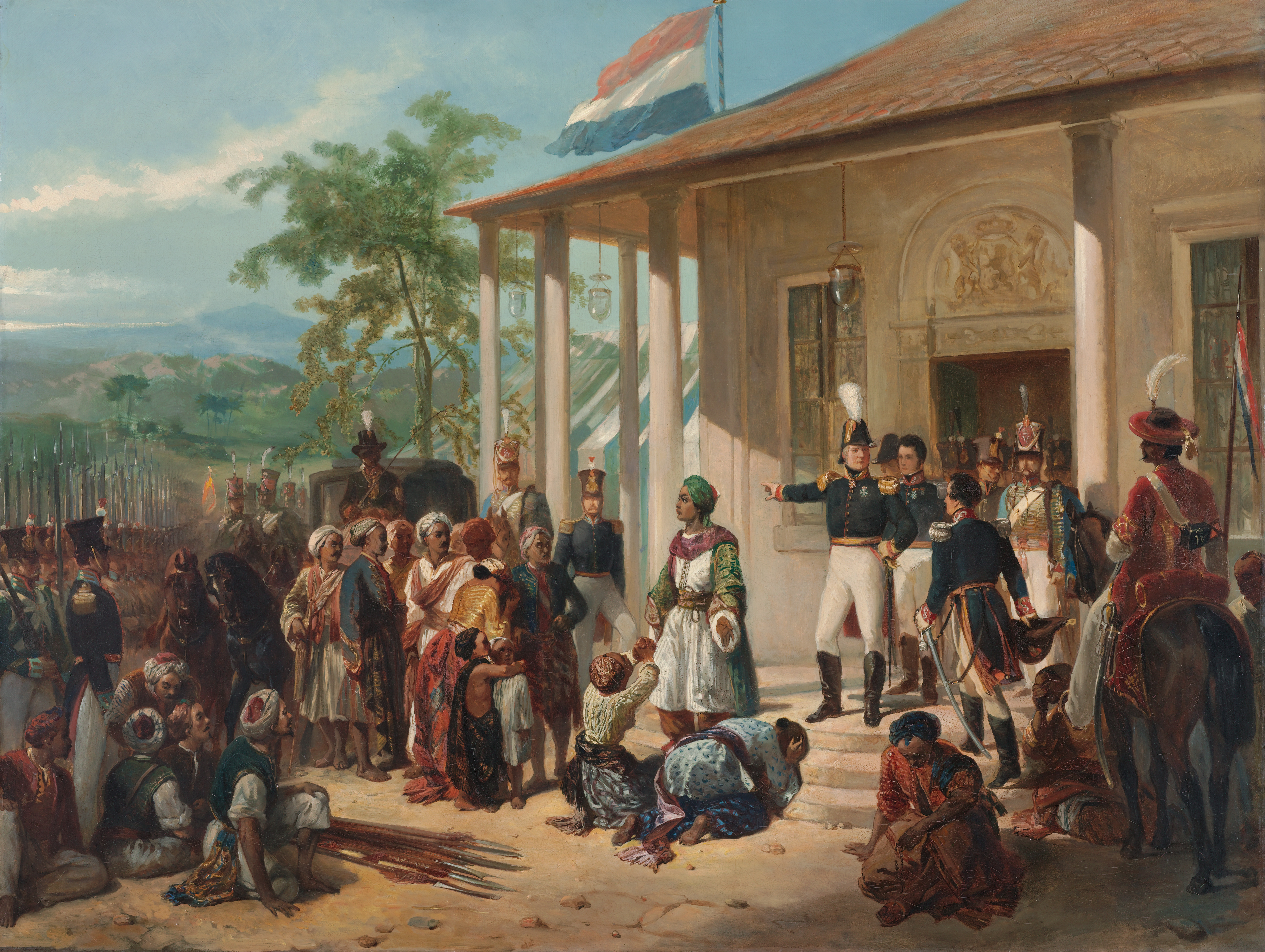
استسلام الأمير ديبونيجورو للجنرال هيندريك مريكوس دي كوك نهاية حرب جاوة عام 1830، في لوحة للفنان نيكولاس بينيمان

عاد وليام فريدريك ابن الحاكم الأعلى السابق إلى هولندا سنة 1813م بناء على دعوة من الحكومة المؤقتة التي تشكلت على إثر انسحاب الفرنسيين، على الرغم من أنها كانت تتكون في معظمها من الرجال أنفسهم الذين طردوا والده من الحكم قبل 18 عاماً خلت، وأجمعت الأطراف كلها على أن وليام كان الخيار الوحيد لرئاسة أية حكومة جديدة في هولندا. وفي 6 ديسمبر / كانون الأول أعلن وليام نفسه «الأمير المهيمن» على هولندا وقرر في 16 مارس / آذار 1815 إعادة الملكية إليها وإعلان نفسه ملكاً عليها تحت اسم وليام الأول (Willem I ڤيليم الأول باللغة الهولندية).
وفي مؤتمر فيينا عام 1815م تمت إعادة ترسيم حدود مملكة الأراضي المنخفضة المتحدة بإضافة مقاطعة جنوب هولندا إلى الشمال وذلك بهدف إنشاء دولة قوية على الحدود الشمالية مع فرنسا تحدّ من اطماع فرنسا ونواياها لغزو البلاد وإعادتها إلى حظيرتها، بالإضافة إلى ذلك أصبح الملك ڤيليم دوقاً للوكسمبورج بالوراثة، بعد أن تسلم بموجب مخرجات مؤتمر فيينا دوقية لوكسمبورغ كملكية شخصية له في مقابل التنازل عن ممتلكاته الألمانية.
وكان جنوب هولندا منفصلاً من الناحية الثقافية عن الجزء الشمالي منذ سنة 1581م، ولذلك أبدى معارضته وتمرده ضد محاولات ڤيليم لخلق ثقافة واحدة لهولندا كلها. وفي تلك الأثناء ثار الجنوب ضد فيليم حتى نال استقلاله في سنة 1830م، ومن ثمّ برز إلى الوجود الكيان المعروف باسم بلجيكا، في حين تفككت رابطة الاتحاد الشخصي بين دوقية لوكسمبورغ وهولندا في عام 1890 عندما توفي وليام الثالث دون أن يترك ورثة من الذكور على قيد الحياة، لاسيما وأن قوانين اعتلاء العرش حالت دون أن تصبح ابنته الملكة فيلهلمينا الدوقة المقبلة للوكسمبورج، وهكذا انتقل عرش لوكسمبورغ من سلالة الأورانج - ناساو إلى عائلة ناساو - فيلبيورخ، وهي فرع صغير من عائلة ناساو.
كانت مستعمرة الكاب أكبر مستوطنة هولندية في الخارج وقد تأسست في عام 1652م، على يد يان فان ريبيك نيابة عن شركة الهند الشرقية الهولندية في كيب تاون (بالهولندية Kaapstad)، إلا أن أمير الأورانج قد رضخ في سنة 1788 م، للاحتلال البريطاني للمستوطنة والسيطرة عليها. وقد امتلكت هولندا عدة مستعمرات أخرى في مناطق مختلفة من العالم كانت إقامة الهولنديين بها محدودة، ومن أبرز تلك الممتلكات في اعالي البحار، الهند الشرقية الهولندية ( إندونيسيا، حالياً) ومستعمرة غيانا الهولندية (جمهورية سورينام، حالياً). وكانت هذه «المستعمرات» تدار في باديء الأمر من قبل شركة الهند الشرقية الهولندية وشركة الهند الغربية الهولندية - وكلاهما مؤسستين من مؤسسات القطاع الخاص الجماعي - بتعاون مع الملك. وبعد ثلاثة قرون تعرضت الشركتين لمشاكل مالية خطيرة أدت إلى استيلاء الحكومة الهولندية على الأراضي التي كانت تعمل عليها الشركتين وذلك في سنتي 1791 و1815م على التوالي، ومن ثمّ أصبحت تلك الأراضي مستعمرات هولندية تابعة لحكومة ملك هولندا بشكل رسمي.
تورطت هولندا خلال الفترة الإستعمارية كثيرًا في تجارة الرقيق، فقد اعتمد المزارعون الهولنديون على العبيد الأفارقة في مزارع البن والكاكاو وقصب السكر والقطن الواقعة على طول الأنهار بالمستعمرات. وكانت معاملة العبيد على يد مالكيهم سيئة جداً إلى الدرجة التي جعلتهم يضطرون للفرار من المزارع جماعات وأفراد. وفي سنة 1863، تقرر إلغاء الرّق في مستعمرة غيانا الهولندية وكوراساو والتبعيات، لكن التحرير الفعلي للعبيد لم يحدث بشكل كامل إلا في سنة 1873 وبعد مرور فترة انتقالية إلزامية مدتها 10 سنوات، وهو الوقت الذي كان مطلوباً فيه من العبيد العمل في المزارع بالحد الأدنى من الأجور ودون ممارسات تعذيب ضدهم. وما إن نال العبيد حريتهم بالكامل حتى هجروا العمل في المزارع تماماً ولكنهم عانوا جراء ذلك من الفقر والبطالة لعدة أجيال قبل أن تنتقل أعداد كبيرة منهم إلى المناطق الحضرية بما فيها منطقة باراماريبو. ويتم إحياء هذه الذكرى في 1 يوليو / تموز، من كل عام في مناسبة يُطلق عليها كيتي كوتي، أي يوم تحرير العبيد.
كانت هولندا تيسر بخطى بطيئة في مواكبتها للثورة الصناعية التي اجتاحت أوروبا في القرن 19 الميلادي مقارنةً بما جاورها من بلدان وذلك بسبب التعقيدات الكبيرة المتعلقة بتحديث البنية التحتية فيها والتي كانت تتألف من مجاري مائية وخطوط نقل نهرية إلى حد كبير وكل ما كانت تعتمد عليه الصناعة في هولندا آنذاك كان يتمثل في طاقة الرياح.
وعلى الرغم من أن هولندا ظلت محايدة خلال الحرب العالمية الأولى إلا أنها تورطت كثيرًا في المناوشات والمعارك الحربية. وكان الجنرال ألفريد فون شيلفن رئيس أركان حرب ألمانيا ينوي غزو هولندا أثناء تقدمه نحو فرنسا وذلك ضمن خطة شليفن الأصلية، لكن ثمة تغيير حدث في الخطة على يد خليفته هيلموت فون مولتكه الأصغر بغية المحافظة على الحياد الهولندي. وقد ثبت بمرور الوقت بأن الحياد الهولندي كان بالفعل ضرورياً لضمان بقاء ألمانيا على قوتها، إلى أن تمت محاصرة هولندا من قبل البحرية الملكية البريطانية عام 1916 وتعذر عندئذ تصدير البضائع إلى ألمانيا عبر الموانيء والأراضي الهولندية. ومع ذلك ظل الهولنديون قادرون على الاستمرار في الحياد خلال سنوات الحرب مستفيدين من مهاراتهم الدبلوماسية والتجارية.

### الحروب العالمية وما بعدها (1890-الآن)

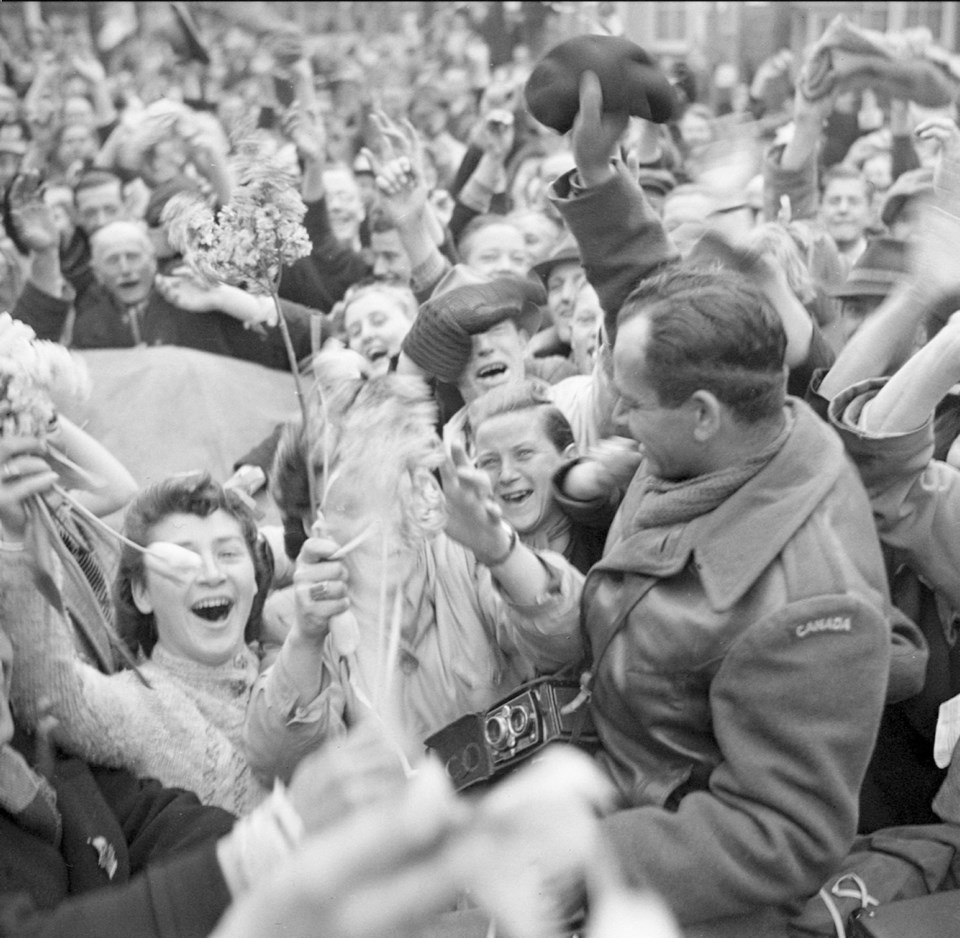
مدنيون هولنديون يحتفلون بوصول طلائع الجيش الكندي الأول في أوترخت حيث حرر الجيش الكندي هولندا من الإحتلال النازي

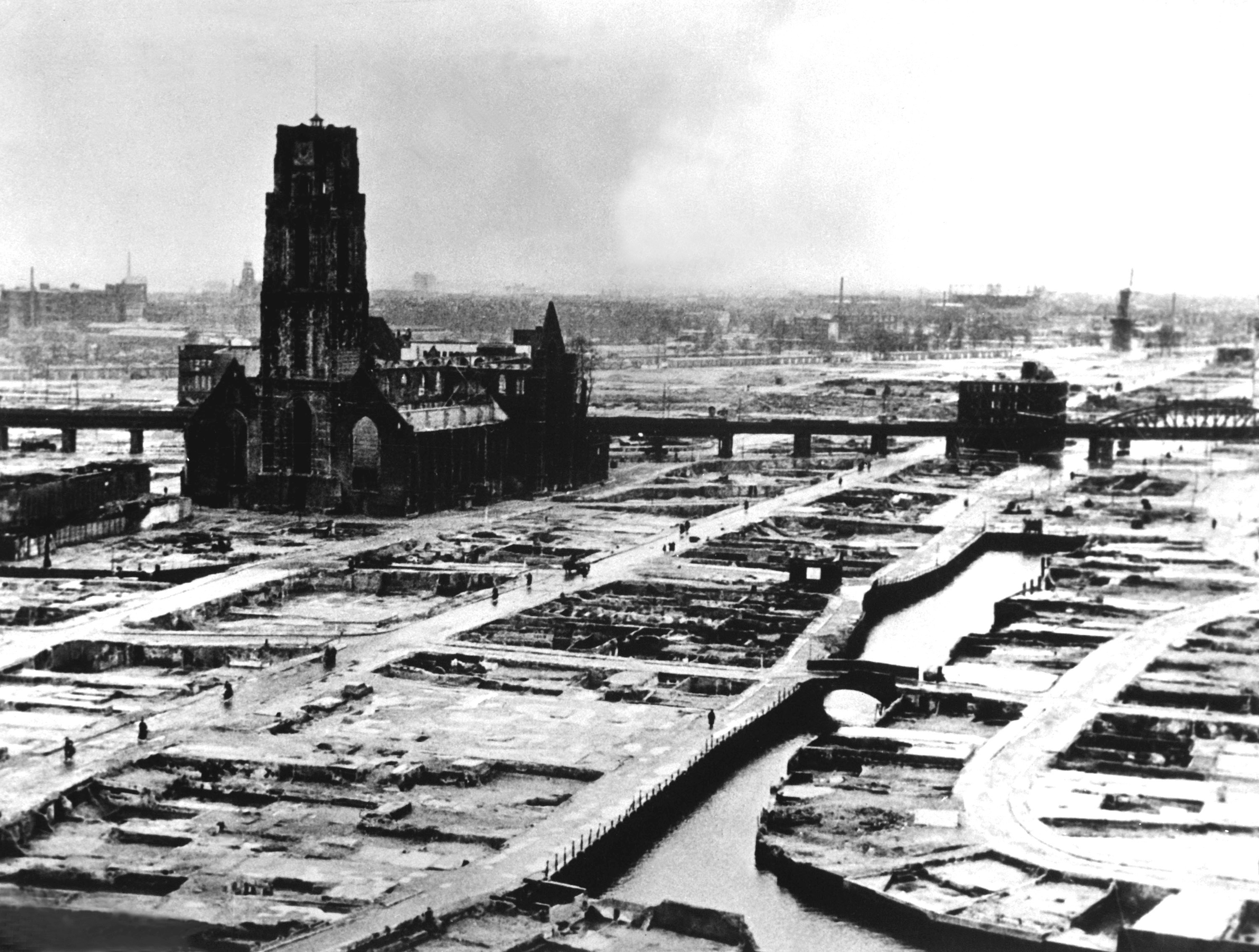
روتردام بعد الغارات الجوية الألمانية عام 1940.

اعتزمت هولندا البقاء على الحياد خلال الحرب العالمية الثانية رغم أنها كانت قد وضعت خطط طوارئ تعتمد على درجة التأهب لدى جيوش بلجيكا وفرنسا والمملكة المتحدة في حالة العدوان الألماني، وبالرغم من هذا الحياد تعرضت هولندا لغزو القوات النازية في 10 مايو / أيار 1940م ضمن الحملة الألمانية ضد قوات الحلفاء. وبعد أن تم قصف روتردام جواً تعرضت البلاد للغزو في خمسة أيام متتالية، استسلم على إثرها الجيش الهولندي في 14 مايو / أيار 1940م، وتم خلال فترة الاحتلال نقل أكثر من 100,000 من اليهود الهولنديين إلى معسكرات الإبادة النازية الألمانية، ولم ينجُ منهم إلا عدد قليل. كما تم تجنيد العمال منهم للقيام بأعمال السخرة في المصانع الألمانية، وقُتل مدنيون إنتقاماً من مقاومتهم للجنود الألمان، فيما تعرض الريف الهولندي لعمليات سطو ونهب لكي يتم توفير الأغذية للجنود الألمان في هولندا وللشحن إلى ألمانيا. ورغم وجود الآلاف من الهولنديين الذين خاطروا بحياتهم لإخفاء اليهود من الألمان كما جاء في قصة «مكان للإختباء» لمؤلفتها كوري تن بوم وفي كتاب «القلب لديه أسباب» لمؤلفها مارك كليمبنر  إلا أنه كان هناك أيضاً هولنديون تعاونوا مع قوات الإحتلال على مطاردة اليهود المختبئين.
وقد انضم الفاشيون المحليون والمعادين للبلاشفة الروس إلى منظمة فافن إس إس قسم المتطوعون الهولنديون، وشاركوا في القتال على الجبهة الشرقية وفي وحدات أخرى، وجرى تخفيف القيود العنصرية إلى حد تجنيد الآسيويين من وحدات جزر الهند الشرقية الهولندية (إندونيسيا). وكان المتعاونون السياسيون أعضاء في الحركة الاشتراكية القومية بهولندا الفاشية، وكانت هذه الحركة تشكل الحزب السياسي الشرعي الوحيد في هولندا المحتلة.
وفي 8 ديسمبر / كانون الثاني عام 1941 أعلنت هولندا الحرب على اليابان. ومن ثم فقدت حكومة المنفى الهولندية السيطرة على أهم معقل مستعمراتها الرئيسية: الهند الشرقية الهولندية (إندونيسيا) لصالح القوات اليابانية في مارس / آذار 1942. وفي غضون ذلك حاربت القوات الأمريكية البريطانية الهولندية الأسترالية بضراوة في بعض الحالات ولكنها في نهاية المطاف مُنيت بالهزيمة. وتم أثناء الاحتلال الياباني للهند الشرقية الهولندية استخدام المدنيين الهولنديين والهولنديين من أصول أخرى (وهم الأوربيون الآسيويون من أصل هولندي أو إندونيسي) على حد سواء من قبل اليابانيين في أعمال السخرة، سواء كان ذلك في داخل إندونيسيا أو في البلدان المجاورة.
وفي الفترة 1944–1945 افلح الجيش الكندي الأول في تحرير معظم أراضي هولندا، وكان يضم في صفوفه قوات كندية وبريطانية وبولندية. لكن سرعان ما بات لزاماً على الهولنديين بنهاية الحرب الأوروبية أن يحاربوا مقاتلي الثورة الوطنية الإندونيسية.
وتم في عام 1954 تعديل الهيكل السياسي لمملكة هولندا عندما وقعت الملكة يوليانا على ميثاق مملكة الأراضي المنخفضة، لتشكل المستعمرات الهولندية سورينام وكوراساو والتبعيات والجزء الأوروبي «هولندا» دولاً تأسيسية داخل مملكة الأراضي المنخفضة على قدم من المساواة. وانتقلت فكرة تكوين المملكة الهولندية على أساس نظام الدولة التأسيسية من الرغبة في إعادة النظر في علاقات هولندا مع مستعمراتها (وبشكل خاص جزر الهند الشرقية الهولندية، إندونيسيا حالياً). وكان الضغط الدولي لتصفية الاستعمار دافعاً مهماً لتنفيذ هذا الإصلاح. إلا أن الحركة الوطنية الإندونيسية لم تصبر حتى يتم الانتهاء من الإصلاح فأعلنت قيام جمهورية إندونيسيا واستقلالها عن مملكة هولندا في أغسطس/ آب 1945، والتي تم الاعتراف بها رسمياً عام 1949، وبالتالي لم تكن أبداً جزءاً من المملكة الهولندية.
ازدهر الاقتصاد الهولندي في فترة ما بعد الحرب وتركت البلاد وراءها عصر الحياد وأقامت علاقات أوثق مع الدول المجاورة. فيما عملت الحكومة الهولندية على تشجيع الهجرة إلى الخارج للحد من الكثافة السكانية في البلاد مما دفع بحوالي 500,000 شخص هولندي إلى مغادرتها بعد الحرب.
كانت هولندا واحدة من الأعضاء المؤسسين للبنلوكس (Benelux) وهي تسمية مشتقة من الأحرف الأولى لأسماء الدول الأعضاء الثلاث (الباء من (بـ)لجيكا و(النون من (ن)يدرلاند، هـولندا)، ولفظ لوكس من (لوكسـ)مبورغ). كما كانت هولندا من بين الإثني عشر عضو اً المؤسسين لمنظمة حلف شمال الأطلسي (الناتو)، وكانت أيضاً من الدول الستة المؤسسين للجماعة الأوروبية للفحم والصلب والتي تتطورت فيما بعد لتصبح السوق الأوروبية المشتركة ثمّ الاتحاد الأوروبي في وقت لاحق.
وقد شهد العقدان 1960 و1970 تغييرات إجتماعية وثقافية كبيرة في هولندا، من بينها عدم العزل المجتمعي للطوائف السياسية وهو مصطلح يصف تحلّل الانقسامات القديمة السياسية والدينية. ورفض الشباب والطلاب على وجه الخصوص الأعراف التقليدية ومطالبتهم بالتغيير في مسائل مثل حقوق المرأة، والعلاقات الجنسية الإنسانية، ونزع السلاح والقضايا البيئية وغيرها.
وفي 10 أكتوبر/ تشرين الثاني 2010 تم حلّ كيان جزر الأنتيل الهولندية. ونُظِمَت استفتاءات عامة في كل جزيرة من جزر الأنتيل الهولندية خلال الفترة ما بين يونيو/ حزيران 2000 وأبريل / آب 2005 لتحديد وضعها المستقبلي، ونتيجة لذلك كان على الجزر الأخرى: بونير، سينت أوستاتيوس وسابا (جزر بي إي أس) أن تدخل في علاقات ادارية وسياسية واقتصادية وثيقة مع الجزء الأوربي لهولندا، مما أدى هذا إلى إدماج هذه الجزر الثلاث فيه كبلديات ذات وضع دستوري خاص داخله. وتعرف هذه البلديات الخاصة مجتمعة بالجزر الكاريبية الهولندية.

## الجغرافيا

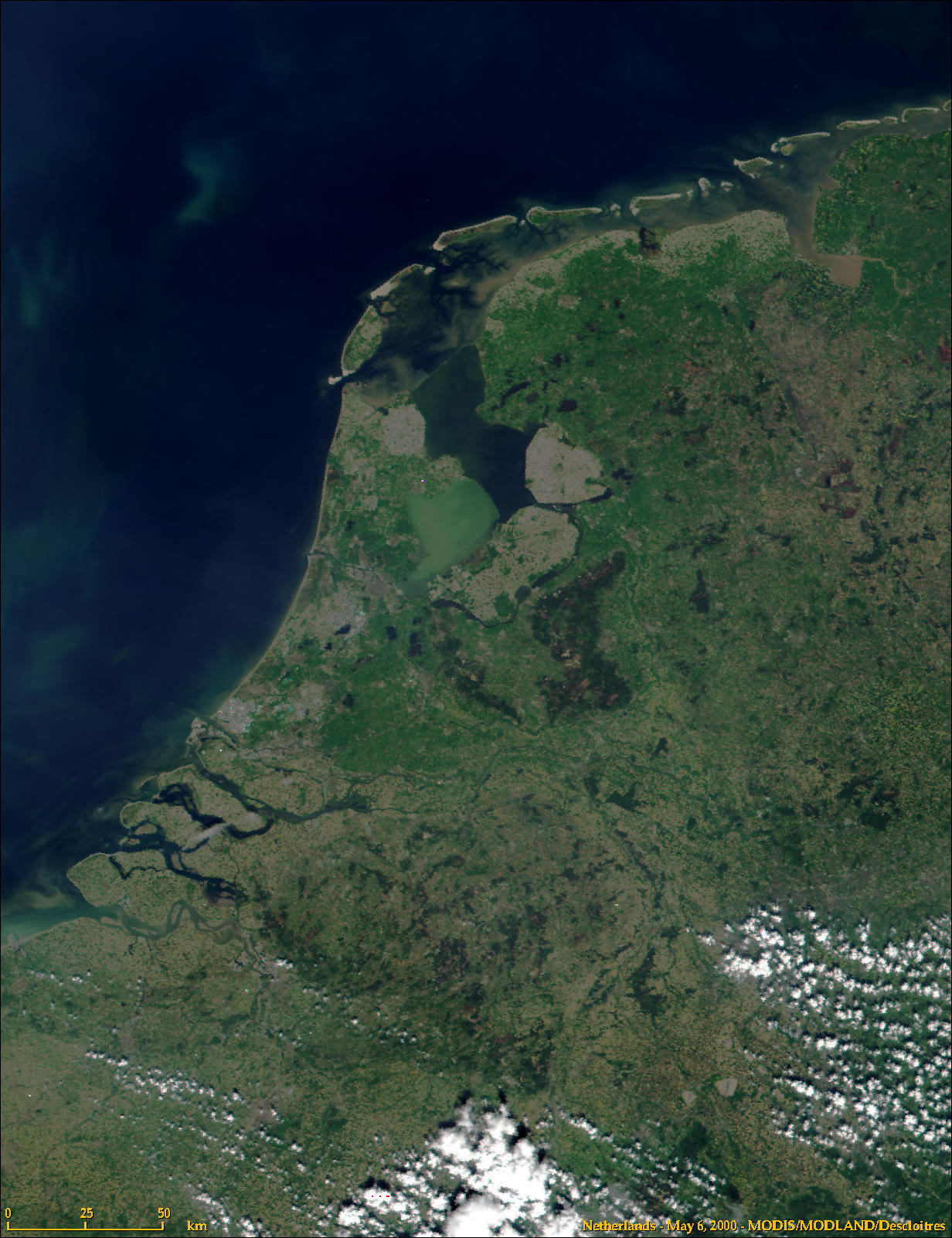
لقطة بالأقمار الصناعية لهولندا.

### هولندا (الجزء الأوروبي)
تقع المنطقة الأوروبية من المملكة الهولندية بين خطي عرض 50° و54° شمالاً، وخطي طول 3° و8°.
وتتخلل البلاد ثلاثة أنهار كبيرة هي: الراين، وفرعه الرئيسي الفال، ونهر الماس والذي ينبع من فرنسا. وكانت هذه الأنهار تشكل حواجز طبيعية بين الإقطاعيات السابقة التي تمر عليها مما خلق فجوة ثقافية تظهر حالياً بوضوح في الفروق بين اللهجات التي تميز شمال هذه «لأنهار الكبرى» (بالهولندية Grote Rivieren)، وجنوبها.
وتقع في الجزء الجنوبي الغربي من هولندا دلتا نهر الراين واثنين من أفرع نهر سخيلده وهما: سخيلده الغربي وسخيلده الشرقي (بالهولندية Westerschelde وOosterschelde) على التوالي. وهناك أيضاً نهر الآيسل أحد روافد نهر الراين ويصب في بحيرة آيسل (بالهولندية IJsselmeer)، زاوديرزي (بالهولندية Zuiderzee) سابقاً. النهر ويشكل هذا النهر أيضاً فجوة لغوية: حيث يتكلم الناس القاطنين إلى الشرق منه لهجات الساكسونية الهولندية الدنيا (باستثناء مقاطعة فريزلاند التي تتحدث بلغتها الخاصة بها).

#### الفيضانات
تغيّر الساحل الهولندي إلى حد كبير على مرّ القرون نتيجة لتدخل الإنسان وبفعل الكوارث الطبيعية، وأبرز هذه التغيرات من حيث فقدان الأراضي هي التي أحدثتها عاصفة عام 1134، والتي نتج عنها أرخبيل زيلند الواقع جنوب غرب البلاد.
وفي 14 ديسمبر / كانون الأول 1287 اجتاح هولندا وألمانيا فيضان سينت لوسيا (بالهولندية Sint-Luciavloed) الذي أودى بحياة أكثر من 50,000 شخص ويعدّ واحدا من أكثر الفيضانات تدميراً في التاريخ الهولندي المدوّن. وفي سنة 1421، دمٌر فيضان سنت إليزابيث وسوء الإدارة التي أعقبته الأراضي المستصلحة من البحر حديثاً، مستبدلاً إياها بحوالي 72 كيلومتراً مربعاً (28 ميل مربع) من السهول الفيضية الناجمة عن مد وجزر الفيضانات (محمية غابات الديس الوطنية، (بالهولندية Biesbosch) في الجنوب الأوسط. وتسبب طوفان بحر الشمال في أوائل فبراير / شباط 1953 في انهيار العديد من السدود في جنوب غرب هولندا حيث لقي أكثر من 1,800 شخص مصرعه غرقاً. وأعدّت الحكومة الهولندية لاحقاً برنامج وقائياً واسع النطاق عُرف باسم «أعمال الدلتا» (بالهولندية Deltawerken) لحماية البلاد من الفيضانات في المستقبل والذي تم إنجازه على مدى أكثر من ثلاثين عاماً.
ازدادت حدة الكوارث بسبب التأثير البشري، حينما تم تجفيف المستنقعات المرتفعة نسبياً لاستغلالها في الزراعة، وتسببت عمليات هذا التجفيف في ضغط خث التسميد وانخفاض مستوى سطح الأرض، إذ أنها تقلل من ارتفاع مستوى الماء للتعويض عن انخفاض مستوى سطح الأرض، مسببة انضغاطاً أكثر وأكثر للخث الموجود داخل التربة. ونتيجة للفيضانات المتكررة تعذرت زراعة الأرض الأمر الذي شجع على التحول إلى التجارة الخارجية، وترتب على ذلك انخراط الهولنديين في الشئون العالمية أكثر وأكثر منذ أوائل القرن الرابع والخامس عشر الميلادي. فيما بقيت مشكلة الفيضانات غير قابلة للحل. وكذلك كان يستخرج الخث باستمرار حتى قرن 19م ويتم تجفيفه واستخدامه للحصول على الوقود مما أدى إلى تفاقم المشكلة.

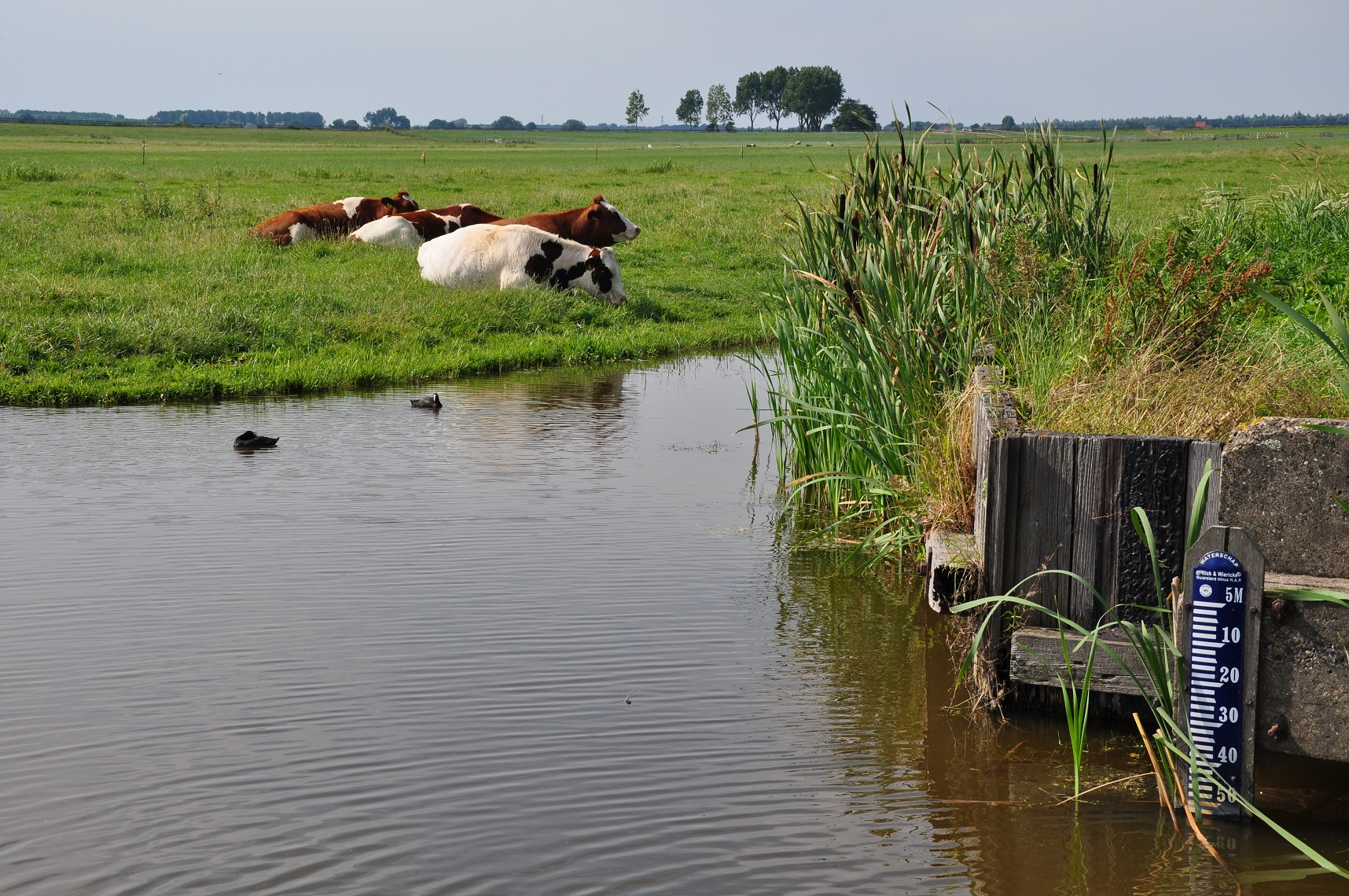
أرض مستصلحة من البحر بانخفاض 5.53 متر (18.143 قدم) تحت مستوى سطح البحر.

وللوقاية من الفيضانات تم اتخاذ سلسلة من الدفاعات ضد الماء. ففي الألفية الأولى بعد الميلاد شيّدت القرى وبيوت المزارعين على تلال من صنع الإنسان تُعرف باسم (تريبس (بالهولندية treps)، ومع الوقت تم ربط هذه (الترابيس) بعضها البعض بواسطة السدود. وفي القرن الثاني عشر الميلادي ظهرت هيئة حكومية محلية تسمى (مجالس المياه (بالهولندية hoogheemraadschappen/waterschappen) مهمتها الحفاظ على مستوى المياه وحماية المنطقة من الفيضانات؛ وما زالت هذه الهيئة موجودة حتى الآن. وبانخفاض مستوى سطح الأرض تزايد عدد السدود بحكم الضرورة وتم دمجها ببعضها في نظام متكامل. وقبيل حلول القرن الثالث عشر دخلت طواحين الهواء في عمليات ضخ المياه من المناطق الواقعة تحت مستوى سطح البحر واستخدمت في وقت لاحق في عمليات تجفيف البحيرات لخلق أراضي جديدة مستصلحة. [بحاجة لمصدر]
وفي عام 1932 تم الانتهاء من معبر أفسلاوتدايك (بالهولندية Afsluitdijk) (الكلمة تعني بالعربية «سد الإغلاق»)، ليحول دون وصول مياه خليج زاوديرزي (بالهولندية zuiderzee) السابق إلى بحر الشمال وبالتالي خلق بحيرة آيسل. وأصبح هذا المعبر جزءاً من أعمال زاوديرزي حيث تم في هذه الأعمال استصلاح أربعة مناطق من الأراضي المستخرجة من البحر بعد التجفيف بلغ إجمالي مساحتها 2,500 كيلومتر مربع (965 ميل مربع).
تعدّ هولندا واحدة من البلدان التي قد تعاني أكثر من غيرها من تغير المناخ. ليس فقط بسبب مشكلة ارتفاع سطح البحر ولكن جراء ما قد يسببه عدم انتظام أنماط الطقس من فيضانات أنهار.

#### أعمال الدلتا

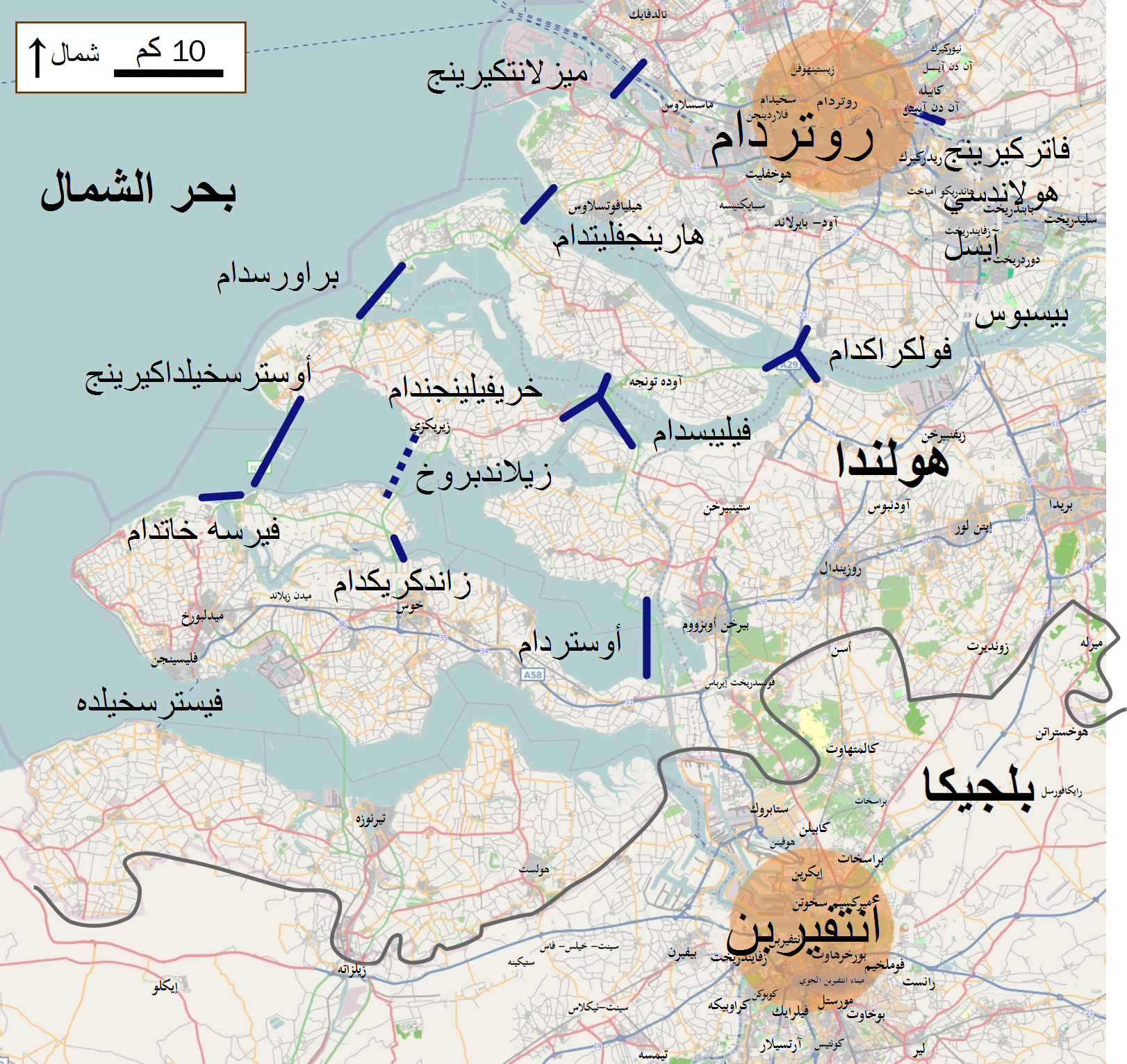
تقع أعمال الدلتا في محافظتي جنوب هولندا وزيلاند.

تم البدء في تنفيذ مشروع أعمال الدلتا بعد كارثة فيضان بحر الشمال في عام 1953م. ويتكون المشروع من مجموعة شاملة من الأعمال الهندسية المدنية المقامة على طول الساحل الهولندي وذلك في عام 1958، واكتمل تنفيذ الجزء الأكبر من المشروع في عام 1997 بالانتهاء من تشييد حاجز فيضانات العواصف ميزلانتكيرينج (بالهولندية Maeslantkering). ومن ثم تم البدء في مشاريع أخرى جديدة بشكل دوري لتجديد هذه الأشغال وصيانة الإنشاءات والتجهيزات الهندسية. وكان الهدف الرئيسي لمشروع الدلتا هو الحد من خطر الفيضانات في جنوب هولندا وزيلند وتقليل حدوثه ليكون بمعدل مرة واحدة كل 10,000 سنة (مقابل 1 كل 4000 عام لبقية البلاد). وقد تحقق ذلك من خلال إقامة 3,000 كيلومتر (1,864 ميل) من السدود البحرية الخارجية و10,000 كيلومتر (6,214 ميل) من السدود الداخلية وسدود الأنهار، وإغلاق مصبات الأنهار في مقاطعة زيلند. وأظهرت عمليات تقييم المخاطر إمكانية حدوث مشاكل جديدة تتطلب عمل تعزيزات إضافية للدلتا. وقد اعتبرت الجمعية الأمريكية للمهندسين المدنيين أعمال الدلتا هذه واحدة من عجائب الدنيا السبع في العالم الحديث.
وإذا كان من المتوقع أن تؤدي ظاهرة الاحتباس الحراري في القرن 21 إلى ارتفاع مستوى سطح البحر فإن من غير الجائز أن يؤثر ذلك على التدابير التي اتخذتها هولندا للسيطرة على الفيضانات رغم الاعتقاد الشائع بخلاف ذلك. [بحاجة لمصدر] وبمعنى أكثر تحديداً فإن هولندا هي البلد الوحيد في العالم الذي يستعد بهمّة ونشاط لمجابهة ظاهرة ارتفاع مستوى سطح البحر. وقد قامت لجنة دلتا محايدة سياسياً بوضع خطة عمل للتعامل مع ارتفاع مستوى سطح البحر من 1.10 متر (3.6 قدم) وانخفاض ارتفاع الأرض في وقت واحد من 10 سنتيمتر (3.9 بوصة). ويتوقع أن تعزز الخطة الدفاعات الساحلية القائمة مثل السدود والكثبان مع 1.30 متر (4.3 قدم) لتوفير حماية إضافية من الفيضانات. ظاهرة تغيّر المناخ لا تنطوي على تهديد لهولندا يأتي من جانب البحر فحسب بل أنها يمكن أن تتغير ايضاً في أنماط سقوط الأمطار وجريان الأنهار. ولحماية البلاد من فيضانات الأنهار فإنه يجري الآن بالفعل تنفيذ برنامج آخر يعرف باسم بخطة مساحة للنهر يتيح هامشاً أكبر من المساحة لتدفق الأنهار، ويوفر حماية للمناطق المأهولة، ويسمح بحدوث فيضانات دورية للأراضي التي لا يمكن الدفاع عنها. وقد تم نقل عدد قليل من السكان الذين عاشوا في ما يسمى «بالمناطق ذات الفيضانات» إلى مناطق مرتفعة، فيما جرى رفع أراضي بعض تلك المناطق إلى مستويات أعلى من مستويات ارتفاع مياه الفيضانات المتوقعة.
وتشكل حماية البلاد من الفيضانات إحدى نتائج تغير المناخ. أما النتائج الأخرى فتتمثل في ازدياد ضغط مياه البحر على المياه الجوفية. [بحاجة لمصدر]، ونتيجة لذلك ستتراجع المياه الجوفية العذبة أكثر وأكثر إلى الداخل، مما سيؤدي إلى تزايد المياه الجوفية المالحة أو مياه السطح المالحة في المقاطعات الساحلية. وتبعاً لذلك ستضطر السلطات في بعض المناطق إلى تطبيق نظام تحلية المياه بالرغم من وجود وفرة واضحة من الماء العذب الصالح للشرب، وسوف تتأثر الزراعة أيضاً، ويمكن للصوبات مواصلة إنتاجها إذا تم التعامل مع مصادر المياه بشكل أكثر كفاءة (فهي لا تعتمد فعلياً على المياه الجوفية وبالتالي لن تصبح أكثر ملوحة) على الرغم من أنها سوف تحتاج إلى إدارة للطاقة والمياه أكثر كفاءة. كما يتسبب المزيد من دفع المياه قليلة الملوحة في البر في أحداث تغيرات على الحياة النباتية والحيوانية. [بحاجة لمصدر]

#### المناخ
تهب في هولندا بشكل رئيسي الرياح الجنوبية الغربية مما يجعل مناخها مناخ محيطي، مع صيف معتدل وشتاء أقلّ برودة، خاصة في الأماكن القريبة مباشرةً من ساحل البحر والتي تزيد درجة حرارتها في بعض الأحيان عن 10 درجات مئوية (18 درجة فهرنهايت) وهي بذلك أكثر دفئاً (في الشتاء) أو أزيد برودة (في الصيف) من الأماكن الواقعة في جنوب وشرق البلاد على وجه الخصوص.
ويستند الجدول التالي على قياسات متوسط حالة الطقس المسجلة لدى المعهد الملكي الهولندي للأرصاد الجوية KNMI في بلدية دي بيلت بأوترخت في الفترة ما بين عام 1981 و2010:
| البيانات المناخية لـدي بيلت (متوسط 1981–2010)، كل مواقع معهد الأرصاد الجوية (الحدود القصوى 1901–2011)، أيام هطول الثلج: (متوسط 1971–2000) | البيانات المناخية لـدي بيلت (متوسط 1981–2010)، كل مواقع معهد الأرصاد الجوية (الحدود القصوى 1901–2011)، أيام هطول الثلج: (متوسط 1971–2000) | البيانات المناخية لـدي بيلت (متوسط 1981–2010)، كل مواقع معهد الأرصاد الجوية (الحدود القصوى 1901–2011)، أيام هطول الثلج: (متوسط 1971–2000) | البيانات المناخية لـدي بيلت (متوسط 1981–2010)، كل مواقع معهد الأرصاد الجوية (الحدود القصوى 1901–2011)، أيام هطول الثلج: (متوسط 1971–2000) | البيانات المناخية لـدي بيلت (متوسط 1981–2010)، كل مواقع معهد الأرصاد الجوية (الحدود القصوى 1901–2011)، أيام هطول الثلج: (متوسط 1971–2000) | البيانات المناخية لـدي بيلت (متوسط 1981–2010)، كل مواقع معهد الأرصاد الجوية (الحدود القصوى 1901–2011)، أيام هطول الثلج: (متوسط 1971–2000) | البيانات المناخية لـدي بيلت (متوسط 1981–2010)، كل مواقع معهد الأرصاد الجوية (الحدود القصوى 1901–2011)، أيام هطول الثلج: (متوسط 1971–2000) | البيانات المناخية لـدي بيلت (متوسط 1981–2010)، كل مواقع معهد الأرصاد الجوية (الحدود القصوى 1901–2011)، أيام هطول الثلج: (متوسط 1971–2000) | البيانات المناخية لـدي بيلت (متوسط 1981–2010)، كل مواقع معهد الأرصاد الجوية (الحدود القصوى 1901–2011)، أيام هطول الثلج: (متوسط 1971–2000) | البيانات المناخية لـدي بيلت (متوسط 1981–2010)، كل مواقع معهد الأرصاد الجوية (الحدود القصوى 1901–2011)، أيام هطول الثلج: (متوسط 1971–2000) | البيانات المناخية لـدي بيلت (متوسط 1981–2010)، كل مواقع معهد الأرصاد الجوية (الحدود القصوى 1901–2011)، أيام هطول الثلج: (متوسط 1971–2000) | البيانات المناخية لـدي بيلت (متوسط 1981–2010)، كل مواقع معهد الأرصاد الجوية (الحدود القصوى 1901–2011)، أيام هطول الثلج: (متوسط 1971–2000) | البيانات المناخية لـدي بيلت (متوسط 1981–2010)، كل مواقع معهد الأرصاد الجوية (الحدود القصوى 1901–2011)، أيام هطول الثلج: (متوسط 1971–2000) | البيانات المناخية لـدي بيلت (متوسط 1981–2010)، كل مواقع معهد الأرصاد الجوية (الحدود القصوى 1901–2011)، أيام هطول الثلج: (متوسط 1971–2000) |
| الشهر | يناير | فبراير | مارس | أبريل | مايو | يونيو | يوليو | أغسطس | سبتمبر | أكتوبر | نوفمبر | ديسمبر | المعدل السنوي |
| --- | --- | --- | --- | --- | --- | --- | --- | --- | --- | --- | --- | --- | --- |
| الدرجة القصوى °م (°ف) | 17.2 (63.0) | 20.4 (68.7) | 25.6 (78.1) | 32.2 (90.0) | 35.6 (96.1) | 38.4 (101.1) | 37.1 (98.8) | 38.6 (101.5) | 35.2 (95.4) | 30.1 (86.2) | 21.1 (70.0) | 17.8 (64.0) | 38.6 (101.5) |
| متوسط درجة الحرارة الكبرى °م (°ف) | 5.6 (42.1) | 6.4 (43.5) | 10.0 (50.0) | 14.0 (57.2) | 18.0 (64.4) | 20.4 (68.7) | 22.8 (73.0) | 22.6 (72.7) | 19.1 (66.4) | 14.6 (58.3) | 9.6 (49.3) | 6.1 (43.0) | 14.1 (57.4) |
| المتوسط اليومي °م (°ف) | 3.1 (37.6) | 3.3 (37.9) | 6.2 (43.2) | 9.2 (48.6) | 13.1 (55.6) | 15.6 (60.1) | 17.9 (64.2) | 17.5 (63.5) | 14.5 (58.1) | 10.7 (51.3) | 6.7 (44.1) | 3.7 (38.7) | 10.1 (50.2) |
| متوسط درجة الحرارة الصغرى °م (°ف) | 0.3 (32.5) | 0.2 (32.4) | 2.3 (36.1) | 4.1 (39.4) | 7.8 (46.0) | 10.5 (50.9) | 12.8 (55.0) | 12.3 (54.1) | 9.9 (49.8) | 6.9 (44.4) | 3.6 (38.5) | 1.0 (33.8) | 6.0 (42.8) |
| أدنى درجة حرارة °م (°ف) | −27.4 (−17.3) | −26.8 (−16.2) | −20.7 (−5.3) | −9.4 (15.1) | −5.4 (22.3) | −1.2 (29.8) | 0.7 (33.3) | 1.3 (34.3) | −3.7 (25.3) | −8.5 (16.7) | −14.4 (6.1) | −22.3 (−8.1) | −27.4 (−17.3) |
| الهطول مم (إنش) | 69.6 (2.74) | 55.8 (2.20) | 66.8 (2.63) | 42.3 (1.67) | 61.9 (2.44) | 65.6 (2.58) | 81.1 (3.19) | 72.9 (2.87) | 78.1 (3.07) | 82.8 (3.26) | 79.8 (3.14) | 75.8 (2.98) | 832.5 (32.78) |
| متوسط أيام هطول الأمطار (≥ 0.1 mm) | 17 | 14 | 17 | 13 | 14 | 14 | 14 | 14 | 15 | 16 | 18 | 17 | 184 |
| متوسط الأيام المثلجة (≥ 0 cm) | 6 | 6 | 4 | 2 | 0 | — | — | — | — | 0 | 2 | 5 | 25 |
| متوسط الرطوبة النسبية (%) | 87 | 84 | 81 | 75 | 75 | 76 | 77 | 79 | 84 | 86 | 89 | 89 | 82 |
| ساعات سطوع الشمس الشهرية | 62.3 | 85.7 | 121.6 | 173.6 | 207.2 | 193.9 | 206.0 | 187.7 | 138.3 | 112.9 | 63.0 | 49.3 | 1٬601٫5 |
| المصدر: Knmi.nl | | | | | | | | | | | | | |

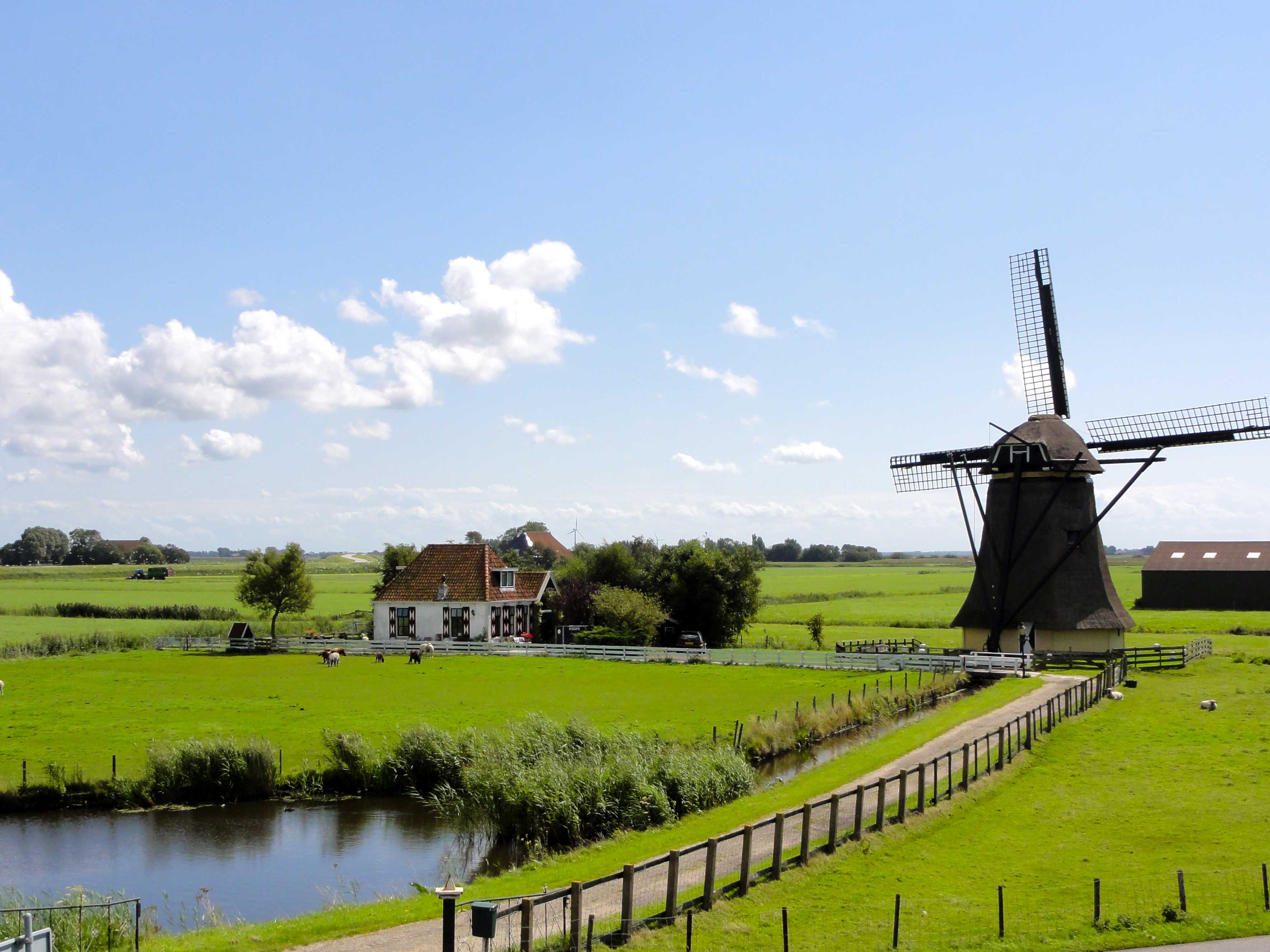
فريزلاند

ويعود السبب الرئيسي لاعتدال المناخ في هولندا إلى وقوع أراضيها تحت مستوى البحر. فلا يكون البحر في فصل الشتاء باردًا كاليابسة، كما لا يكون الطقس في فصل الصيف شديد الحرارة. ونتيجة لذلك تعمل الرياح الغربية التي تهب من جهة البحر على تدفئة جو البلاد في الشتاء، وعلى تبريده صيفاً، فضلاً عن ذلك تهب الرياح الآتية من البحر والمحملة بالرطوبة نحو الداخل مما يجعل السماء فوق البلاد ملبدة كثيرًا بالغيوم، وهي الغيوم التي تحد من ارتفاع درجة حرارة الشمس. وتتراوح درجات الحرارة في الصيف بين 16° و18°مئوية (61-64 درجة فهرنهايت). أما في الشتاء فتهبط درجة الحرارة إلى أقل من 1 درجة مئوية تحت الصفر (أقل من 33 درجة فهرنهايت تحت الصفر).
ولا توجد في البلاد أية جبال يمكن أن تقلل من سرعة وقوة الرياح التي تهب نحوها، لذا فإنه ليس هناك اختلافات كبيرة في الطقس بين منطقة وأخرى. ويعدّ الطرف الجنوبي الشرقي من البلاد هو أكثر المناطق ارتفاعاً، وهو بذلك أكثرها أمطاراً، ويبلغ متوسط تساقط الأمطار فيه حوالي 860 مليمتر (34 بوصة) سنوياً؛ إضافة إلى تساقطات الثلوج الذائبة وأشكال أخرى من الرطوبة. كما تسقط على إقليم جزر زيلند، وعلى المنطقة المحاذية للحدود الهولندية الألمانية في الوسط، أمطاراً يبلغ متوسطها 690 مليمتر (28 بوصة). ويعدّ فصل الصيف أكثر المواسم أمطاراً، إلا أن كميات مياه الأمطار المتساقطة تتوزع بصورة مناسبة على مدار العام. وقد تهطل الأمطار لمدد قصيرة كل 30 دقيقة في بعض المناطق.
وتهب على هولندا عمومًا عواصف بحر الشمال ولكنها أكثر شدة في المناطق الساحلية منها على السهول الداخلية. وقد دمرت هذه العواصف في السابق بعض السدود وتسببت في حدوث فيضانات كبيرة نتجت عنها خسائر فادحة في الممتلكات والأرواح. أما المناطق الشمالية والغربية من البلاد فإنها تتسم بكثافة الضباب الآتي من البحر، خاصة في فصل الشتاء. وعموماً ينتمي مناخ هولندا إلى مناخ غرب أوروبا.

#### الغطاء النباتي

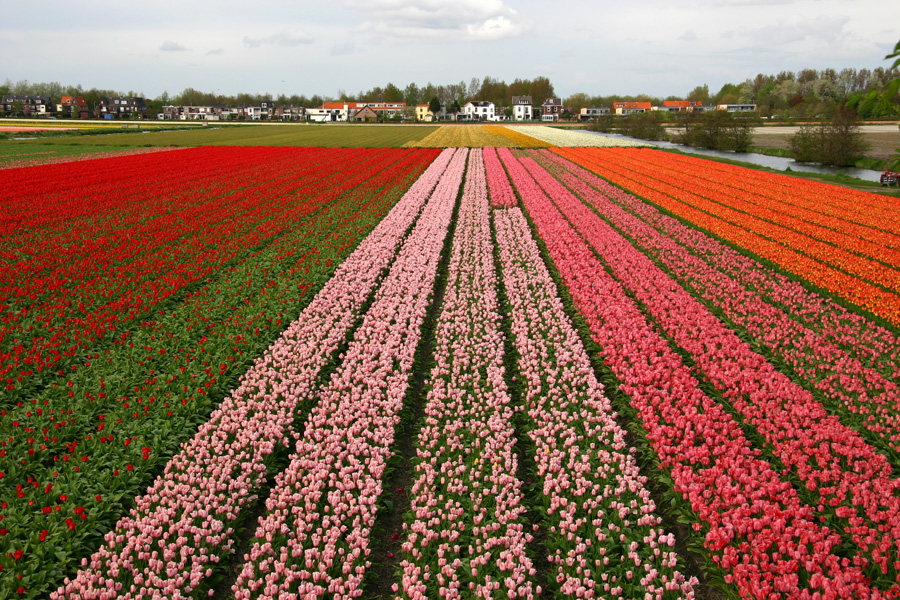
زهرة التوليب بهولندا

لقد انحسرت رقعة الأراضي التي تغطيها النباتات الطبيعية في معظم مقاطعات هولندا، وذلك بسبب التوسع الزراعي، إلا أنه لا يزال هناك وجود لجيوب من الغابات في النطاق الجنوبي والشرقي من البلاد. وتغطي الغابات 9% من المساحة الكلية للبلاد بينما تشكل المراعي 55% من المساحة الكلية والمسطحات المائية 18.41% من مساحة البلاد.
من ناحية أخرى تشتهر هولندا بزهرة التوليب، وتعدّ المنتج الرئيسي لهذه الزهرة في العالم، فهي تنتج حوالي 3 ملايين بصلة سنوياً أغلبيتها للتصدير.

#### الطبيعة
يوجد في هولندا حوالي 20 متنزهاً قومياً ومئات المحميات الطبيعية، ومعظمها مملوك للجنة حكومية تعرف باسم لجنة الغابات (بالهولندية Staatsbosbeheer) وجمعية المحافظة على المعالم الطبيعية (بالهولندية Natuurmonumenten)، وتشمل البحيرات (ولاية)، والأراضي الخلنجية، والغابات والكثبان وغيرها. وتندرج هولندا من منظور علم توزيع النبات ضمن قائمة الأقاليم الأوروبية الأطلسية وأقاليم وسط أوروبا للمنطقة السيركومبوريالية داخل المملكة البوريالية. ووفقاً للصندوق العالمي للطبيعة فإن أراضي هولندا تنتمي إلى مناطق المحيط الأطلسي البيئية ذات الغابات المختلطة. وشهد عام 1871 إزالة آخر الغابات الطبيعية الأصلية القديمة. أما اليوم فيتم زرع معظم الغابات وفق نظام الزراعات الأحادية لأشجار مثل الصنوبر البري وأشجار أخرى ليست أصلية يجري استيطانها في هولندا. وقد زرعت هذه الغابات في المروج والرمال المنجرفة بمنطقة فيلوفه (بالهولندية Veluwe).

### جزر البحر الكاريبي

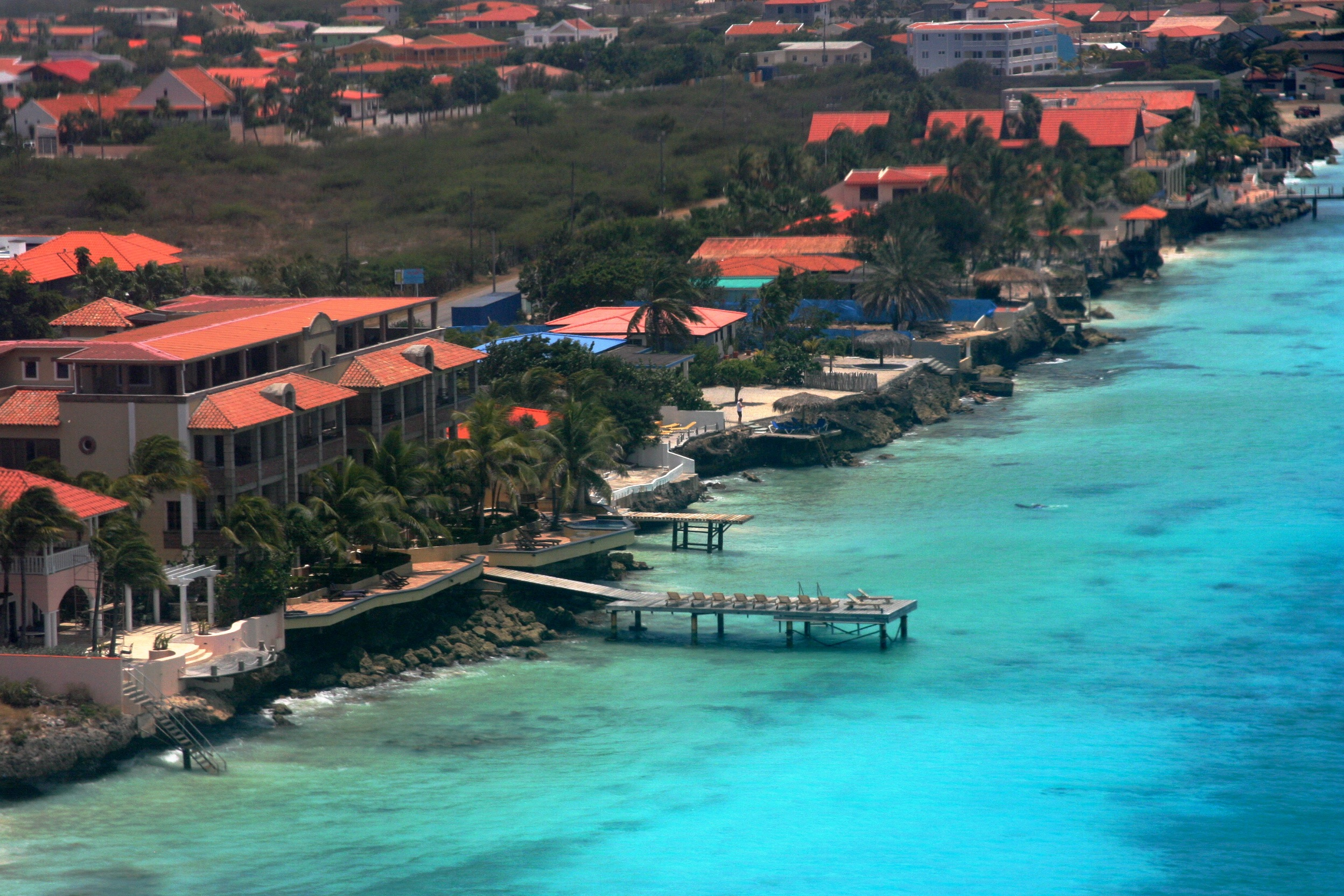
نظرة عامة لساحل بونير

تشكل الجزر الكاريبية الهولندية جزءاً من مجموعة جزر الأنتيل الصغرى، ويقع ضمن هذه المجموعة الجزر التالية:
- بونير: هي جزء من الجزر المسماة بجزر أي بي سي ضمن سلسلة جزر أنتيل ليوارد قبالة الساحل الفنزويلي. وجزر أنتيل ليوارد لها أصل بركاني ومرجاني مختلط.
- سابا
- سينت أوستاتيوس:

وكلاهما جزء من الجزر المعروفة باسم جزر أس أس أس، وتقع إلى الشرق من بورتوريكو والجزر العذراء، ورغم أنها تعدّ في اللغة الإنجليزية جزءاً من جغرافيا جزر أنتيل ليوارد إلا أنها في الفرنسية والإسبانية والهولندية والإنجليزية المنطوقة محلياً تعدّ جزءاً من جزر أنتيل ويندوارد. وهذه الأخيرة جزر أصلها بركاني وتلي، وبها جزء قليل من الأراضي الصالحة للزراعة. وأعلى نقطة فيها هي جبل سينيري البالغ ارتفاعه 887 متر (2,910قدم) (ويشكل أيضاً أعلى نقطة في مملكة الأراضي المنخفضة ككل).
ويسود الجزر الكاريبية الهولندية مناخ إستوائي مع طقس حار على مدار السنة. وجزر ليوارد أكثر دفئاً وجفافاً من جزر ويندوارد. أما في الصيف فإن جزر ويندوارد تكون أحياناً معرضة للأعاصير.

## الحكومة

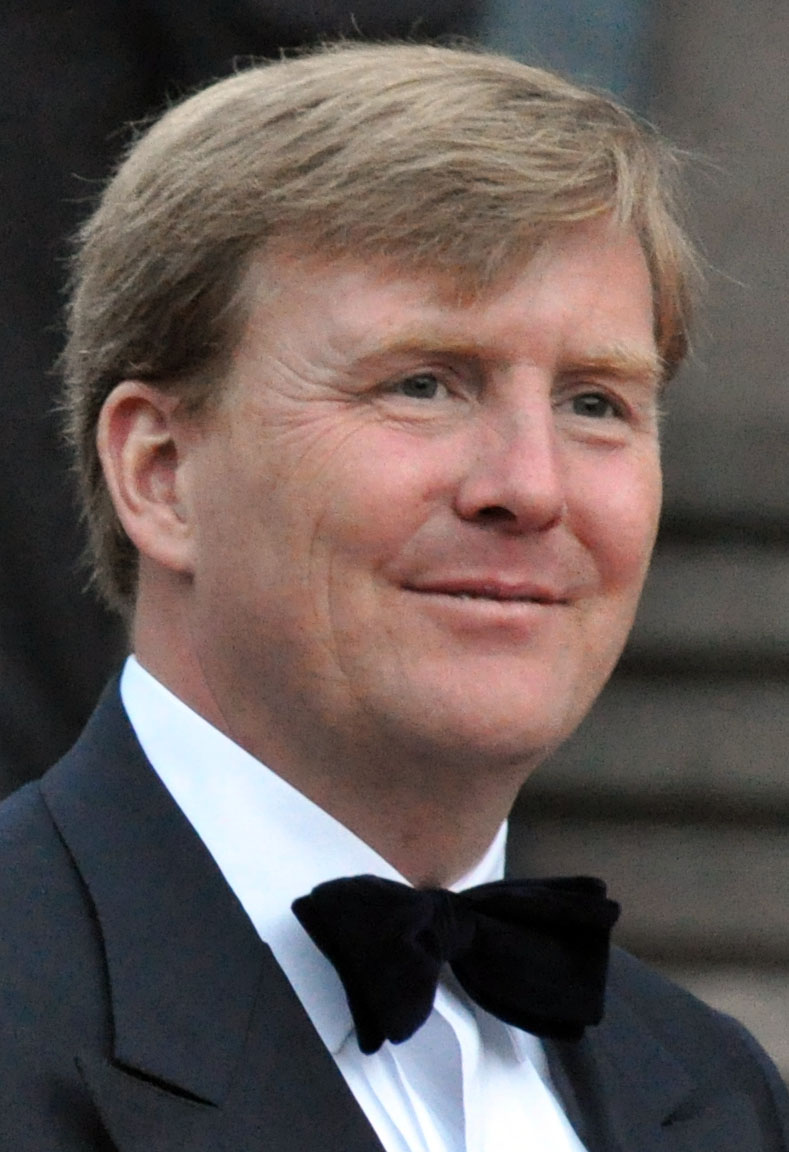
ڤيليم ألكسندر أصبح ملكاً لهولندا يوم 30 أبريل / نيسان 2013.

تتبّع هولندا منذ عام 1815م النظام الملكي الدستوري، والديمقراطية البرلمانية منذ عام 1848. وتُوصف بأنها دولة توافقية تتميز السياسة فيها والحكم بمحاولة تحقيق إجماع واسع حول القضايا المهمة، بين المجموعات السياسية والمجتمع في الدولة ككل. وقد صنفت مجلة الإيكونومست البريطانية هولندا في عام 2010م بالدولة العاشرة في قائمة الدول الأكثر ديمقراطية في العالم.
الملك هو رأس الدولة، وهو في الوقت الحاضر الملك ڤيليم ألكسندر. وهو من الناحية الدستورية لا يتمتع إلا بصلاحيات شكلية محدودة، ولكن بإمكان العاهل أن يمارس بعض التأثير السياسي أثناء تشكيل الحكومة الجديدة، حيث يتولى مهمة اختيار وتعيين حكماً محايداً (باللغة الهولندية Informateur) لينوب عنه في إدارة المفاوضات بين الأحزاب السياسية الفائزة في انتخابات مجلس النواب والتوفيق بين وجهات نظرها المختلفة للوصول إلى صيغة ائتلاف حكومي وإبرام ما يعرف في هولندا بإتفاق الحكم (بالهولندية Regeerakkord) والذي يشكل برنامج الحكومة الائتلافية المشترك والسياسة التي ستقوم بتطبيقها أثناء فترة ولايتها. بالإضافة إلى ذلك يحق للملك باعتباره رأس الدولة (حيث أن لقب «الملك» ليس له أية أهمية دستورية تذكر) أن يتم اطلاعه على مجريات الأمور في البلاد ومشاورته في شؤونها، ويتوقف مدى نفوذه وتأثيره السياسي على قوة علاقاته مع الوزراء بحيث يمكن أن يكون له تأثيراً أبعد من السلطة الممنوحة له دستورياً. وتتشكل السلطة التنفيذية من الملك باعتباره رأس الدولة ومجلس الوزراء ووزراء الدولة الذين يطلق عليهم مجتمعين وصف الحكومة.
ومن الناحية العملية مجلس الوزراء هو الذي يمارس السلطة التنفيذية. وعادة ما يتكون المجلس من 13 إلى 16 وزيراً، وعدداً متفاوتاً من وزراء الدولة، وهم وزراء مساعدون ليسوا أعضاء في مجلس الوزراء ولكنهم يشكلون جزء من الحكومة بحيث تتقاسم أحزاب الائتلاف حقائب وزراء الدولة أسوة بحقائب الوزراء. ويعدّ رئيس الوزراء هو رئيس الحكومة والذي غالباً ما يكون زعيم أكبر حزب في الائتلاف. ورئيس الوزراء هو أول النظراء دون أن تكون له صلاحيات صريحة تتجاوز تلك الممنوحة للوزراء الآخرين ولذلك فأنه يعرف أحياناً باسم الوزير الرئيس  (بالهولندية Minister-president). وقد أصبح مارك روته زعيم حزب الشعب للحرية والديمقراطية الليبرالي رئيساً للوزراء منذ أكتوبر / تشرين الثاني 2010م؛. وتتكون الحكومة الحالية من ائتلاف لحزبه مع حزب العمل الهولندي الاشتراكي كشريك أصغر.

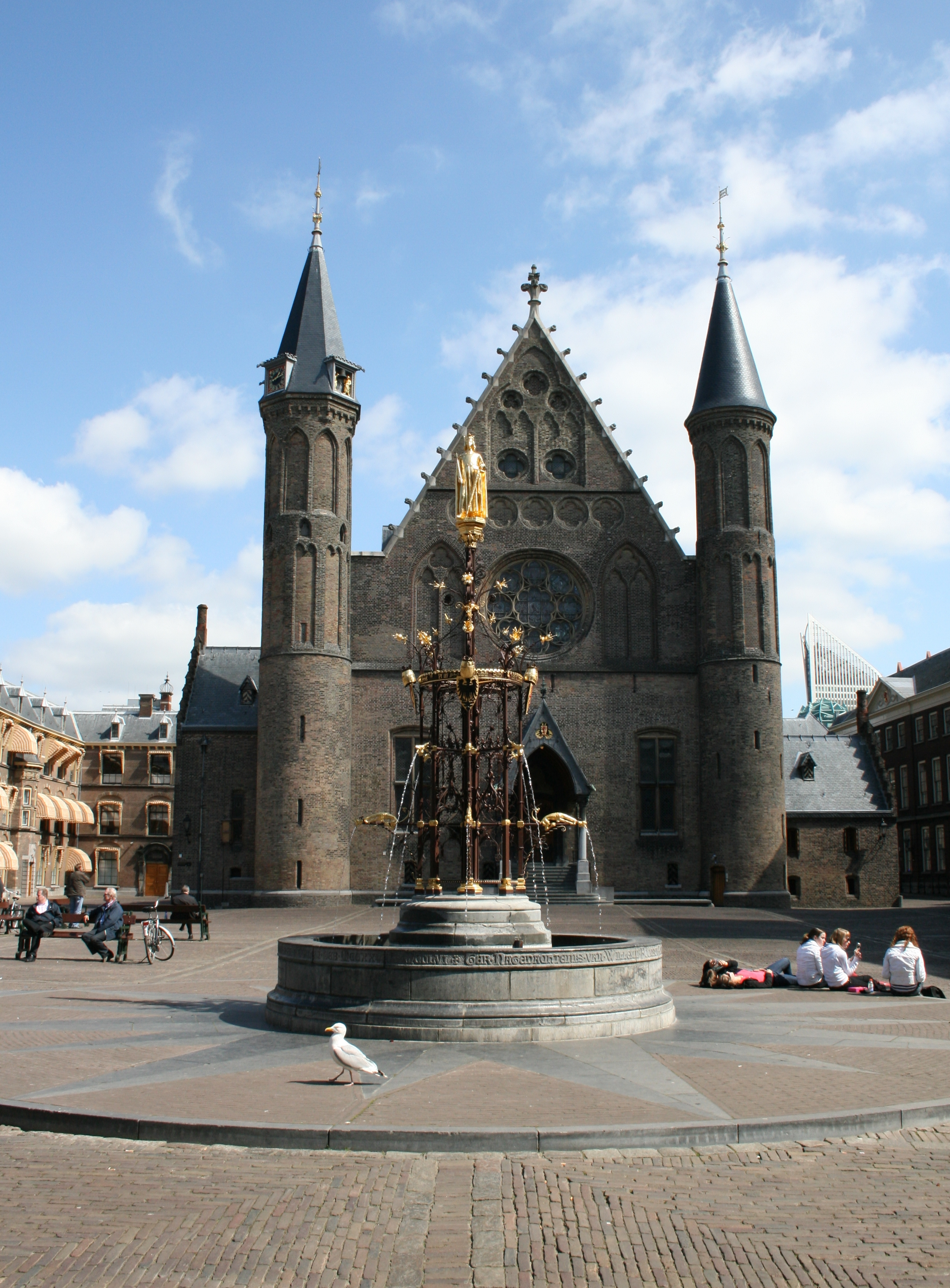
مبنى قاعة الفرسان داخل مجمع بيننهوف، الحرم البرلماني: مركز الحكم والسياسة في هولندا.

مجلس الوزراء مسؤول أمام مجلس النواب وهو المجلس الذي يعرف في هولندا بالغرفة الثانية (بالهولندية De Tweede Kamer) ويشكل مع مجلس الشيوخ (الغرفة الأولى بالهولندية Eerste kamer ) برلمان هولندا الذي يطلق عليه اسم مجلس طبقات الأمة (بالهولندية Staten-Generaal) والذي يمثّل السلطة التشريعية العليا في البلاد. ويتم انتخاب أعضاء مجلس النواب وعددهم 150 عضو عن طريق الإنتخاب المباشر عبر انتخابات عامة يجري تنظيمها مرة كل أربع سنوات أو بعد سقوط الحكومة (كما في حالة تقديم أحد المجلسين إقتراحاً بحجب الثقة عن الحكومة وبالتالي قيام مجلس الوزراء بتقديم استقالته للملك). أما مجلس الشيوخ فيتم انتخاب أعضائه وعددهم 75 عضو بطريق غير مباشر حيث يقوم باختيارهم أعضاء مجالس المقاطعات والذين يُنتَخَبون من قبل الناخبين في انتخابات إقليمية عامة تجرى كل أربع سنوات. ولمجلس الشيوخ السلطة في رفض القوانين بعدم التصديق عليها لكنه لا يقترحها أو يعدلها، على نقيض مجلس النواب الذي يتمتع بسلطة سنّ التشريعات وتعديلها وإلغائها.

### الثقافة السياسية
يتم التشاور مع كل من النقابات العمالية ومنظمات أصحاب العمل مسبقاً عند رسم السياسات المتعلقة بالمجالات المالية والاقتصادية والاجتماعية. وتعقد اجتماعات منتظمة بين هذه المنظمات الحكومة ويطلق عليهم مجتمعين الشركاء الإجتماعيين (بالهولندية Sociale partners) وذلك في إطار المجلس الاجتماعي والاقتصادي، وهو هيئة استشارية تقدم النصائح والتوصيات للحكومة التي لا يمكن لها أن تتجاهل تلك المشورات والتوصيات بسهولة.
ولهولندا تقليد من التسامح الاجتماعي يعود تاريخه إلى أمد بعيد، ففي قرن 18م حين كانت الكنيسة الإصلاحية الهولندية تشكل دين الدولة الرسمي كان هناك تعايش وتسامح إجتماعي مع الكاثوليك ومع البروتستانت على مختلف أشكالهم فصائلهم كالمعمدانيين واللوثريين ومع اتباع الديانة اليهودية. وفي أواخر قرن 19م تحول هذا التقليد من التسامح الديني إلى نظام ما يعرف بالعزل المجتمعي للطوائف السياسية والذي تعايشت في اطاره مختلف الجماعات الدينية بشكل منفصل، ولكنها تفاعلت على مستوى الحكومة. وقد أثر هذا التقليد من التسامح الديني على نظم ونهج العدالة الجنائية كالتسامح والتعامل بمرونة تجاه مسائل وأمور مثل مسألة المخدرات والبغاء وحقوق المثليين والقتل الرحيم والإجهاض على نحو جعل هولندا ضمن البلدان الأكثر تحرراً في العالم فيما يتعلق بالتعاطي مع هذه الظواهر الاجتماعية.

### الأحزاب السياسية

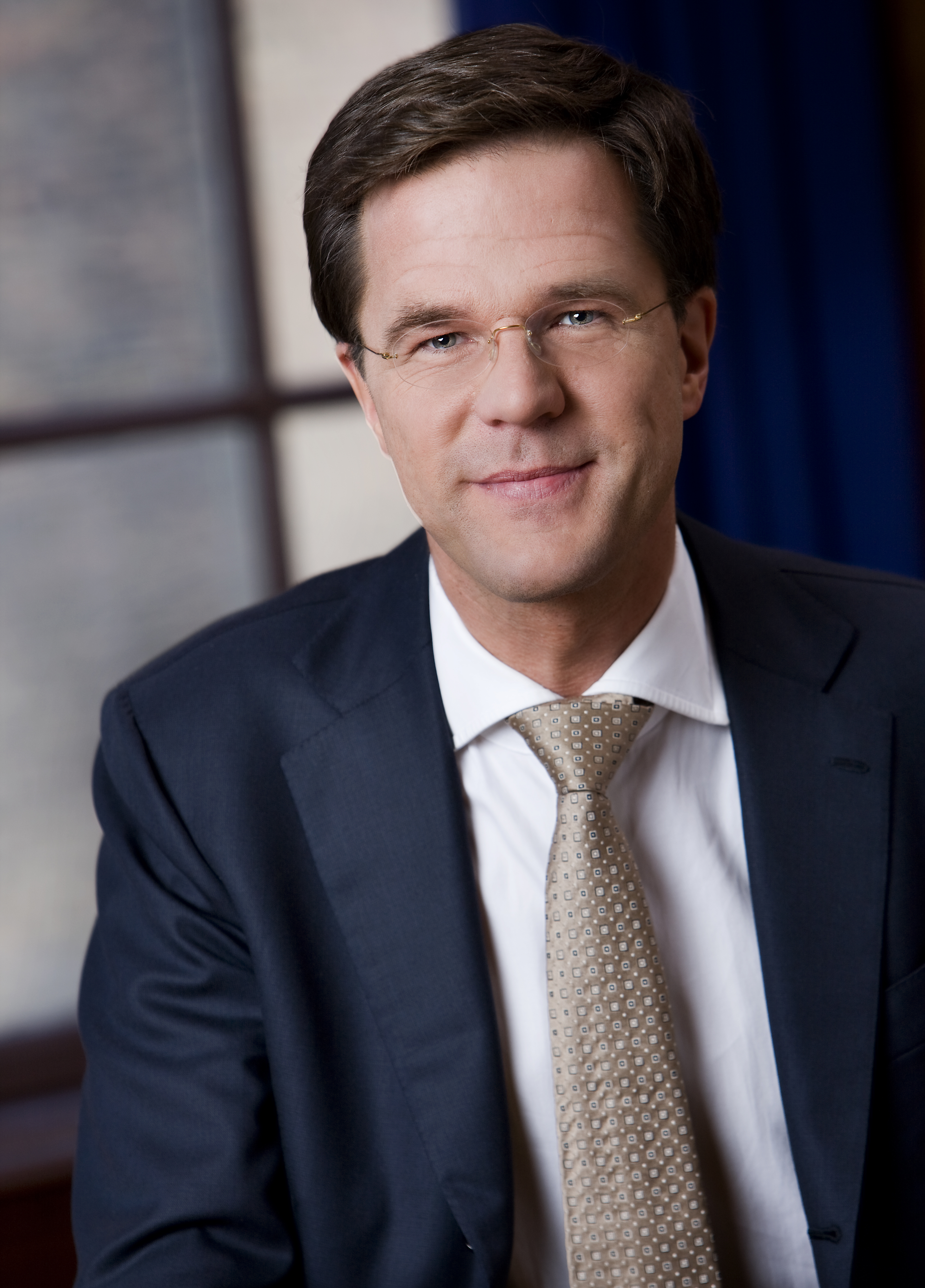
مارك روته رئيس وزراء هولندا منذ أكتوبر / تشرين الأول 2010

نتيجة لنظام التعددية الحزبية السائد في هولندا منذ قرن 19م فإنه لا يمكن لأي حزب سياسي الحصول على أغلبية برلمانية تمكنه من الانفراد بالحكم خلال فترة ولايته، وكان لابدّ من تشكيل حكومة ائتلافية تتقاسم فيها الأحزاب المؤتلفة تسيير دفة الحكم. وبعد أن أصبح حق التصويت حقاً عالمياً منذ عام 1919، سيطرت على النظام السياسي الهولندي ثلاثة تيارات رئيسية من الأحزاب السياسية: تيار الوسط ويتكون من الديمقراطيون المسيحيون، ويمثلهم حالياً حزب النداء الديمقراطي المسيحي (بالهولندية CDA-ChristenDemocratisch Appèl)، وتيار اليسار ويضم الديمقراطيين الاشتراكيين الإجتماعيين وممثلهم الرئيسي هو حزب العمل الهولندي (بالهولندية PvdA-Partij van de Arbeid، والتيار الثالث وهو ليبرالي يميني ويتشكل من حزب الشعب للحرية والديمقراطية (بالهولندية Volkspartij voor Vrijheid en Democratie-VVD).
وقد تعاونت هذه الأحزاب في حكومات ائتلافية ولطالما كان حزب النداء الديمقراطي المسيحي شريكاً فيها لمدد طويلة: إما في ائتلاف ليسار الوسط يضم ديمقراطيين مسيحيين واشتراكيين ديمقراطيين أو في اليمين الوسط المتكون من الديمقراطيين المسيحيين والليبراليين. وفي سبعينات القرن العشرين أصبح النظام الحزبي الائتلافي أكثر تقلباً: فقد فقدت الأحزاب المسيحية الديمقراطية مقاعد كثيرة، بينما نجحت أحزاب أخرى، مثل الحزب الاشتراكي (بالهولندية Socialistische Partij -SP) من أحزاب اليسار الوسط، وحزب الديمقراطيين 66 (بالهولندية Democraten 66-D66) الذي يضم التقدميين الراديكاليين.
وفي إنتخابات عام 1994م خسر حزب النداء الديمقراطي المسيحي مركزه المهيمن في الساحة السياسية الهولندية، وتم تشكيل مجلس الوزراء من ائتلاف شمل حزب الشعب للحرية والديمقراطية وحزب الديمقراطيين 66 وحزب العمل الهولندي اصطلحت تسميته بالائتلاف «الأرجواني» (نظرا للون الإرجواني الذي يتكون من خليط من اللون الأحمر رمز الاشتراكيين واللون الأزرق شعار الليبراليين). وفي إنتخابات عام 2002م فقدت هذه الحكومة أغلبيتها البرلمانية وذلك بسبب تزايد دعم الناخبين لحزب النداء الديمقراطي المسيحي وصعود حزب قائمة بيم فورتاين اليمينية (بالهولندية LPF-Lijst Pim Fortuyn) وهو حزب جديد أسسه السياسي الهولندي بيم فورتاين الذي اغتيل قبل أسبوع من موعد إجراء الإنتخابات. وتم تشكيل مجلس للوزراء لم يدم طويلاً برئاسة يان بيتر بالكننده زعيم حزب النداء الديمقراطي المسيحي من ائتلاف ضمّ إلى جانب حزبه حزب الشعب للحرية والديمقراطية، وحزب قائمة بيم فورتاين. وبعد إنتخابات عام 2003 المبكرة والذي فقدت فيه قائمة بيم فورتاين اليمينية معظم مقاعدها تم تشكيل حكومة جديدة ثلاثية شارك فيها حزب النداء الديمقراطي المسيحي وحزب الشعب للحرية والديمقراطية وحزب الديمقراطيين 66. وقدمت الحكومة برنامجاً طموحاً يهدف إلى إصلاح نظم دولة الرفاهية، والرعاية الصحية العامة، وسياسة الهجرة.
ولم تدم الحكومة طويلاً إذ سرعان ما سقطت في يونيو/ حزيران 2006، عندما قدم الشريك الأصغر فيها، حزب الديمقراطيين 66، اقتراحاً بحجب الثقة عن وزيرة الهجرة والاندماج المجتمعي ريتا فيردونك التي كانت تنتمي إلى حزب الشعب للحرية والديمقراطية الليبرالي، الشريك الثاني في الائتلاف. وكانت فيردونك قد قامت بالإيعاز للتحقيق في شكوك حول صحة إجراءات اللجوء التي حصلت بموجبها النائبة البرلمانية الصومالية الأصل أيان حرسي علي على الجنسية الهولندية والمنتمية إلى حزب الشعب للحرية والديمقراطية الأمر الذي أثار تساؤلات حول الاستقامة السياسية للنائبة أيان حرسي وصدقيتها وحول مدى الخلافات وعمقها وسط الليبراليين. فانهار الائتلاف الثلاثي وتم تشكيل حكومة تسيير أعمال ضمّت حزب الشعب للحرية والديمقراطية وحزب النداء الديمقراطي المسيحي حتى موعد الانتخابات العامة التي جرت في 22 نوفمبر / تشرين الثاني 2006م. وحافظ حزب النداء الديمقراطي المسيحي في تلك الانتخابات على مركزه كأكبر حزب في البلاد بينما حقق الحزب الاشتراكي أكبر المكاسب. واستغرق تشكيل الحكومة الجديدة ثلاثة أشهر من المفاوضات انتهت بالتوصل إلى ائتلاف من اليسار الوسط ضمّ حزب النداء الديمقراطي المسيحي والاتحاد المسيحي وحزب العمل الهولندي.
لكن حكومة ائتلاف اليسار الوسط لم تكمل ولايتها فانفرط عقد الائتلاف مجدداً وتهاوت الحكومة في يوم 20 فبراير / شباط 2010م، عندما رفض حزب العمل الهولندي تجديد فترة بقاء الجيش الهولندي في ولاية أروزكان بأفغانستان. وجرت انتخابات مبكرة في 9 يونيو / حزيران 2010م محققة نتائج مدمرة لحزب النداء الديمقراطي المسيحي الذي فقد ما يقرب من نصف مقاعده بمجلس النواب ليتراجع عددها إلى 21 مقعداً. وأصبح حزب الشعب للحرية والديمقراطية أكبر الأحزاب بحصوله على 31 مقعداً، يليه حزب العمل الهولندي وكانت حصيلته 30 مقعداً، إلا أن الفائز الأكبر في انتخابات 2010م كان حزب من أجل الحرية (بالهولندية Partij Voor de Vrijheid,PVV)، بزعامة النائب اليميني المتطرف خيرت فيلدرز  خليفة حزب بيم فورتاين، حيث زاد عدد مقاعده بأكثر من الضعف. وأفضت محادثات التفاوض حول التشكيل الوزاري إلى حكومة أقلية لم يسبق لها مثيل في تاريخ هولندا السياسي بزعامة حزب الشعب للحرية والديمقراطية في ائتلاف مع حزب النداء الديمقراطي المسيحي تم تدشينها في 14 أكتوبر / تشرين الأول 2010م. ولضمان استمرارها حتى انتهاء ولايتها تم الحصول على تأييد حزب الحرية (حزب من أجل الحرية) اليميني ودعمه لسياساتها في البرلمان، ولكن ذلك التحالف الصامت لم يقوى على الصمود أمام المعارضة البرلمانية حتى النهاية وسرعان ما ثبت ضعفه وهشاشة الحكومة المنبثقة عنه،  عندما نكص فيلدرز زعيم حزب من أجل الحرية بوعده دعم الحكومة ونسف في 21 أبريل / نيسان 2012 جهود سبعة أسابيع من محادثات حول سياسة التقشف بشكل غير متوقع ممهداً بذلك الطريق لانتخابات مبكرة. وكان حزب الشعب للحرية والديمقراطية وحزب العمل الهولندي في صدارة الفائزين في تلك الانتخابات. وأصبحوا منذ 5 نوفمبر / تشرين الثاني 2012م، يشكلون قوام حكومة رئيس الوزراء روته الثانية.

### التقسيمات الإدارية

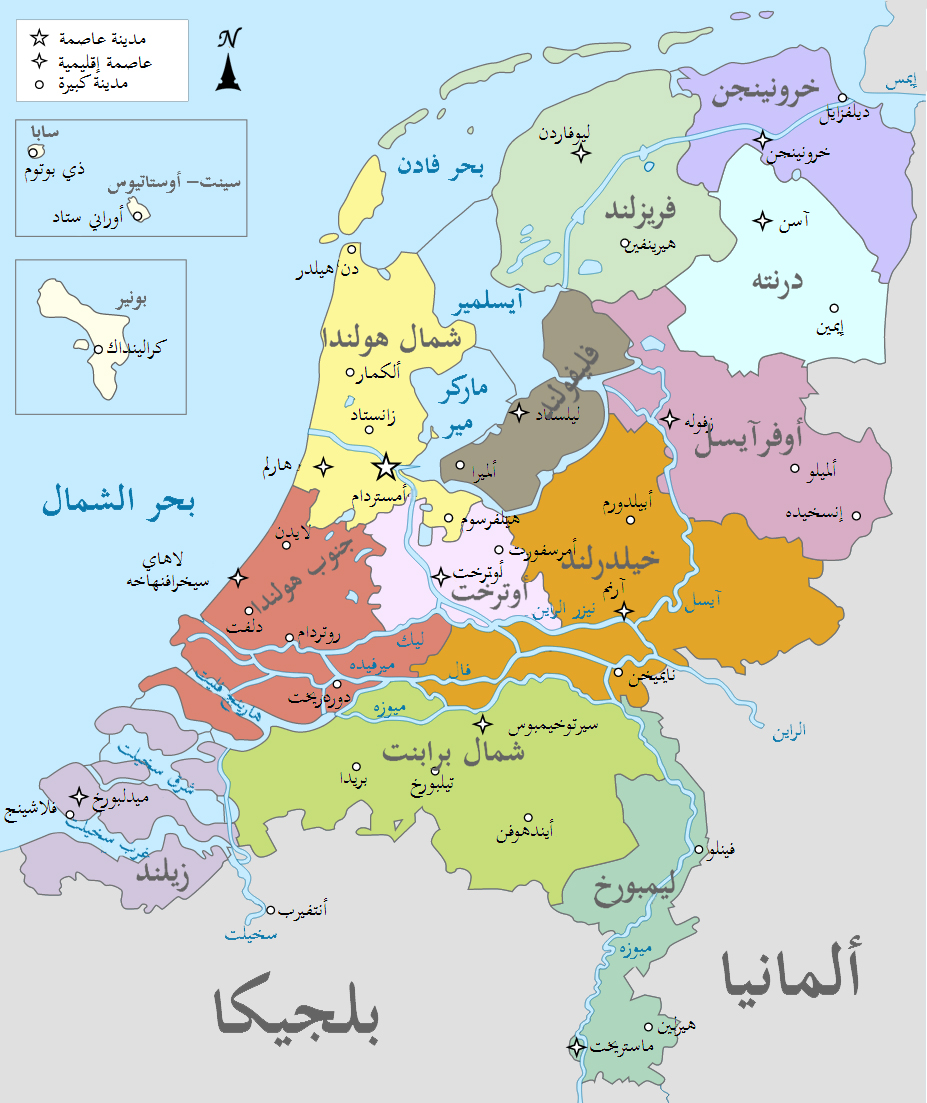
مقاطعات هولندا وبعض البلديات المميزة

هولندا دولة لامركزية أحادية يحيث يكون للوحدات الإقليمية المختلفة صلاحيات دستورية مستقلة ويتكون الهرم الإداري من الحكومة المركزية في القمة ومجالس المقاطعات في الوسط ثم الجماعات الحضرية (البلديات) في قاعدة الهرم. وتنقسم هولندا إلى إثني عشر مقاطعة، كل منها تحت إدارة حاكم عام يطلق عليه اسم مفوض الملك (بالهولندية Commissaris van de Koning)، باستثناء مقاطعة ليمبورغ التي تستخدم تسمية الحاكم (بالهولندية Gouverneur). وتضطلع هذه المجالس بأمور تقل أهميتها وتعقيداتها عمّا تضطلع به الدولة المركزية ولكنها أكبر من قدرة وسلطة البلديات مثل التخطيط العمراني والبنية الأساسية والحفاظ على الطبيعة والبيئة والثقافة وغيرها ويتولى الإدارة اليومية مجلس تنفيذي يترأسه مفوض الملك ويتم انتخاب مجلس المقاطعة من قبل الشعب مرة كل أربعة أعوام.
وتنقسم جميع المقاطعات إلى بلديات (باللغة الهولندية Gemeenten) تديرها حكومات محلية من خلال مجالس بلدية يتزعم كل منها عمدة المدينة ويصل عددها الإجمالي إلى 403 بلدية. وتشمل مهام البلدية التنمية الحضرية والنقل والتعليم والرعاية الاجتماعية ونحو ذلك. وتحصل البلديات عن بعض مواردها المالية من الحكومة المركزية والبعض الآخر من الضرائب العقارية ورسوم وغرامات وقوف السيارات. وأعلى هيئة في البلدية هي المجلس البلدي الذي يتم انتخاب أعضائه من قبل الناخبين المقيمين داخل حدود البلدية مرة كل أربعة أعوام. وتشرف على الإدارة اليومية للبلدية لجنة تنفيذية تتكون من مسؤولين تنفيذيين هم أعضاء أيضاً في المجلس البلدي يطلق على الواحد منهم في هولندا لقب محافظ القانون (wethouder)، ويتم تعيين هؤلاء المسؤولين التنفيذيين من قبل المجلس البلدي والعمدة وهذا الأخير يتم تعيينه بمرسوم ملكي.
كما تنقسم البلاد أيضاً إلى دوائر مسؤولة عن المياه تدير كل منها هيئة تعرف باسم مجلس المياه (باللغة الهولندية waterschap أو hoogheemraadschap، أحياناً) ينتخب أعضاؤها مرة كل أربعة أعوام (بالتزامن مع الانتخابات العامة في البلاد أحياناً)، ولهذه المجالس سلطة في المسائل المتعلقة بإدارة المياه، ولا صلة لها بالتقسيم الإداري للمقاطعات والبلديات. وقد بلغ عددها في يناير / كانون الثاني عام 2014 أربعة وعشرون مجلساً. ويرجع إنشاء مجالس المياه في واقع الحال إلى عهود ما قبل قيام الدولة الهولندية نفسها، فقد ظهرت للمرة الأولى في سنة 1196م. وهي بذلك تعدّ واحدة من بين أقدم الكيانات الديمقراطية في العالم والتي لا تزال قائمة.
وأما الهيكل الإداري للجزر الكاريبية الهولندية الثلاث فهو يختلف عما هو مطبّق في الهيكل الإداري الخاص بالبلديات الهولندية، فهذه الجزر لها صفة (الهيئات العامة) (lichamen openbare) وعادةً ما يُشار إليها بالبلديات الخاصة، وهي ليست جزءاً من أية مقاطعة.

#### المقاطعات
| العلم         | المقاطعة      | العاصمة       | أكبر المدن    | المساحة (كم²) | تعداد السكان 31-09-2013 | الكثافة السكانية (في كم²) |
| ------------- | ------------- | ------------- | ------------- | ------------- | ----------------------- | ------------------------- |
|               | درنته         | أسن           | أسن           | 2,639         | 489,155                 | 185                       |
|               | فليفولاند     | ليليستاد      | ألميرا        | 1,415         | 399,825                 | 282                       |
|               | فرايزلاند     | ليوواردن      | ليوواردن      | 3,340         | 646,401                 | 194                       |
|               | خيلدرلند      | آرنم          | نايميخن       | 4,970         | 2,019,196               | 406                       |
|               | خرونينغن      | خرونينغن      | خرونينغن      | 2,325         | 582,908                 | 251                       |
|               | ليمبورخ       | ماسترخت       | ماسترخت       | 2,150         | 1,120,332               | 521                       |
|               | شمال برابنت   | سيرتوخيمبوس   | آيندهوفن      | 4,914         | 2,478,687               | 504                       |
|               | شمال هولندا   | هارلم         | أمستردام      | 2,665         | 2,737,540               | 1,027                     |
|               | أوفرآيسل      | زفوله         | إنسخيده       | 3,324         | 1,139,462               | 343                       |
|               | أوترخت        | أوترخت        | أوترخت        | 1,383         | 1,251,266               | 905                       |
|               | زيلند         | ميديلبورخ     | ميديلبورخ     | 1,784         | 380,864                 | 213                       |
|               | جنوب هولندا   | لاهاي         | روتردام       | 2,808         | 3,572,409               | 1,272                     |
| التعداد الكلي | التعداد الكلي | التعداد الكلي | التعداد الكلي | 33,718        | 16,818,045              | 499                       |

#### بلديات خاصة
| العلم          | الاسم          | العاصمة       | أكبر المدن    | المساحة (كم²) | التعداد السكاني 31-12-2012 | الكثافة السكانية (في كم²) |
| -------------- | -------------- | ------------- | ------------- | ------------- | -------------------------- | ------------------------- |
| بونير          | بونير          | كراليندايك    | كراليندايك    | 288           | 17,408                     | 60                        |
| سينت أوستاتيوس | سينت أوستاتيوس | أورانياستاد   | أورانياستاد   | 21            | 3,897                      | 186                       |
| سابا (جزيرة)   | سابا           | ذي بوتوم      | ذي بوتوم      | 13            | 1,991                      | 153                       |
| التعداد الكلي  | التعداد الكلي  | التعداد الكلي | التعداد الكلي | 322           | 23,296                     | 72                        |

### العلاقات الخارجية

قصر السلام، مقر محكمة العدل الدولية، لاهاي

كانت هولندا تاريخياً دولة محايدة إلا انها وبعد أن تعرضت للاحتلال الألماني النازي تخلت عن حيادها ودخلت في تحالفات ومعاهدات عسكرية واقتصادية لحماية سيادتها، وتستند السياسة الخارجية الهولندية على أربعة ركائز أساسية وهي:
- التحالف الأطلسي أي التعاون العسكري والدبلوماسي في اطار حلف شمال الأطلسي والتعاون عبر الأطلسي مع الولايات المتحدة الأمريكية كشريك تجاري أساسي وحليف عسكري.
- التكامل الأوروبي وذلك في إطار الاتحاد الأوروبي وتعدّ هولندا واحدة من دول الاتحاد الأكثر دعما وتأييدا للوحدة الأوروبية.
- التعاون التنموي ويتمثل في سياسات تقديم العون التنموي للدول الأقل نمواً .
- القانون الدولي وصيانته وتطويره يشكل إحدى دعامات السياسة الخارجية لهولندا التي تساهم في عمليات حفظ السلام الدولية وتحتضن الهيئات القانونية الدولية المهمة.

وكانت الأراضي المنخفضة دوماً من الدول السباقة في التعاون الدولي عمومًا والتكامل الأوروبي على وجه الخصوص لا سيما بعد الحرب العالمية الثانية، فقد كانت عضواً مؤسساً في عدة منظمات أبرزها حلف شمال الأطلسي، (الناتو) عام 1949، والاتحاد الأوروبي عام 1993، وأخيراً في الوحدة النقدية الأوروبية ممثلة بالعملة الأوروبية الموحدة اليورو التي دخلت حيز التنفيذ عام 2001.
واجهت السياسة الهولندية بعض الانتقادات، فبغض النظر عن سياساتها الليبرالية والمسألة المتسامحة تجاه المخدرات الخفيفة والتي تشكل إحدى القضايا الدولية المثيرة للجدل، فقد تعرضت هولندا لانتقادات تتعلق بدورها في عمليات حفظ السلام وصيانته عندما أثار تصرف الجنود الهولنديين الذين كانوا يعملون تحت قيادة الأمم المتحدة في البوسنة والهرسك عام 1995 انتقاداً دولياً، حيث اتهموا بعدم بذل أي جهد لوقف مذبحة الصرب في حق المسلمين.
تمكن الهولنديون إبّان العصر الذهبي في هولندا وما بعده من بناء إمبراطورية تجارية واستعمارية، والتي سرعان ما تبددت بعد الحرب العالمية الثانية، ولا تزال العلاقات التاريخية الموروثة من ذلك الماضي الاستعماري تؤثر على العلاقات الخارجية لهولندا خاصة مع مستعمراتها السابقة في جنوب شرق آسيا ومنطقة البحر الكاريبي في أميركا اللاتينية والمتأرجحة دوماً بين فترات من التوتر وأخري من الهدوء والتحسن.

## النظام القضائي والشرطة

### القضاء

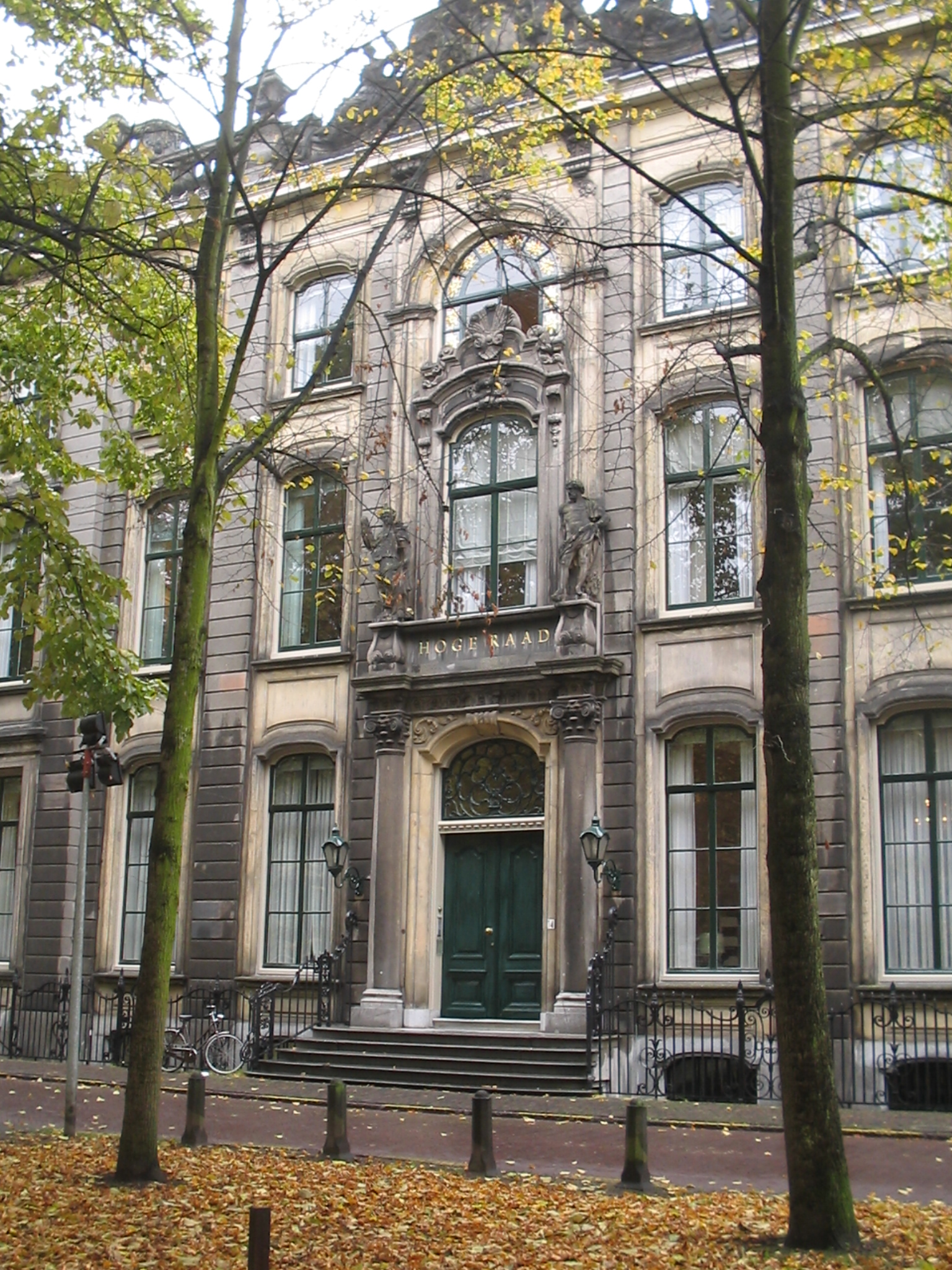
مبنى المحكمة العليا في لاهاي

يتألف النظام القضائي الهولندي من القضاة ووكلاء النيابة العامة التابعين لهيئة الادعاء العام ويعرف باسم الوزارة العامة. ويتم تعيين القضاة وأعضاء النيابة العامة من قبل الملك. ويُعَيَّن القضاة لمدى الحياة. وهم مستقلون ولا يمكن عزلهم من قبل وزارة العدل والأمن بل عبر مجلس للقضاء. وتنقسم المحاكم من حيث الموضوع إلى ثلاثة أنواع: المحاكم المدنية والمحاكم الجنائية والمحاكم الإدارية، ومن حيث درجاتها إلى محاكم جزئية ومحاكم استئناف ومحكمة عليا تُعرف باسم المجلس الأعلى لهولندا (بالهولندية Hoge Raad der Nederlanden) ومحكمة إدارية عالية تعرف باسم مجلس الدولة، ويعني ذلك إن القضاء الهولندي يعرف نظام ثنائية المحاكم: محاكم الدرجة الأولى ومحاكم الاستئناف. ولا توجد في هولندا محكمة دستورية.
وهناك 11 محكمة جزئية. وتتكون كل محكمة جزئية من خمسة قطاعات، تشمل دائما قضايا في القانون الإداري والقانون المدني والقانون الجنائي. وترفع الطعون المقدمة ضد الأحكام الصادرة من المحكمة الجزئية في قضايا القانون المدني والجنائي إلى محكمة الاستئناف المختصة. هناك أربع محاكم استئناف. أما الطعون المقدمة ضد احكام القانون الإداري فترفع إلى شعبة القضاء الإداري في مجلس الدولة، أو المحكمة المركزية للاستئناف أو محكمة استئناف قضايا التجارة والصناعة، والمعروفة أيضًا باسم المحكمة الإدارية العليا للتجارة والصناعة، وهذا يتوقف على نوع القضية. أما الطعون بالنقض في قضايا الأحوال المدنية والجنائية والضرائب فتنظر فيها المحكمة العليا.

### الشرطة

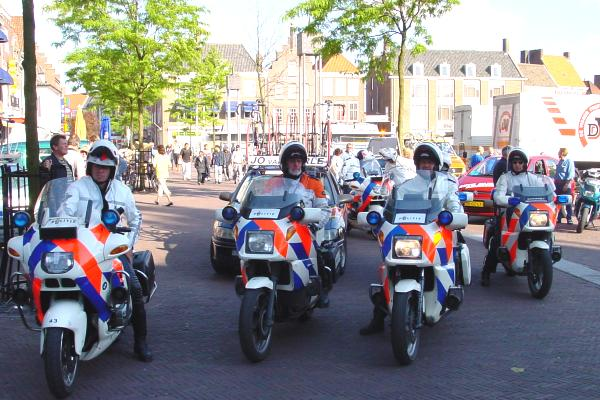
مجموعة من شرطة الدراجات النارية

منذ عام 1993 تم تقسيم الشرطة في هولندا إلى 25 وحدة إقليمية للشرطة ووحدة وطنية واحدة للشرطة KLPD إلى جانب قوة الماريشاوسيه الملكي (بالهولندية Koninklijke Marechaussee) أي الدرك الملكي الهولندي. وفي حالة وجود أزمة أمنية أو كارثة طبيعية تعمل هذه الأقسام مع فرق الإطفاء وخدمات الإسعاف في إطار تقسيم آخر للبلاد يعرف بالمناطق الأمنية ويشمل التعاون مع الدوائر الحكومية الأخرى.
وتضم الوحدة الوطنية للشرطة عدة أقسام أصغر: منها المباحث الوطنية، واستخبارات الشرطة الخاصة، وشرطة المرور، وشرطة الأنهار والمياه، والأمن الملكي والدبلوماسي، ووحدة التدخل الخاصة. أما قوة الماريشاوسيه الملكي فتقوم بالمهام التالية: مساعدة الشرطة، ومرافقة وحماية قوافل الناتو، محاربة الهجرة غير الشرعية، ومكافحة الجريمة الدولية والجريمة العابرة للحدود، وحراسة الحدود، وحراسة القصور الملكية ومقر إقامة رئيس الحكومة، ومهام الشرطة العسكرية، ومكافحة الشغب، والتدخل السريع، وحراسة المطارات، وحماية كبار الشخصيات وكبار أعضاء الدولة، وقوة اعتقال خاصة.

### القوات المسلحة

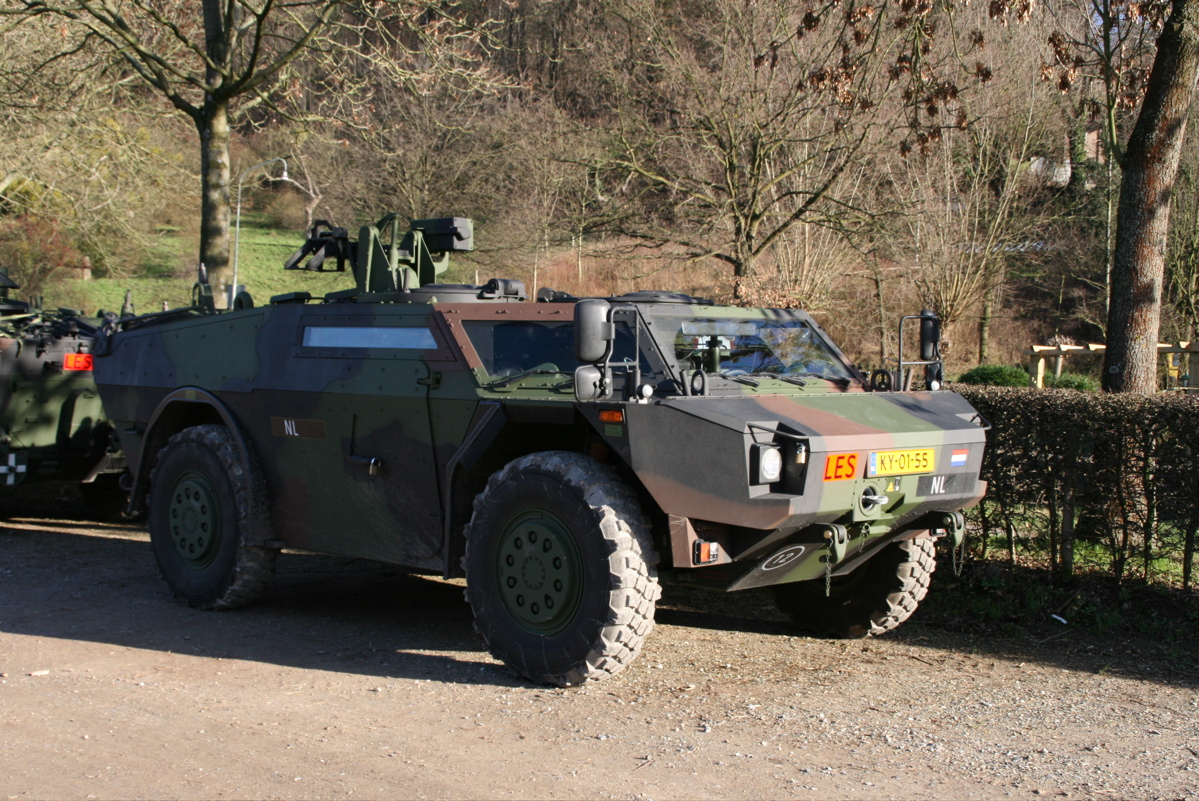
مركبة دعم تابعة للجيش الهولندي.

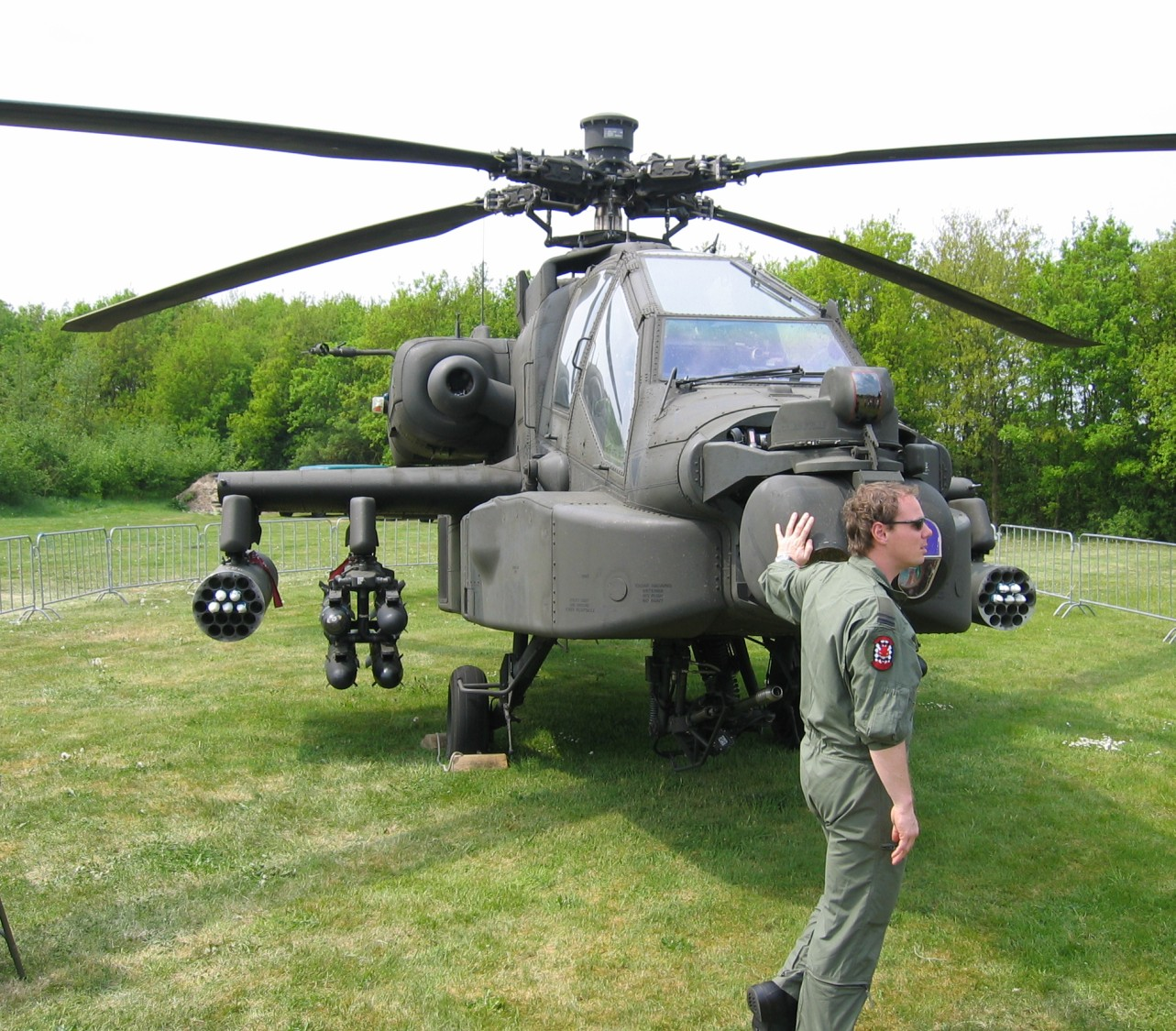
إيه إتش-64 أباتشي تابع لسلاح الجو الملكي الهولندي.

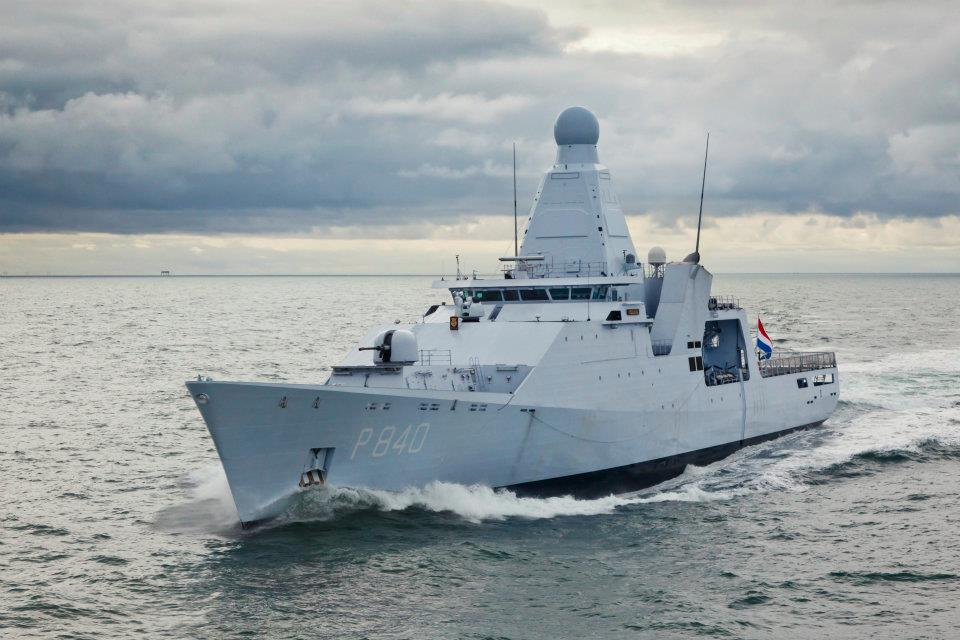
البحرية الملكية الهولندية، زورق دورية في عرض المياه

تملك هولندا واحد من أقدم الجيوش في أوروبا الذي تأسس لأول مرة على هذا النحو على يد مورتس فان ناساو أمير الأورنج. وقد اُستُخدم الجيش الهولندي في جميع أنحاء الإمبراطورية الهولندية. وبعد هزيمة نابليون تحول الجيش الهولندي إلى جيش يستند على نظام التجنيد الإجباري، وكان قد تم نشره في بلجيكا لقمع الثورة البلجيكية عام 1830 م دون جدوى. وبعد عام من ذلك التاريخ تم نشره بشكل رئيسي في المستعمرات الهولندية لعدم الحاجة إليه في هولندا التي ظلت تمارس سياسة الحياد الإيجابي في مختلف الحروب الأوروبية بما في ذلك الحرب العالمية الأولى، إلى أن تعرضت للغزو الألماني النازي في الحرب العالمية الثانية، وشارك فيها الجيش الهولندي الذي سرعان ما تقهقر أمام القوات الألمانية في مايو / أيار 1940م.
وفي عام 1948 م تخلت هولندا عن حيادها بالتوقيع على معاهدة بروكسل، وأصبحت لاحقاً عضواً مؤسساً في منظمة حلف شمال الأطلسي في عام 1949 م، وبات الجيش الهولندي بالتالي جزءاً من قوة حلف الأطلسي إبّان الحرب الباردة في أوروبا والذي نشر وحداته على عدة قواعد عسكرية في ألمانيا، كما تم تعيين أكثر من 3,000 جندي هولندي بفرقة المشاة الثانية بالقوات البرية الأمريكية أثناء الحرب في شبه الجزيرة الكورية. وشهد عام 1996 تعليق العمل بنظام التجنيد الإجباري وتحول الجيش الهولندي مرة أخرى إلى جيش محترف. وظلّ يشارك منذ تسعينيات القرن الماضي في عمليات حفظ السلام الدولية في بؤر التوتر بمختلف أنحاء العالم ومنها الحرب في البوسنة وحرب كوسوفو، وحرب الخليج الثانية حيث احتلت وحدات هولندية إحدى المحافظات في العراق على إثر هزيمة الرئيس العراقي الأسبق صدام حسين، كما عمل الجيش الهولندي أيضاً في أفغانستان.
الخدمة العسكرية في هولندا ليست إجبارية وتقتطع المصروفات العسكرية 1.5% من الناتج العام للدولة.
ويتألف الجيش الهولندي من أربعة فروع رئيسية وهي:
- القوات البرية الملكية الهولندية.
- البحرية الملكية الهولندية، بما في ذلك وحدات الجو البحرية ومشاة البحرية.
- سلاح الجو الملكي الهولندي.
- الماريشاوسيه الملكي (بالهولندية Koninklijke Marechaussee) وهو بمثابة درك ملكي ويقوم بمهام متعددة كمهام الشرطة العسكرية، ومراقبة المنافذ الحدودية بما فيها المطارات، بالإضافة إلى مهام الحرس الملكي وحرس الشرف والحرس الوطني والشرطة الاحتياطية.

الجنرال توم ميدندورب هو القائد العام الحالي ورئيس هيئة الأركان للقوات المسلحة بهولندا أما القائد الأعلى للجيش فهي الحكومة وينوب عنها في هذه المهمة وزير الدفاع. وجميع الوحدات العسكرية باستثناء وحدة الغواصات ومشاة البحرية الملكية، فيلق المارينيرز، (بالهولندية Mariniers) متاح للمرأة العمل فيها، وكذلك يمكن للنساء الالتحاق بخدمة القوات الخاصة وفرقة العمليات العسكرية الخاصة التابعة للجيش من ناحية نظرية وقانونية، أما من الناحية العملية فإن المتطلبات الجسمانية المرتفعة للغاية للتدريب الأولي تجعل من الصعب إن لم يكن من المستحيل على المرأة أن تصبح جزء من القوات الخاصة. ويعمل في وزارة الدفاع الهولندية أكثر من 70.000 فرداً، من بينهم أكثر من 20.000 من المدنيين وأكثر من 50.000 أفراد عسكريين. وفي أبريل / نيسان، 2011م أعلنت الحكومة الهولندية عن تقليص كبير في صفوف قواتها المسلحة، بما في ذلك تخفيض عدد الدبابات والطائرات المقاتلة والسفن التابعة للبحرية وتسريح عدد من كبار القادة العسكريين والمسؤولين وذلك نتيجة لإجراءات التقشف والحد من الإنفاق الحكومي.

## الاقتصاد

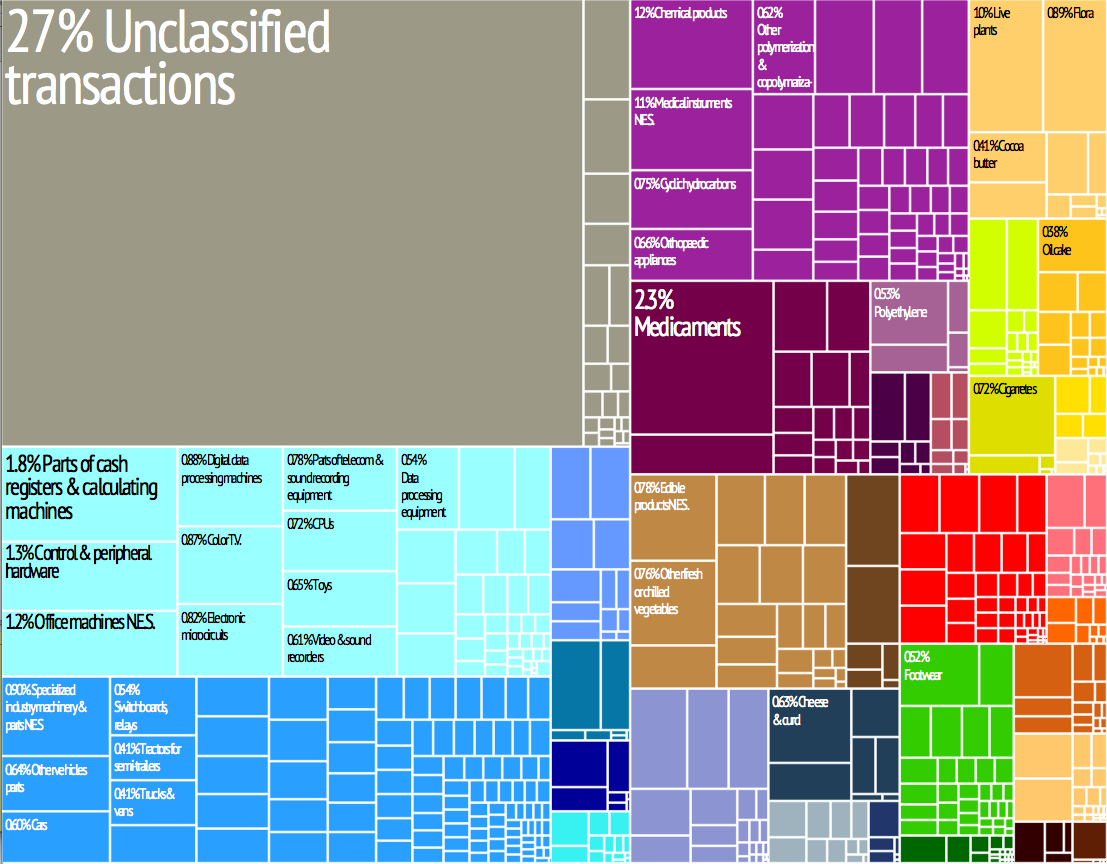
خريطة شجرية لصادرات المنتجات الهولندية ب28 لون مرمّز.

تتميز هولندا باقتصاد متطور لعب دوراً خاصاً في الاقتصاديات الأوروبية لقرون عديدة. وهو اقتصاد يتسم بانفتاحه الشديد ويعتمد على التجارة الدولية. وكانت ولا تزال قطاعات النقل البحري وصيد الأسماك والتجارة والخدمات المصرفية قطاعات رائدة في الاقتصاد الهولندي منذ قرن 16 . وتعدّ هولندا واحدة من أكبر عشر بلدان رائدة في مجالات التصدير في العالم. وتشكل المواد الغذائية أكبر مجالات القطاع الصناعي الهولندي. أما الصناعات الرئيسية الأخرى فتشمل المواد الكيميائية والمعادن والآلات والسلع الكهربائية والسياحة (إستقبلت هولندا في عام 2012 حوالي 11.7 مليون سائح دولي). ومن أمثلة الشركات الهولندية الرائدة عالمياَ في القطاعات الصناعية: شركة يونيليفر (Unilever)، هاينكن (Heinken) في الصناعات الغذائية والمشروبات، ومجموعة إي إن خي (ING) في الخدمات المالية، وشركة دي.إس.إم الملكية (DSM) وأكزو (AKZO)، في مجال الصناعات الكيميائية، ومجموعة شركات شل الملكية الهولندية في الصناعات البتروكيميائية وتكرير النفط، وشركة فيليبس (Philips)، وإيه.إس.إم.إل (ASML) للآلات الإلكترونية، وشبكة ملاحة وخرائط الطرق توم توم (TomTom).
ويعدّ الاقتصاد الهولندي الاقتصاد رقم 18 الأقوى في العالم، فيما تحتل هولندا المرتبة العاشرة في قائمة أكبر بلدان العالم فيما يتعلق بالناتج المحلي الإجمالي الأعلى للفرد الواحد. وقد شهد النمو الاقتصادي السنوي الهولندي في الفترة ما بين عامي 1997 و2000 ارتفاعاً بمعدل يقارب 4 % في المتوسط، وهو أعلى بكثير من المتوسط الأوروبي. ثم تراجعت نسبة النمو كثيرًا في الفترة ما بين 2001-2005 مع التباطؤ الذي شهده الاقتصاد العالمي آنذاك، ولكن النمو الاقتصادي الهولندي تسارع مرة أخرى بوتيرة بلغت 4.1 % في الربع الثالث من عام 2007. في مايو / أيار 2013. كان معدل التضخم 2.8 % في السنة. وفي أبريل / نيسان من العام ذاته كان نسبة البطالة 8.2 % (أو 6.7 % وفق تعريف منظمة العمل الدولية) من القوى العاملة.
وكان الاقتصاد الهولندي قد شهد في الربع الثالث والرابع من عام 2011 انكماشاً بنسبة 0.4 % و0.7 % على التوالي وذلك بسبب أزمة الديون الأوروبية، في حين بلغت نسبة الانكماش في منطقة اليورو في الربع الرابع من العام ذاته 0.3 %. ولهولندا أيضًا معاملاً جينياً منخفضاً نسبياً بمعدل 0.326 تقريباً ورغم أنها مصنفة بالرقم 7 في الناتج المحلي الإجمالي للفرد الواحد إلا أنها ووفق تصنيف منظمة الأمم المتحدة للطفولة، يونيسيف، تعدّ الدولة الأولى في قائمة البلدان التي حققت أعلى نسبة في معدلات رفاهية الطفل في العالم. وفي مؤشر الحرية الاقتصادية أُدرِجَت السوق الهولندية في المركز رقم 13 في قائمة الأسواق الأكثر حرية في الاقتصاد الرأسمالي العالمي من بين أسواق 157 دولة شملها المؤشر.
أمستردام هي عاصمة المال والأعمال في هولندا. وبورصة أمستردام (AEX) جزء من يورونكست، وهي من أقدم أسواق الأوراق المالية في العالم وتعد واحدة من أكبر البورصات في أوروبا، ويقع مقرها بالقرب من ساحة الدام في وسط المدينة. وباعتبارها عضواً مؤسساً لليورو (ولأغراض محاسبية)، استبدلت هولندا في 1 يناير / كانون الثاني عام 1999 عملتها السابقة «الجيلدر» بالعملة الأوروبية الموحدة، اليورو، أسوة ببلدان منطقة اليورو الأوروبية الخمسة عشر وقتئذ. وتبع ذلك ادخال العمل بعملات اليورو الورقية والنقدية كعملات مبرئة للذمة في 1 يناير / كانون الثاني 2002. وكان اليورو آنذاك يعادل 2.20371 جيلدر هولندي. أما في الجزر الكاريبية الهولندية فيُتم التعامل بالدولار الأمريكي بدلاً عن اليورو.

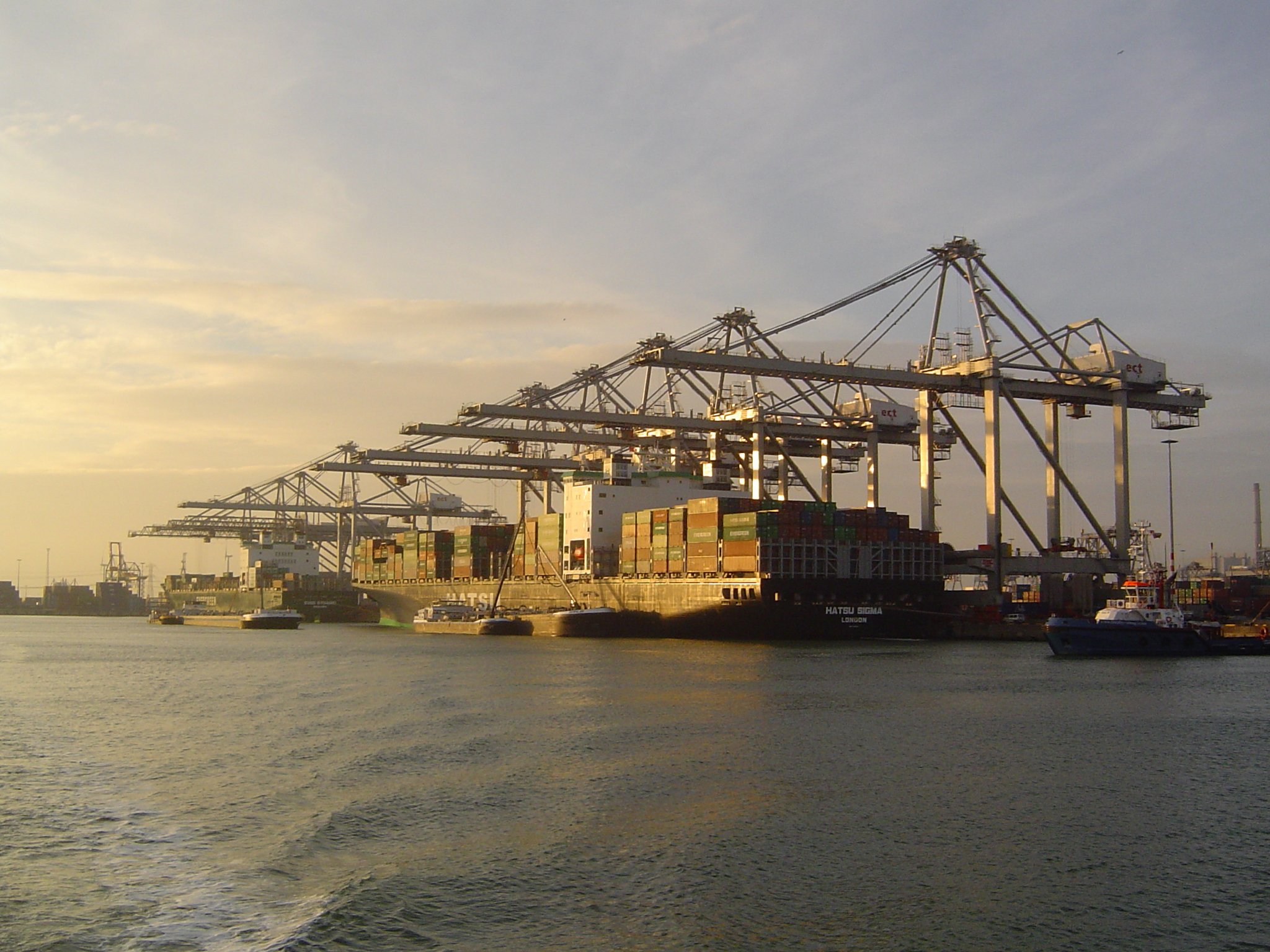
ميناء روتردام هو أكبر ميناء في أوروبا.

تستفيد هولندا كثيراَ من موقعها الإستراتيجي الذي أكسبها مدخلاَ مميزاً إلى أسواق المملكة المتحدة وألمانيا وغيرها من بلدان وسط أوروبا عبر ميناء روتردام الذي يعد أكبر ميناء في أوروبا. وهناك قطاعات أخرى مهمة في الاقتصاد الهولندي ومن بينها التجارة الدولية (ويلاحظ أن الاستعمار الهولندي في أعالي البحار بدأ بمؤسسات قطاع خاص تعاونية مثل شركة الهند الشرقية الهولندية VOC) والخدمات المصرفية والنقل. وتعاملت هولندا بنجاح مع مسائل المالية العامة وركود نمو الوظائف متفوقة بذلك على شركائها الأوروبيين. وتعدّ أمستردام المدينة الخامسة الأكثر استقطاباً للسياح وأكبر مقصد سياحي مزدحم في أوروبا مع وجود أكثر من 4.2 مليون زائر دولي سنوياً. وبتوسيع الاتحاد الأوروبي وصلت إلى هولندا أعداد كبيرة من العمال المهاجرين الوافدين من وسط وشرق أوروبا.
وتواصل الحكومات الهولندية المتعاقبة مساعيها الدؤوبة في جعل هولندا واحدة من البلدان الأوروبية الرائدة في مجال جذب الاستثمار الأجنبي المباشر. تعد هولندا حالياً واحدة من أكبر المستثمرين الخمسة الأوائل في الولايات المتحدة. ورغم أن الاقتصاد الهولندي قد شهد تباطؤاً في نموه في عام 2005 إلا أنه استعاد عافيته ومكانته الريادية في عام 2006 باضطراد خلال ست سنوات وذلك على خلفية الاستثمارات الضخمة وازدياد حجم الصادرات. وقد بلغت وتيرة نمو الوظائف أعلى مستوياتها في عام 2007. ووفقاً لتقرير التنافسية العالمية للمنتدى الاقتصادي العالمي.
يعد الاقتصاد الهولندي الاقتصاد الخامس الأكثر قدرة على المنافسة في العالم. حلّت البلاد في المرتبة السابعة بين الدول الأكثر ابتكارًا في العالم وفق مؤشر الابتكار العالمي عام 2023 مقارنة بالمرتبة الثانية في عام 2018، وتراجعت للمركز الثامن في مؤشر عام 2024.

### المصانع
تعمل مصانع الحديد الصلب على قناة بحر الشمال بالقرب من أمستردام معتمدة على خام الحديد المستورد. وتقع أحواض بناء السفن والغواصات واليخوت في المناطق المحيطة بروتردام. أما مدينة آيندهوفن فهي مقر واحدة من أكبر شركات العالم للإلكترونيات، فيليبس، وتنتج مصانعها هناك آلات وأدوات إلكترونية كالأجهزة المنزلية وأجهزة المذياع والتلفاز والأقراص المدمجة والتي هي من اختراع الشركة ، بينما تشمل المنتجات الصناعية الهولندية الأخرى الكبيرة سيارات الركوب ومركبات النقل والطائرات التجارية الصغيرة والآلات الصناعية.

### الصناعات الرئيسية
ومن الصناعات الرئيسية أيضاً الأغذية المصنّعة، وتشمل منتجات الألبان خاصة الزبدة والجبن والحليب المجفف والبيض. وتعد هولندا واحدة من أكبر منتجي الجبن في العالم. كما تشمل المنتجات الغذائية بنجر السكر والشوكولاتة واللحم المعلب. وأما الصناعات الكيميائية فتشمل العقاقير والأسمدة والدهانات وأعمال البلاستيك والمطاط الصناعي. وهناك مصانع ضخمة لتكرير النفط بالقرب من روتردام. فيما تقوم صناعة النسيج بإنتاج المنسوجات القطنية والصوفية والألياف الصناعية. واشتهرت هولندا أيضاً بصناعة المجوهرات وتجارة الأحجار الكريمة حيث كانت أمستردام تعدّ ولفترة طويلة مركزاً شهيراً لقطع الماس وصقله.

### الزراعة

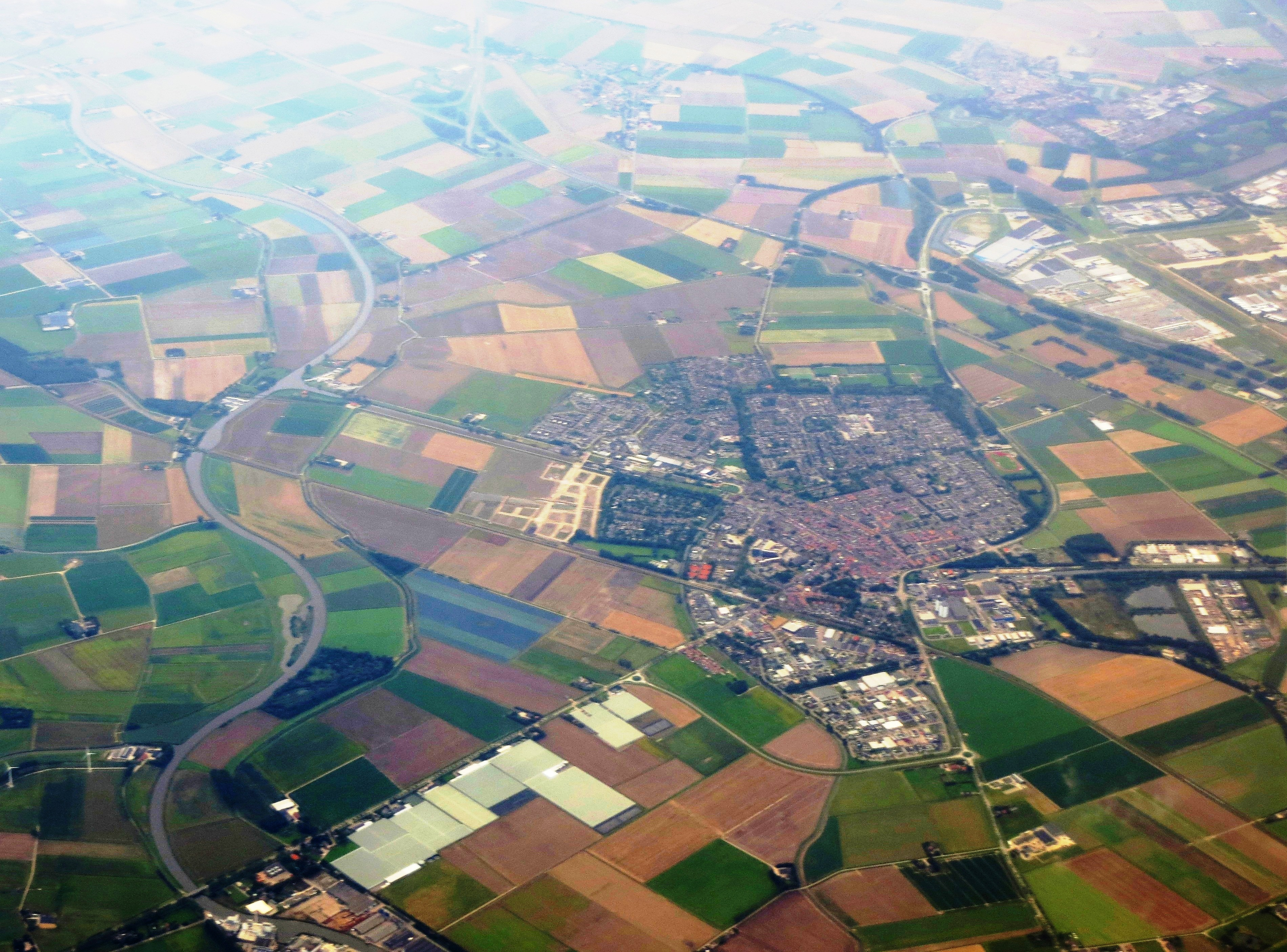
الأراضي الزراعية في هولندا

هولندا بلد زراعي من الطراز الأول، فقد تم استغلال حوالي 70% من أراضيها في الزراعة والرعي إلا أن القوى العاملة في هذا القطاع لا تتعدى نسبة 6% من إجمالي القوى العاملة في البلاد بسبب الاستخدام المكثف للآلات ومزارع البيوت الزجاجية في جميع مراحل الزراعة والحصاد.
ولا يستطيع الهولنديون تبديد أية مساحة من الأرض بسبب ضيق مساحة البلاد نتيجة للكثافة السكانية العالية، ولذلك يقوم الفلاحون بتسميد أراضيهم بشكل مستديم واستخدام الآلات الحديثة.
يبلغ متوسط نسبة مساحة الأراضي المستخدمة للزراعة من المساحة الكلية للبلاد حوالي 28%.
وأهم فروع الزراعة في هولندا هي مزارع منتجات الألبان، ويزرع أغلب السكان المحاصيل التي تستخدم بصفة رئيسية لتغذية الحيوانات. وهناك حوالي 3.75 مليون رأس من الأبقار. كما يربي الفلاحون الهولنديون الخنازير والدواجن والأغنام والماعز.
وتعدّ هولندا الدولة الثانية على مستوى العالم فيما يتعلق بقيمة الصادرات الزراعية وذلك بعد الولايات المتحدة، حيث بلغت قيمة الصادرات 55 مليار دولار سنوياً. ويعتمد جزء كبير من الصادرات الزراعية الهولندية على النباتات الطازجة والزهور وبصيلات الزهور حيث تصدر هولندا منها ثلثي مجموع صادرات العالم.
وتشكل صادرات هولندا من الطماطم ربع صادرات العالم، كما تجري التجارة عبر البلاد في ثلث صادرات العالم من الفليفلة والطماطم والخيار. كذلك تشكل صادرات التفاح المنتج في هولندا خمس صادرات العالم تقريباً.

#### المحاصيل الزراعية
تتمثل أهم المحاصيل في البطاطس (أكثر من 7 ملايين طن)، وبنجر السكر (أكثر من 6 ملايين طن)، والحبوب (2 مليون طن). وتعدّ زراعة الزهور واحدة من أهم تخصصات الزراعة الهولندية، حيث تزرع الزهور في بيوت زجاجية ضخمة تماماً كالخضروات ثم تُصدّر إلى معظم بقاع العالم. وكما تشمل المحاصيل أبصال الزهور، خاصة الزنابق. وتغطي زهور النرجس والتوليب والزنابق منطقة الريف الهولندي بين مدينتي هارلم وليدن في شهري أبريل / نيسان ومايو / أيار من كل عام.

### التعدين
يعدّ حقل غاز خرونينجن واحد من أكبر حقول الغاز الطبيعي في العالم، ويقع بالقرب من بلدية سلوخترن شمال البلاد. وقد حقق استغلال هذا الحقل إيرادات وصلت إلى 159 مليار يورو منذ منتصف سبعينات القرن العشرين.
وتقع رواسب الملح بالقرب من هينجيلو، حيث يقوم عمال التعدين بإذابة الملح الخام تحت الأرض ثم يضخون الملح المُذاب إلى السطح لتتم عملية التبخير ومن ثمّ الحصول على منتوج الملح.

### صيد السمك
تأتي حصيلة السمك الهولندي أساساً من المياه الساحلية والخلجان ومن بحر الشمال، ويتم صيد الروبيان (الجمبرى) وأسماك الثعابين والرخويات من المياه الساحلية. وأهم الأنواع هي سمك الرنجة والماكريل، وقد بلغ إنتاج الصيد عام 2006م حوالي 700 ألف طن متري.

### الموارد الطبيعية
تملك هولندا مخزونًا ضخماً من الملح والغاز الطبيعي وبعض النفط. والتربة في منطقة الأراضي المجففة خصبة جداً. وتغطي الغابات ومعظمها تسوده أشجار الزان والبلوط والصنوبر حوالي 8% فقط من الأراضي، وتتدفق عبر هولندا أنهار كثيرة في طريقها نحو البحر ولكن الأراضي فيها مستوية إلى درجة التي لا تتدفق معها الأنهار بقوة كافية لتوليد الطاقة الكهربائية المائية، ولذلك يتم إنتاج الكهرباء بشكل رئيسي بوساطة محطات توليد القوى الكهربائية الهيدرولوكية التي تستخدم المحروقات، وكذلك الحال بالنسبة لمحطات توليد الطاقة النووية. أما الأنهار فتوفر للبلاد النقل الرخيص التكلفة من خلال شبكة مترابطة من القنوات المائية.

### النقل والمواصلات

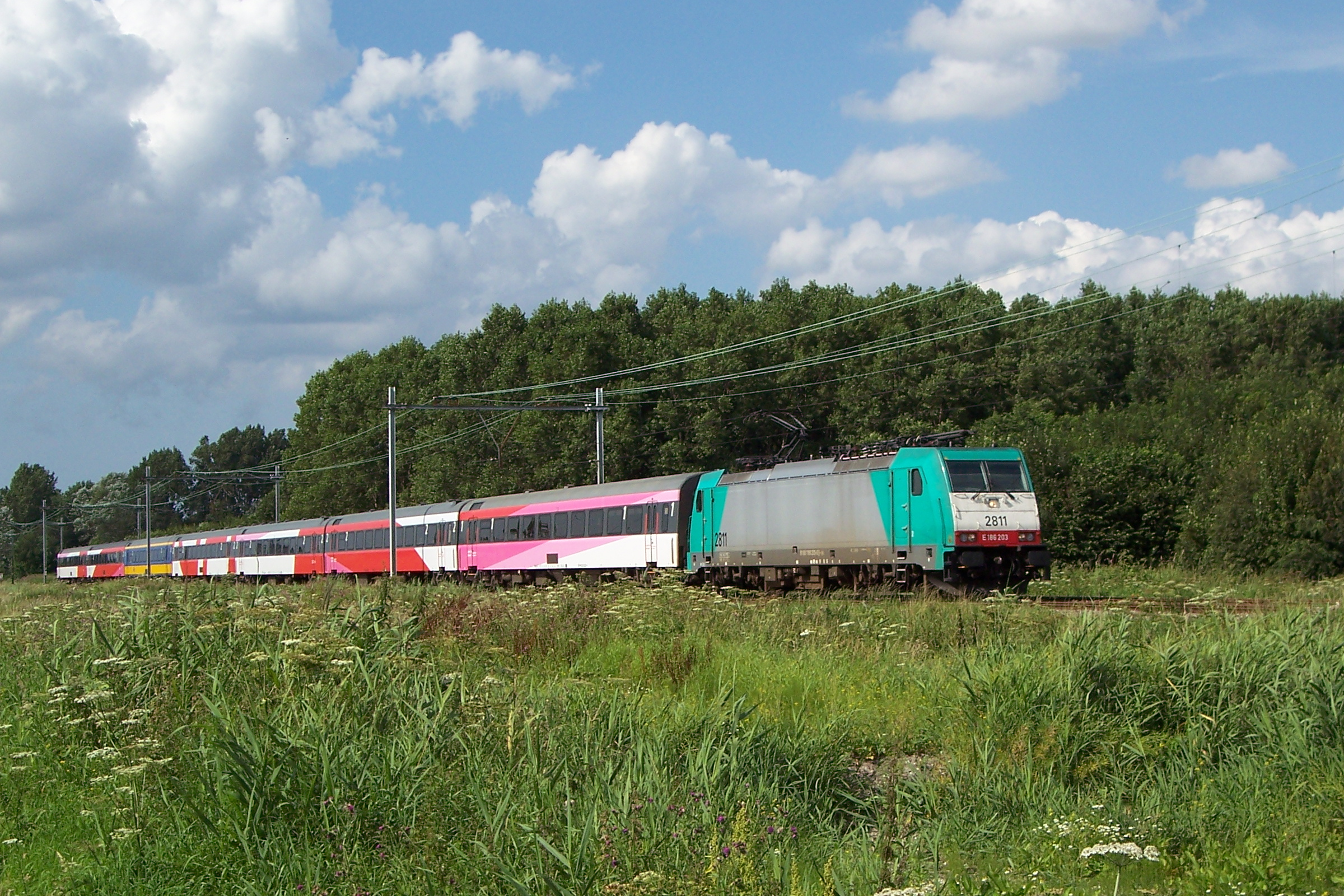
قطار ما بين المدن أمستردام وبروكسل تم إلغاؤه لصالح قطار فيرا فائق السرعة ولكن أعيد إستخدامه بين لاهاي وبروكسل

يوجد بمدينة روتردام أكبر ميناء أوروبي ويشكل بوابة غرب أوروبا، مع نهري الميز والراين واللذان بدورهما يشكلان وسيلة وصول ممتازة تربط الميناء بالمدن الواقعة على طول ضفتيهما وحتي المناطق النائية تجاه المنبع وصولاً إلى بازل بسويسرا ومدن فرنسا وبلداتها الداخلية أيضاً. وميناء روتردام من أكثر الموانئ ازدحاماً بالنشاط، بل هو واحد من أكثرها ازدحاماً في العالم. حيث تُستخدم في نقل صادرات وواردات كثير من دول أوروبا عن طريق نهر الراين الذي يُعد أكثر الممرات المائية الداخلية ازدحاماً في أوروبا، أما أمستردام وبها ثاني أكبر ميناء في هولندا فتربطها ببحر الشمال قناة بحر الشمال وهي واحدة من أعمق القنوات في العالم وأعرضها، إذ تبلغ 15 متر عمقاً و160 متر عرضاً. وفي عام 2006م كان ميناء روتردام سابع أكبر ميناء حاويات في العالم، بمقياس الوحدة المكافئة لعشرين قدماً. تم التعامل فيه مع حوالي 44050000 طن متري. ويتركز نشاطه على الصناعات البتروكيمياوية، ومناولة البضائع العامة وإعادة الشحن بما فيه الشحن العابر. كما يستخدم كنقطة نقل مهمة للمواد السائبة لأوروبا وعبر البحار. ويتم نقل البضائع من الميناء إما بحراً بالسفن، أو عن طريق النقل النهري وبالصنادل النهرية، أو براً بقطارات السكك الحديدية أو عبر طرق السيارات. وفي عام 2007م انتهى العمل من تشييد خط السكك الحديدية الجديد بيتواروته (بالهولندية Betuweroute) لنقل البضائع بين روتردام وألمانيا بالقطار السريع.
وكجزء من إلتزامها بالإستدامة البيئية بدأت الحكومة الهولندية خطة لتشييد أكثر من 200 محطة إعادة شحن محركات المركبات الكهربائية عبر البلاد تنتهي عام 2015، وستقوم بالخطوات التمهيدية لإقامة شبكة من محطات الشحن الكهربائي كل من شركة آ بي بي (Abb)، والشركة الهولندية فاستنيد (FastnedK). وتهدف الخطة تشييد محطة شحن كهربائي واحدة بعد مسافة كل 50 كيلومتر.
وتمتلك هولندا شبكة ضخمة من الأنهار والقنوات الصالحة للملاحة. وتُعدّ الأنهار الرئيسية وكثير من القنوات بمثابة ممرات مائية مهمة تستخدمها أيضاَ السفن المحيطية. وتحمل المراكب ذات المحركات التي تبحر عبر هذه في الممرات المائية الداخلية أكثر من نصف إجمالي البضائع في البلاد، كما تملك هولندا شبكة ممتازة من الطرق الممهدة. ولدى كل عائلة هولندية تقريباً سيارة. وتقدم السكك الحديدية المملوكة للدولة خدمات تتميز بالسرعة والانتظام.
ويستخدم معظم الهولنديين الدراجات الهوائية في تنقلاتهم داخل المدن وإلى الضواحي القريبة منها. ويوازي عدد الدراجات الهوائية العدد الكلي لسكان البلاد تقريباً. وتخصص للدراجات ممرات مُنفصلة خاصة بها في جميع الأنحاء، كما تتواجد بكثرة الدراجات الهوائية ذات المحركات، ويطلق عليها في هولندا اسم (برومفيتس) (بالهولندية Bromfiets) إلى جانب عدد مقدر من الدراجات النارية.
مطار سخيبهول أمستردام (Schiphol Amsterdam) - الواقع جنوب غرب العاصمة أمستردام - هو المطار الدولي الرئيسي بهولندا، وهو خامس أكثر المطارات الأوروبية إزدحاماً، من حيث عدد المسافرين، بحيث تقلع منه أو تهبط عليه طائرة بمعدل كل دقيقة. وهو أيضاً مقر شركة الخطوط الجوية الملكية الهولندية (بالهولندية koninkrijk Luchtmaatschappij, KLM) أنشيء عام 1919م. وتُعدّ هذه الشركة، وهي الناقل الوطني الهولندي الرسمي، من أقدم خطوط الطيران العاملة في العالم، وما زالت تعمل حتى اليوم.

## السياحة

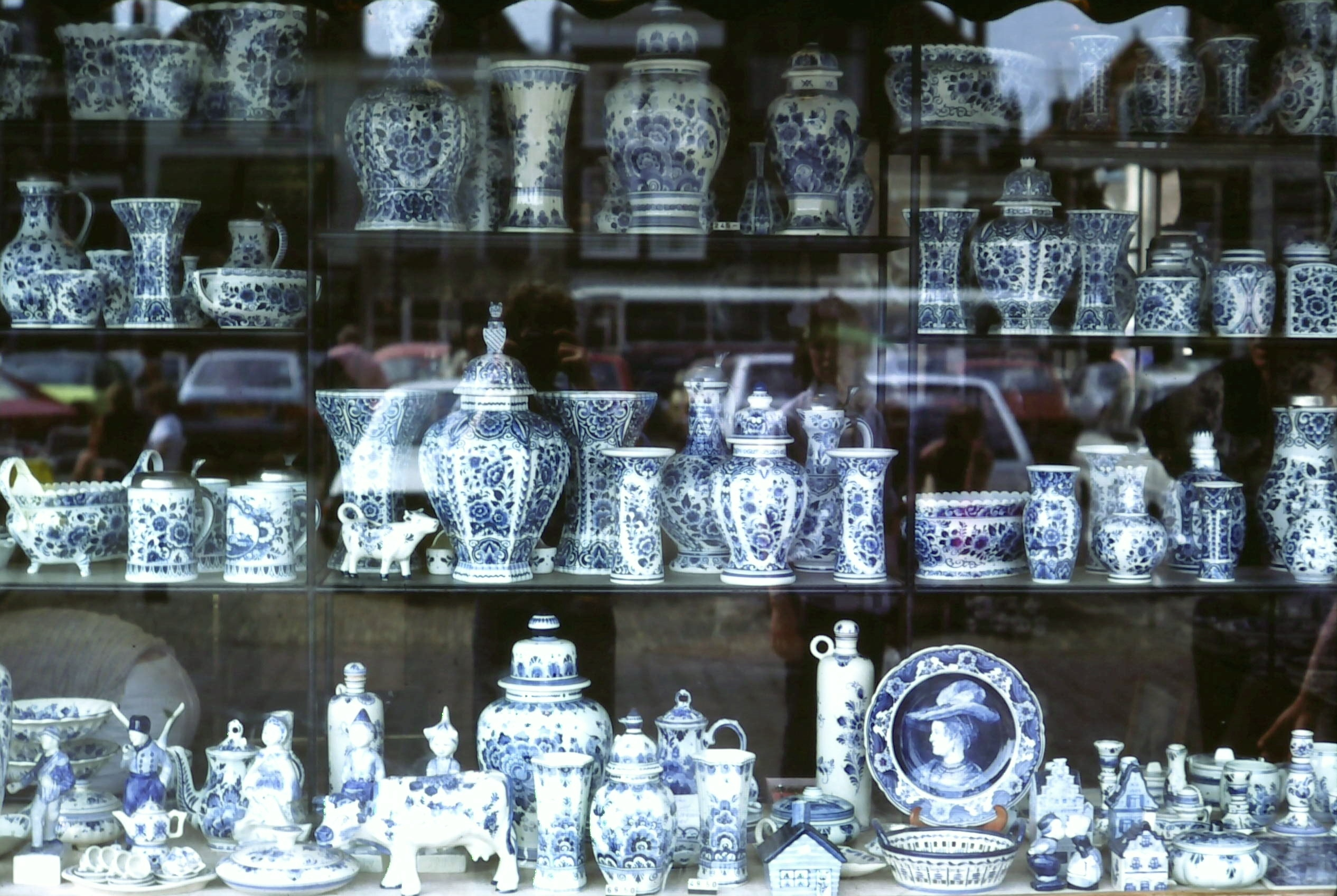
الخزف الدلفي

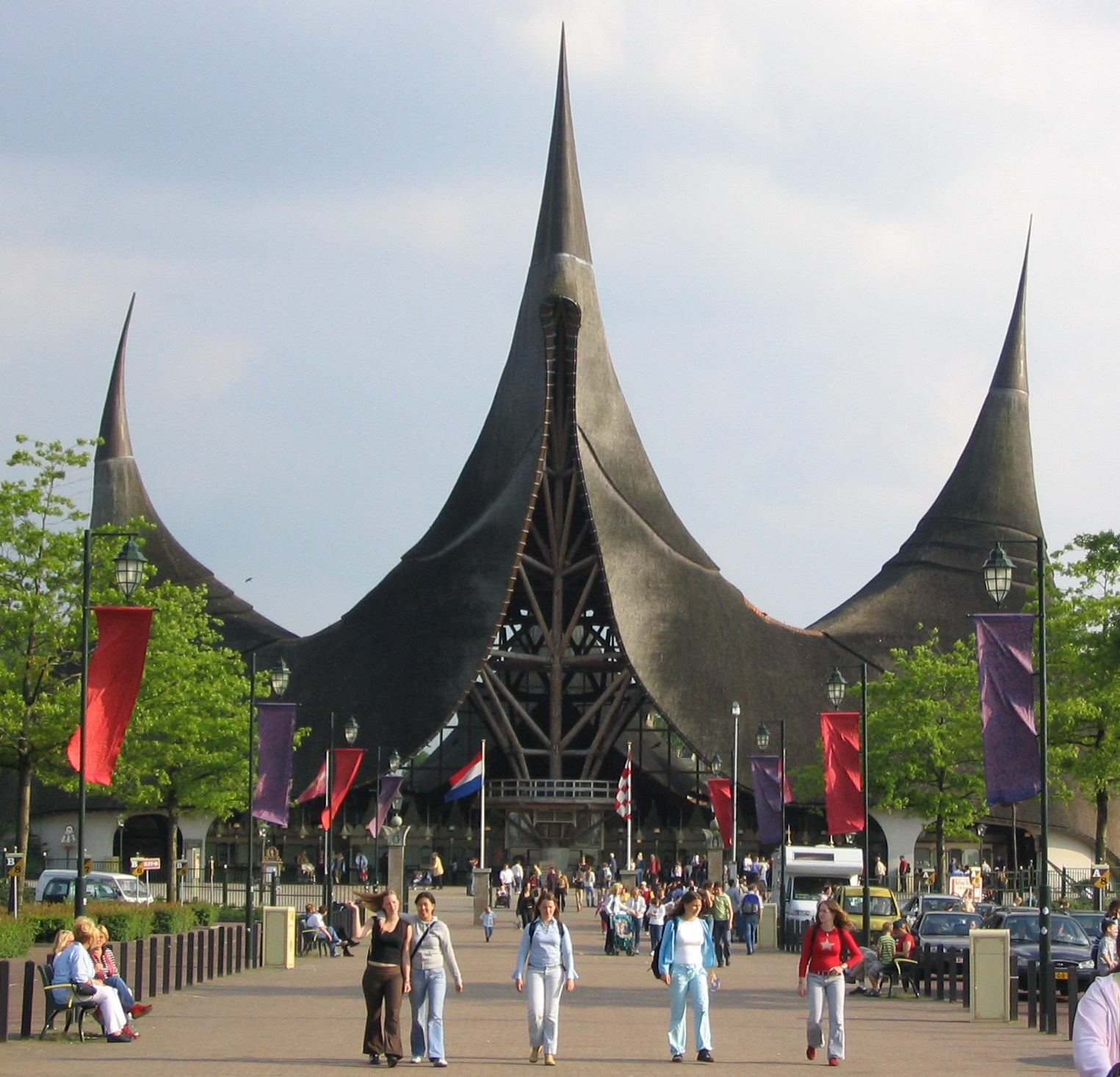
منتزه ايفتلينج

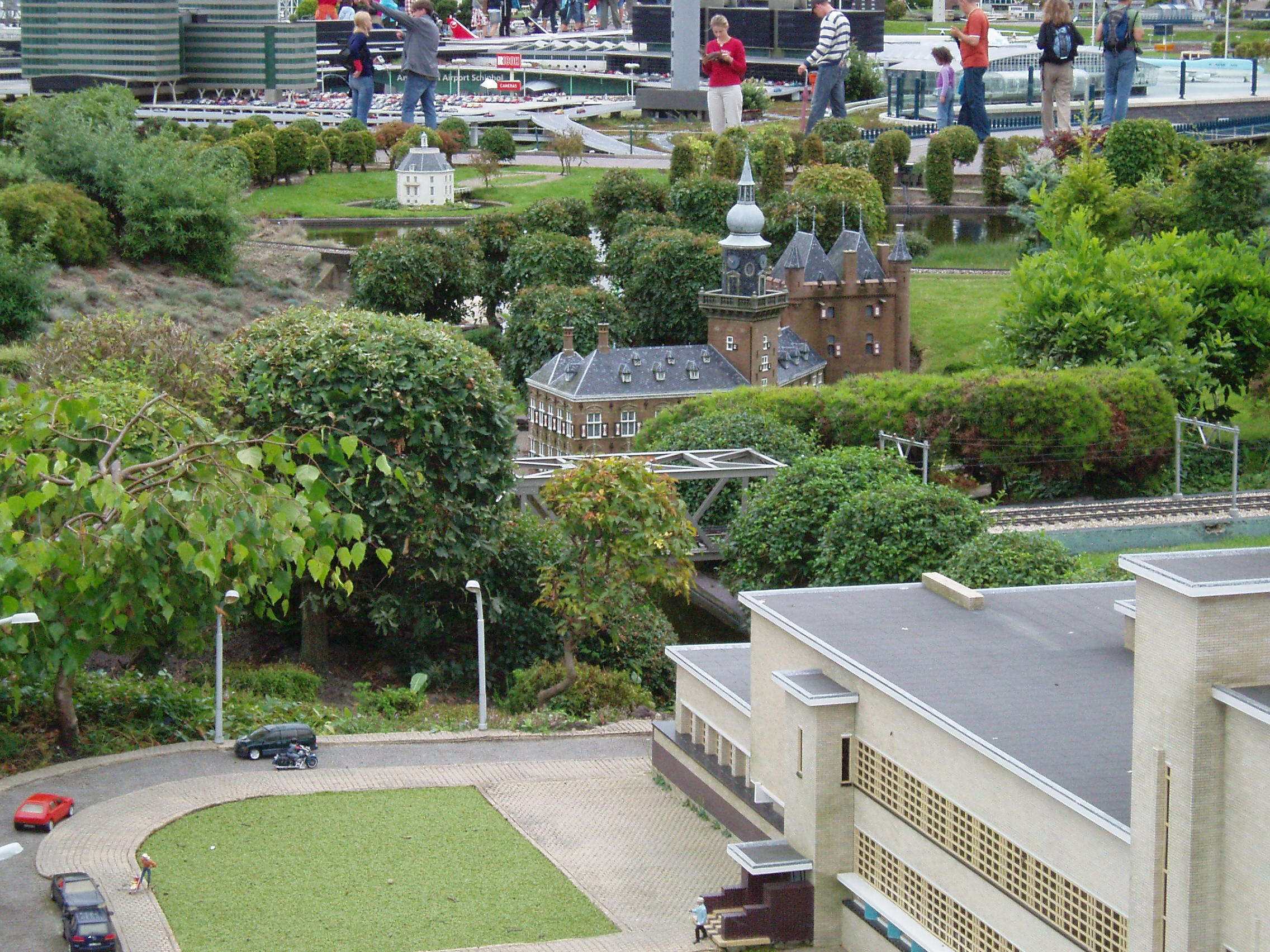
مدينة مادورودام المصغرة في لاهاي

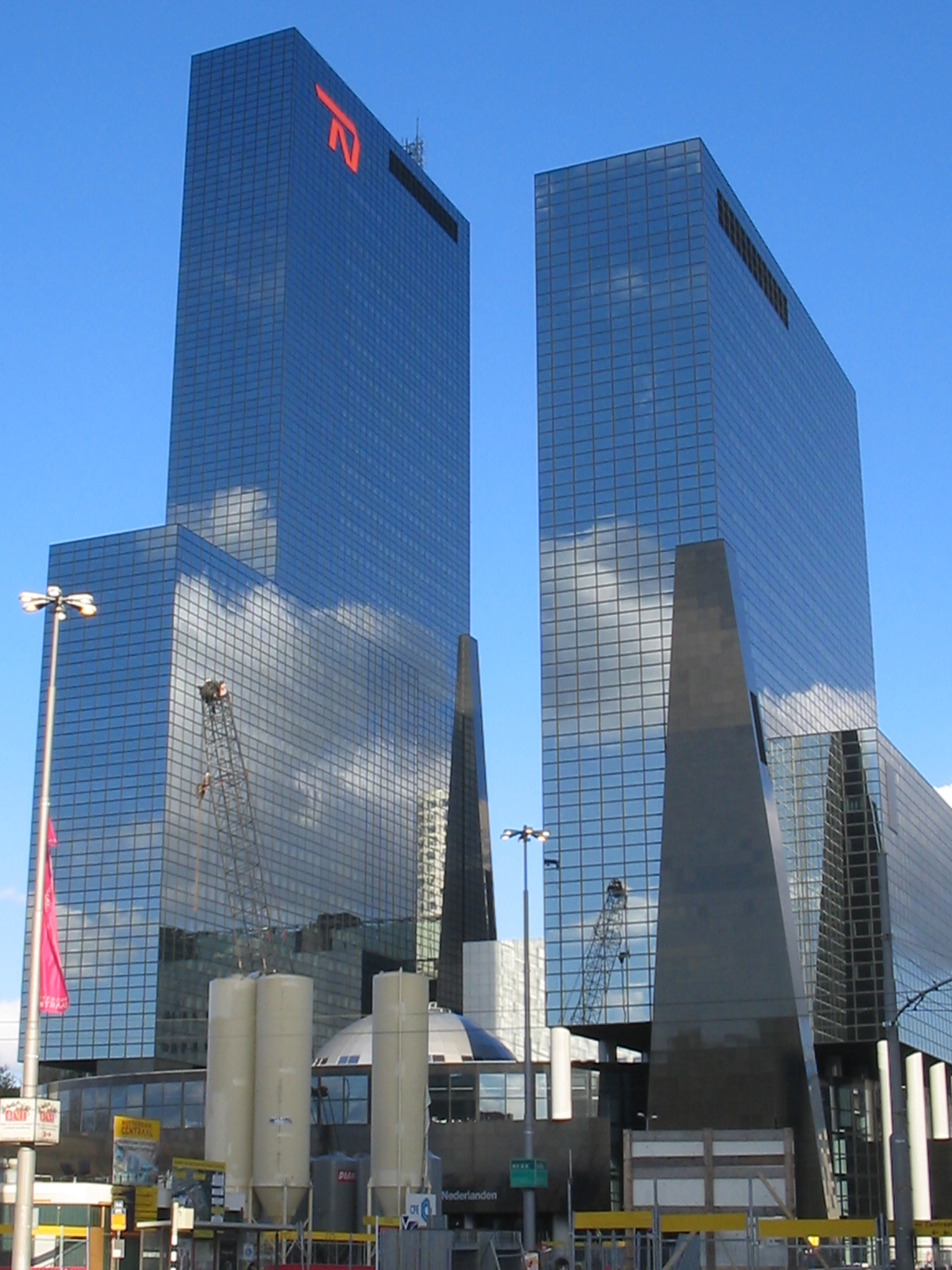
روتردام مدينة العمارة الحديثة

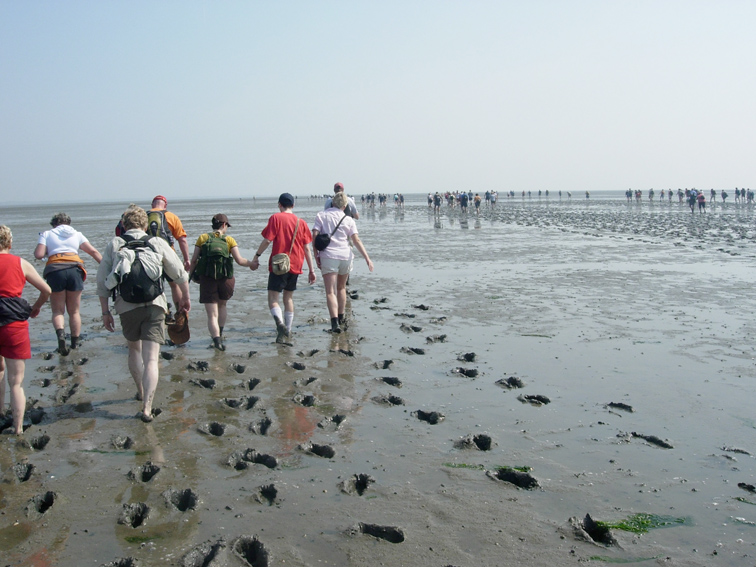
السير على الأقدام فوق السطح الطيني لبحر وادن

يزور هولندا سنويا نحو 10 إلى 11 مليوناً من السياح الأجانب. ومن أهم ما يقصده هؤلاء السياح هو المعالم التاريخية، والعمرانية (أعمال الدلتا) والمناظر الطبيعية وأماكن الترفيه ومواقع تنظيم الفعاليات والمهرجانات.
وتعدّ المدن الهولندية وجهات سياحية رئيسية، خصوصاً العاصمة أمستردام التي تحظى بشعبية كبيرة بين السياح الأجانب وذلك بفضل ما تزخر به من معالم سياحية كالقنوات المائية والمتاحف (متحف بيت آن فرانك، ومتحف الشمع أمستردام، ومتحف الدولة الذي يحتوى على عدد من أعمال كبار الرسامين الهولنديين) والمقاهي التي تبيع المواد العشبية المخدرة المسموح بها خاصة في منطقة دي فالين الحمراء.
و كانت أمستردام في عام 2007 م، الوجهة السياحية الأكثر استقطاباً للسياح في هولندا والرابعة في أوروبا، والسابعة على نطاق العالم. فقد بلغ عدد زوارها في تلك السنة قرابة الخمسة ملايين سائح.
ومن المدن الرئيسية الأخرى التي لها سمات سياحية خاصة بها، مدينة روتردام التي تشتهر بتنوع معالمها المعمارية الحديثة ومينائها الدولي، ثم مدينة لاهاي حيث مقار المنظمات الدولية مثل قصر السلام مقر محكمة العدل الدولية وقاعة الفرسان التاريخية، ومنتزه مادورودام (Madurodam) لنماذج المعالم المصغرة، ومنتجع سخيفينينجن (Scheveningen) على شاطيء بحر الشمال. وهناك مدينة أوتريخت حيث برج الكاتدرائية الكبير ومدينة خاودا وفيها مزاد الجبن، ومدينة دلفت المشهورة بصناعة الخزف والصيني المعروف باسمها، « خزف دلفت الأزرق» إلى جانب مدن أخرى متوسطة وصغيرة مثل خرونينجين، وبريدا، وإس-هيرتوخين بوس ('s-Hertogenbosch) المعروفة اختصاراً وتسهيلاً باسم «دن بوش»، وليوفاردن عاصمة مقاطعة فريزلاند، وماستريخت ولايدن، وفوليندام، وكلها غنية بالتراث التاريخي والثقافي والطبيعة.
كما تشتهر هولندا بمنتزهات الترفيه للصغار والكبار مثل منتزه ايفتلينج (Efteling)، ومنتزه داونريل (Duinrell)، وحدائق الحيوان الكبيرة مثل حديقة حيوان بايدروب (Blijdorp)
. وثمة معالم طبيعة نادرة مثل منطقة بحر وادن الطيني التي أدرجتها منظمة الأمم المتحدة للتربية والعلوم والثقافة، اليونسكو، في لائحة التراث العالمي وهو بحيرة راكدة ضحلة المياه تتكون من الصلصال وبقايا الأصداف يتم خوض مياهها الطينية اللزجة في رحلات قصيرة سيراً على الأقدام.
ويتم في هولندا تنظيم الكثير من الفعاليات السياحية والمهرجات ذات الطبيعة الدولية مثل مهرجان بحر الشمال لموسيقى الجاز في لاهاي وموسم كوكيهوف السياحي للزهور والقريب من مدينة امستردام.
ومارثون روتردام، 
ومسابقة التزلج عبر المدن الاثنتي عشر الشتوي
التي يعود تاريخها إلى سنة 1676م، 
ومهرجان مسيرة الأربعة أيام سيراً على الأقدام في نايميخن ومحيطها من القرى والبلدات الصغيرة والتي يشارك فيها حوالي 40 ألف شخص سنوياً من مختلف بقاع العالم.

## التركيبة السكانية

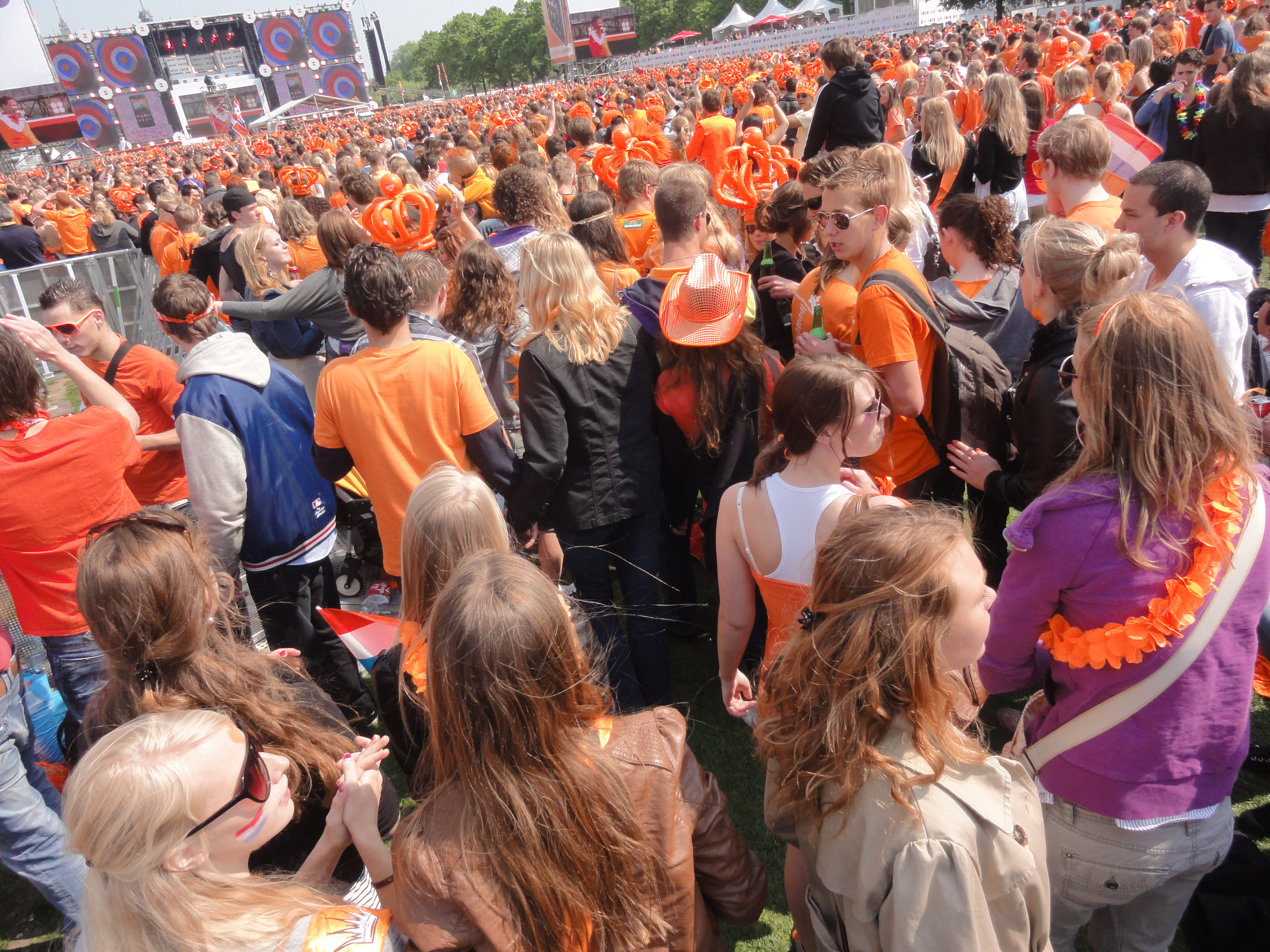
جماهير هولندية تتشح باللون البرتقالي- رمز مملكة هولندا (إمارة أوراني) - أثناء الاحتفال بيوم الملكة في أمستردام.

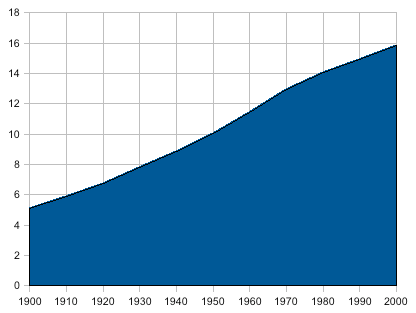
سكان هولندا منذ 1900م وحتى 2000م

يقدر تعداد هولندا السكاني بحوالي 16,785,403 مليون نسمة حسب تقديرات 30 أبريل/ نيسان 2013. وهي بذلك تعدّ واحدة من أكثر عشرة بلدان اكتظاظاً بالسكان في أوروبا، والدولة رقم 63 في قائمة الدول الأكثر عدداً من ناحية التعداد السكاني في العالم. وقد تضاعف عدد سكانها بين عامي 1900م و1950م من 5.1 إلى 10.0 مليون نسمة تقريباً، وفي الفترة ما بين عام 1950م وعام 2000م ازداد العدد بأكثر من 10.0 إلى 15.9 مليون شخص، ومع ذلك فإن معدل النمو السكاني هذا يعدّ أقل نسبة مما كان عليه في الخمسين سنة الماضية. فمعدل النمو المقدر عام 2013م سجل نسبة 0.44 %.
ويبلغ معدل الخصوبة في هولندا 1.78 طفل لكل امرأة (تقديرات 2013)، وهي نسبة تعد مرتفعة مقارنةً بالعديد من الدول الأوروبية الأخرى لكنها أقل من معدل 2.1 طفل لكل امرأة المطلوب للاستبدال الطبيعي للسكان. ومتوسط العمر المتوقع وسط السكان مرتفع في هولندا، وهو 83.21 سنة للفتيات حديثات الولادة، و78.93 للذكور (). وتبلغ نسبة الهجرة في البلاد 1.99 % لكل 1,000 نسمة سنوياً.
ويشكل الهولنديون الأغلبية العظمى من سكان هولندا، وحسب تقديرات عام 2005 فإن 80.9 % من السكان هم هولنديون منحدرون من السكان الأصليين و2.4% أندونيسيين، و2.4% ألمان، و2.2% أتراك، و2.0% سوريناميين، و1.9% المغرب، و0.8% من جزر الأنتيل الهولندية ومن أروبا، و7.4% آخرون. ويعدّ الهولنديون من الشعوب الأطول قامة في العالم حيث يبلغ متوسط الطول 1.81 متر للذكور و1.67 متراً لدى الإناث (تقديرات 2009). والناس في جنوب البلاد أقصر قامة من القاطنين في شمالها بحوالي 2 سنتيمتر.
ويقيم في هولندا العديد من المهاجرين الوافدين إليها، كما تهاجر منها أعداد كبيرة خاصةً من المنحدرين من أصل هولندي متجهين إلى دول أخرى من بينها كندا وأستراليا والبرازيل وجنوب أفريقيا والولايات المتحدة. ووفقاً لتعداد الولايات المتحدة عام 2006 فإن أكثر من 5 ملايين من الأمريكيين يدعون أنهم كلياً أو جزئياً ينتمون إلى أصول هولندية. وهناك ما يقرب من 3 ملايين أفريكان من ذوي الأصول الهولندية يعيشون في جنوب أفريقيا. وفي عام 1940م كان هناك حوالي 290,000 من الأوروبيين والآسيو-أوروبيين يقيمون في إندونيسيا،  ولكن لم يبق منهم فيها إلا القليل منذ حصول البلاد على استقلالها. ووفقاً لليوروستات وفي عام 2010م بلغ عدد الهولنديين المولودين في الخارج حوالي 1.8 مليون شخص، أي ما يعادل 11.1% من مجموع السكان، منهم 1.4 مليون (8.5%) ولدوا خارج الاتحاد الأوروبي، و428,000 (2.6%) ولدوا في دولة أخرى عضو بالاتحاد الأوروبي.
وتعدّ منطقة الراندستاد الواقعة في غرب هولندا أكبر منطقة تجمع سكاني في البلاد، وتضم أكبر أربع مدن هولندية هي: أمستردام في مقاطعة شمال هولندا، وروتردام ولاهاي في مقاطعة جنوب هولندا، وأوترخت في مقاطعة أوترخت. ويبلغ عدد سكان الراندستاد 7 ملايين نسمة، وهي بذلك تعد سادس أكبر منطقة حضرية في أوروبا.
| المدن والبلدات الكبرى في هولندا إحصائيات هولندا | المدن والبلدات الكبرى في هولندا إحصائيات هولندا | المدن والبلدات الكبرى في هولندا إحصائيات هولندا | المدن والبلدات الكبرى في هولندا إحصائيات هولندا | المدن والبلدات الكبرى في هولندا إحصائيات هولندا | المدن والبلدات الكبرى في هولندا إحصائيات هولندا | المدن والبلدات الكبرى في هولندا إحصائيات هولندا | المدن والبلدات الكبرى في هولندا إحصائيات هولندا | المدن والبلدات الكبرى في هولندا إحصائيات هولندا | المدن والبلدات الكبرى في هولندا إحصائيات هولندا |
|                                                 | الترتيب                                         | الاسم                                           | مقاطعات هولندا                                  | السكان                                          | الترتيب                                         | الاسم                                           | مقاطعات هولندا                                  | السكان                                          |                                                 |
| ----------------------------------------------- | ----------------------------------------------- | ----------------------------------------------- | ----------------------------------------------- | ----------------------------------------------- | ----------------------------------------------- | ----------------------------------------------- | ----------------------------------------------- | ----------------------------------------------- | ----------------------------------------------- |
| أمستردام روتردام                                | 1                                               | أمستردام                                        | شمال هولندا                                     | 808,032                                         | 11                                              | إنسخيده                                         | أوفرآيسل                                        | 158,589                                         | لاهاي أوترخت                                    |
| أمستردام روتردام                                | 2                                               | روتردام                                         | جنوب هولندا                                     | 616,042                                         | 12                                              | آبلدورن                                         | خيلدرلند                                        | 157,510                                         | لاهاي أوترخت                                    |
| أمستردام روتردام                                | 3                                               | لاهاي                                           | جنوب هولندا                                     | 508,634                                         | 13                                              | هارلم (هولندا)                                  | شمال هولندا                                     | 154,600                                         | لاهاي أوترخت                                    |
| أمستردام روتردام                                | 4                                               | أوترخت                                          | مقاطعة أوترخت                                   | 326,516                                         | 14                                              | آرنم                                            | خيلدرلند                                        | 150,673                                         | لاهاي أوترخت                                    |
| أمستردام روتردام                                | 5                                               | آيندهوفن                                        | شمال برابنت                                     | 220,836                                         | 15                                              | آمرسفورت                                        | مقاطعة أوترخت                                   | 150,608                                         | لاهاي أوترخت                                    |
| أمستردام روتردام                                | 6                                               | تيلبورخ                                         | شمال برابنت                                     | 209,788                                         | 16                                              | زانستاد                                         | شمال هولندا                                     | 150,510                                         | لاهاي أوترخت                                    |
| أمستردام روتردام                                | 7                                               | خرونينغن                                        | مقاطعة خرونينغن                                 | 198,123                                         | 17                                              | هارلمرمير                                       | شمال هولندا                                     | 144,231                                         | لاهاي أوترخت                                    |
| أمستردام روتردام                                | 8                                               | ألميرا                                          | فليفولند                                        | 195,845                                         | 18                                              | سيرتوخيمبوس                                     | شمال برابنت                                     | 143,590                                         | لاهاي أوترخت                                    |
| أمستردام روتردام                                | 9                                               | بريدا                                           | شمال برابنت                                     | 179,823                                         | 19                                              | زوترمير                                         | جنوب هولندا                                     | 123,522                                         | لاهاي أوترخت                                    |
| أمستردام روتردام                                | 10                                              | نايميخين                                        | خيلدرلند                                        | 167,613                                         | 20                                              | زفوله                                           | أوفرآيسل                                        | 122,878                                         | لاهاي أوترخت                                    |

### اللغة
اللغة الرسمية في هولندا هي اللغة الهولندية (بالهولندية Nederlands) التي تتحدث بها الأغلبية العظمى من السكان. وهناك لغة أخرى رسمية في البلاد هي اللغة الفريزية التي تستخدم في مقاطعة فريزلاند (بالفريزية Fryslân) في شمال البلاد. كما ويتحدث بها في معظم القرى في غرب مقاطعة خرونينجن المجاورة.
وتوجد داخل اللغة الهولندية عدة لهجات ذات أصول ساكسونية (بالهولندية Nedersaksisch) تستخدم كلغة تخاطب في جزء كبير من شمال البلاد وشرقها، مثل اللهجة التفنتية في منطقة تفنته، والدرنتية في مقاطعة درينته، وهما لهجتان معترف بهما من قبل الدولة باعتبارهما من اللغات الإقليمية وفقاً للميثاق الأوروبي للغات الإقليمية ولغات الأقليات، فضلاً عن لهجات أخرى فرانكونية ميز-راينية في جنوب شرق مقاطعة ليمبورخ والمعروفة باسم اللهجة الليمبورخية
أما في أقاليم المملكة الهولندية في أعالي البحار (المستعمرات السابقة) فاللغة الإنجليزية هي اللغة الرسمية في جزيرتي سابا وسينت أوستاتيوس اللتان تتمتعان بوضعية بلدية خاصة في إطار المملكة الهولندية، في حين تعدّ البابيامينتو التي يتحدث بها على نطاق واسع بتلك الجزر هي لغة رسمية في البلدية الخاصة بونير. وقد تم الاعتراف باللغة اليديشية واللغة الرومنية عام 1996 كلغات غير إقليمية.
وهناك تقليد عام متبع في هولندا هو تعليم النشء لغات أجنبية إلى جانب اللغة الهولندية وبالتحديد اللغات: الإنجليزية والفرنسية والألمانية ضمن المنهج الدراسي العام، ولذلك نجد أن حوالي 70% من مجموع السكان لديهم معرفة جيدة باللغة الإنجليزية محادثة، وحوالي 59% باللغة الألمانية و19% باللغة الفرنسية. ويبدأ الأطفال في تلقي دورات اللغة الإنجليزية في مدارس مرحلة الأساس عند بلوغهم سن التاسعة تقريباً. وتعدّ اللغة الإنجليزية مادة تدريس إلزامية في جميع مدارس المرحلة الثانوية.
ويتعيّن في معظم المدارس المتوسطة المهنية الإعدادية (VMBO) دراسة لغة أجنبية أخرى إضافية من اللغات الحديثة وذلك خلال العامين الأولين. وفي المستويات العليا بالمدارس الثانوية (التعليم ما قبل الجامعي والتعليم الثانوي العام العالي) يتم تدريس لغتين إضافيتين من اللغات الأجنبية الحديثة كمادة دراسية إلزامية خلال السنوات الثلاث الأولى. وكان الوضع قبل السنوات الثلاث الماضية هو تدريس لغة أجنبية واحدة كمادة إلزامية في مرحلة التعليم ما قبل الجامعي. اللغات الحديثة التي تدرس في المدارس الهولندية هي اللغة الفرنسية واللغة الألمانية، وإن كان من الممكن للمدارس استبدال واحدة من هذه اللغات الحديثة بلغة أخرى كاللغة التركية والإسبانية والعربية أو الروسية.
بالإضافة إلى ذلك تقوم المدارس في مقاطعة فريزلاند بتدريس اللغة الفريزية وإعداد الامتحانات بها، بينما يتم تدريس اللغتين الأوروبيتين القديمتين اليونانية واللاتينية في المدارس بجميع أنحاء البلاد. وتعد بهما الامتحانات في مرحلة التعليم ما قبل الجامعي.

### الديانة
الإنتماء الديني في هولندا (2014)

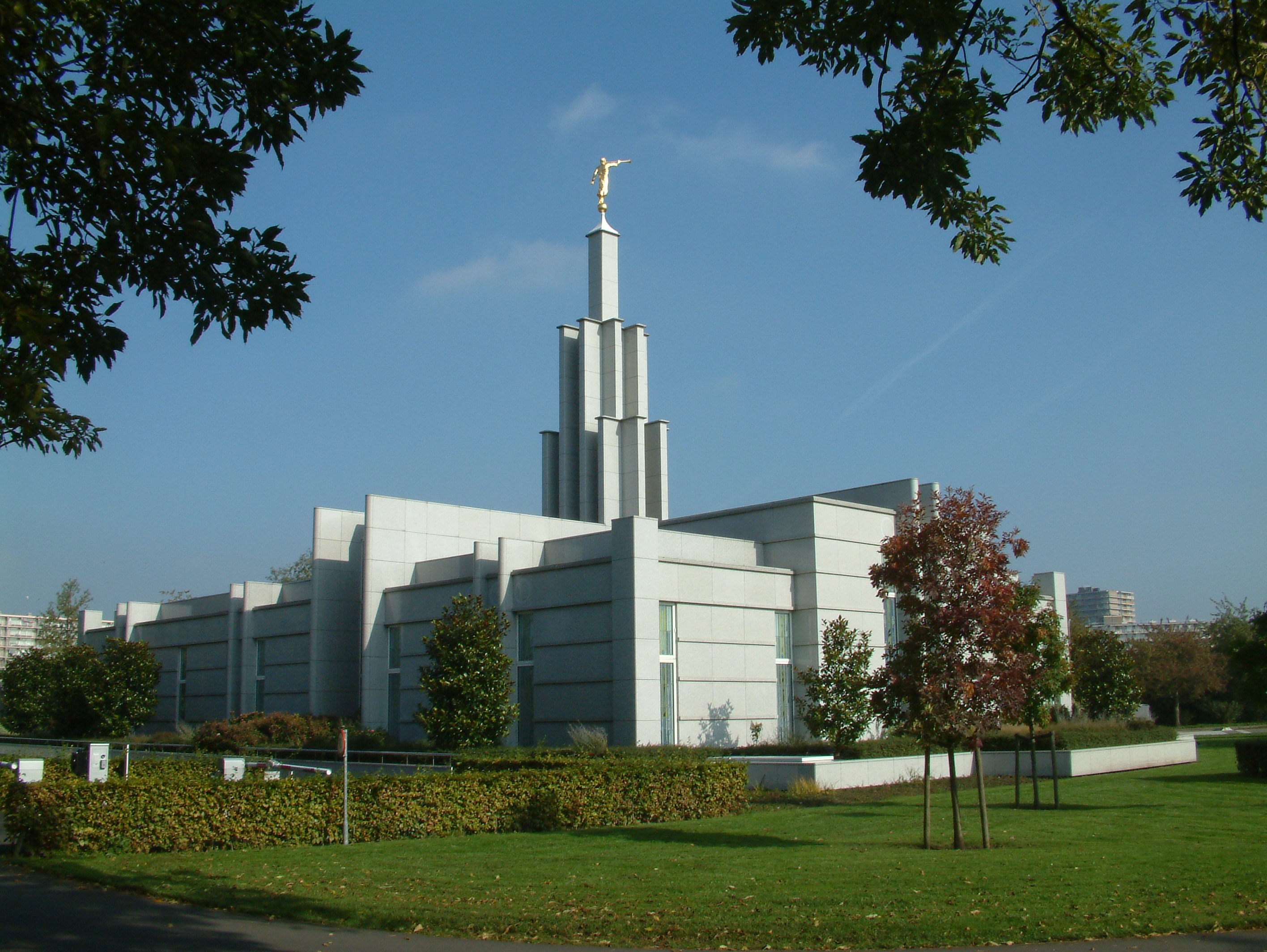
معبد مورموني بلاهاي، هولندا

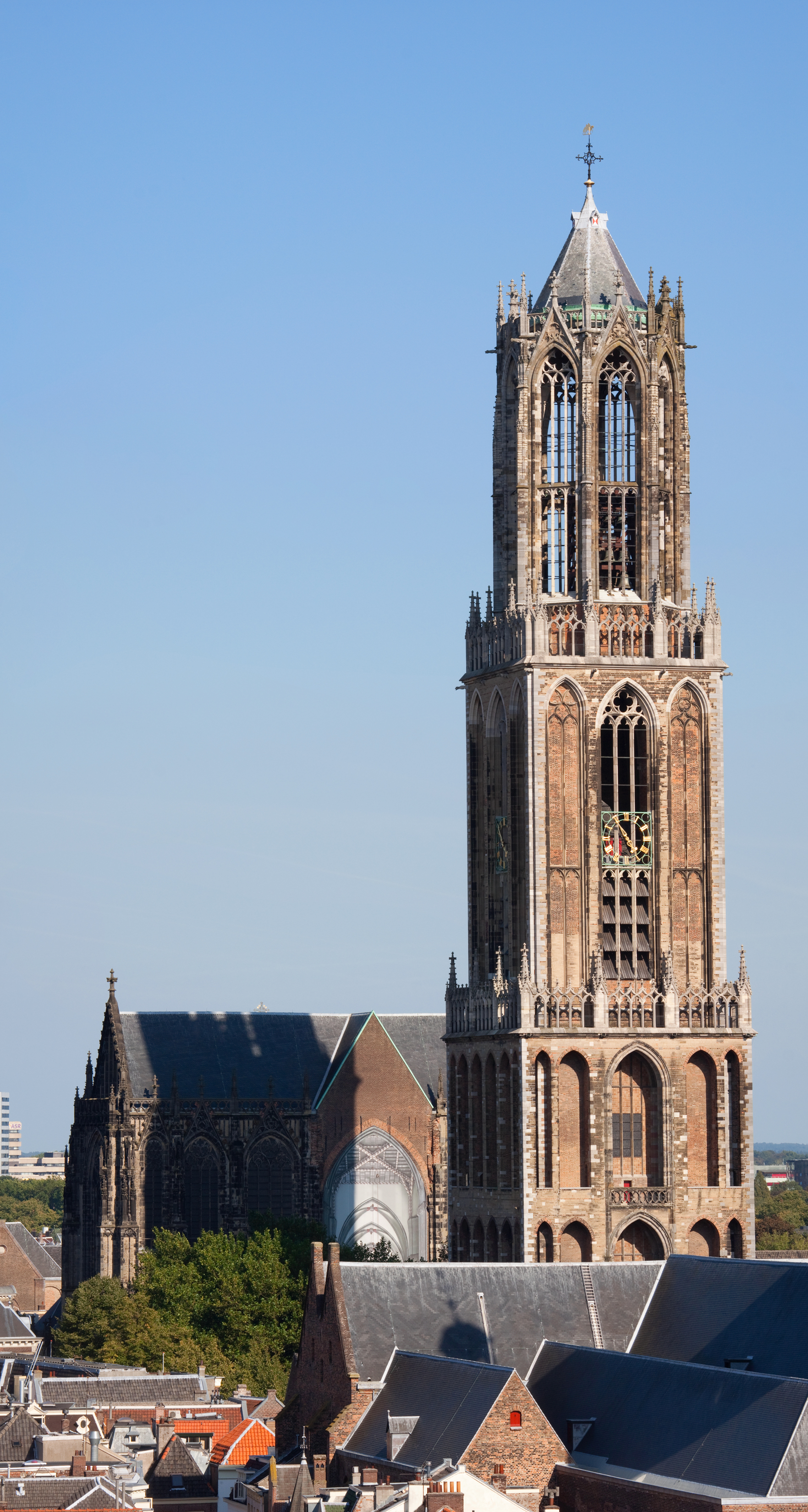
برج كنيسة أوترخت

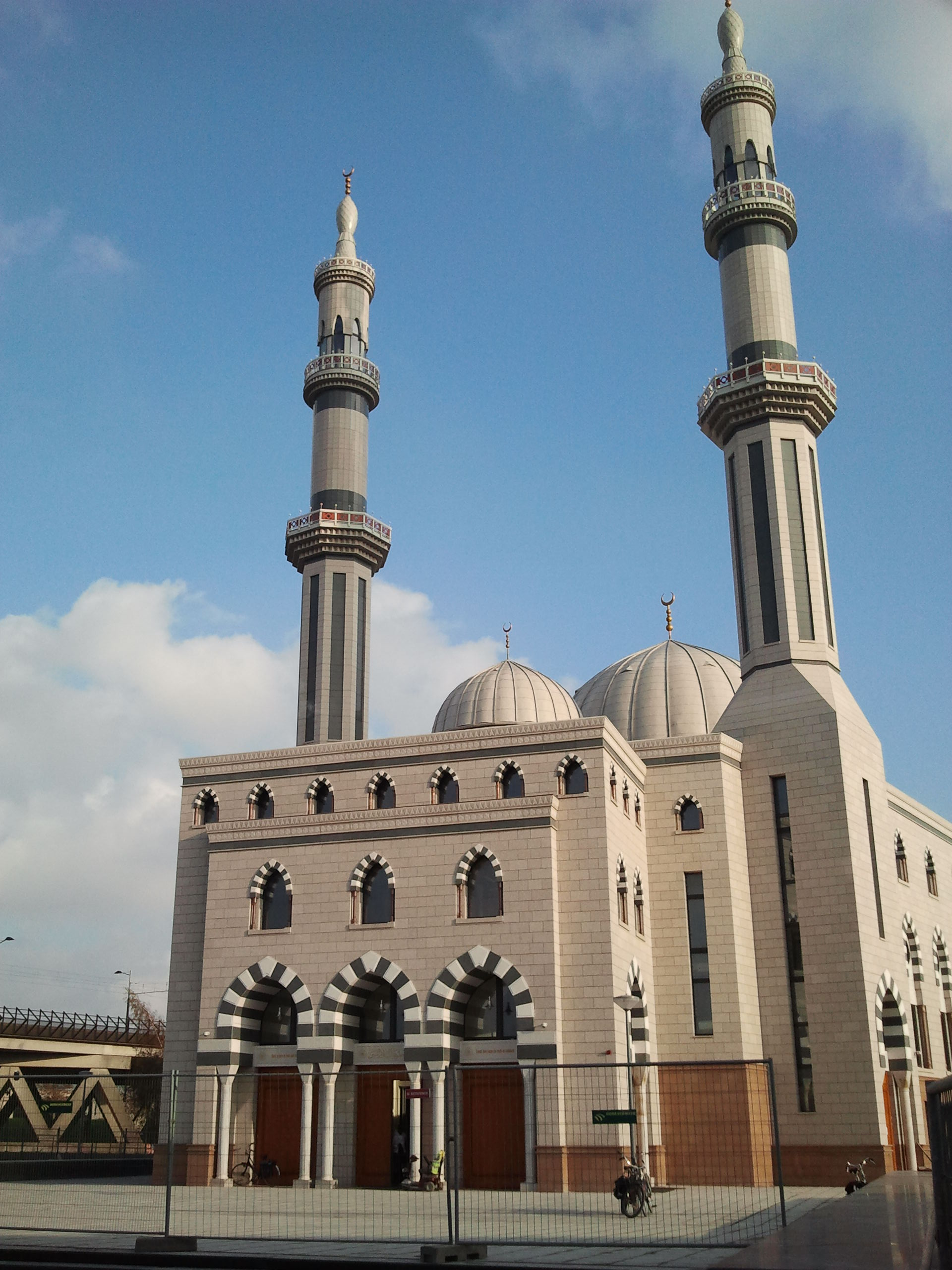
مسجد في روتردام

تعدّ هولندا واحدة من البلدان الأكثر علمانية في أوروبا الغربية، مع أقل من 20% من السكان يزورون الكنيسة بانتظام  وحوالي 5.6% من الكاثوليك يحضرون الصلوات والقداس في الكنيسة بشكل مستمر. ووفقاً لنتائج أحدث استطلاع للرأي أجرته مؤسسة يورو باروميتر في عام 2010م،  فإن حوالي 28% من المواطنين الهولنديين أجابوا على الأسئلة بأنهم «يعتقدون بوجود الإله»، في حين أجاب 39% أنهم «يعتقدون أن هناك نوعاً من الروح أو قوة الحياة»، و30% ذكروا بأنهم «لا يعتقدون بوجود أي نوع من الأرواح، أو الآلهة، أو قوي الحياة».
حالياً، تتراوح نسب اتباع الديانة المسيحية بين 51.2% أي حوالي ثمانية ملايين مسيحي حسب دراسة معهد بيو عام 2011م، وبين 40% حسب دراسة جامعة أمستردام عام 2011م. الكنيسة الرومانية الكاثوليكية هي الديانة الأكثر إنتشاراً في هولندا بحوالي أربعة ملايين من الأتباع المسجلين مما يشكل نسبة 24% من سكان هولندا عام 2011م. تليها الكنيسة البروتستانتية ويتبع تعاليمها حوالي 16% من السكان. وقد تشكلت هذه الكنيسة عام 2004م عن طريق دمج اثنين من الفروع الرئيسية للكنيسة الكالفينية البروتستانتية الهولندية (التي تمثل ما يقرب من 8.5% من السكان)، والكنائس البروتستانتية في هولندا (3.7% من السكان)، والكنائس اللوثرية الأصغر. أما الكنائس البروتستانتية الأخرى سواء كانت كالفينية أرثوذكسية أو ليبرالية فإنها لم تندمج في الكنيسة البروتستانتية الهولندية. وهذه الكنائس مجتمعة تمثل حوالي 6% من السكان. وحسب إحصائية نشرت في عام 1947 م، فإن حوالي 83% من سكان هولندا مسيحيين وحوالي 44.3% من سكان هولندا ينتمون إلى الطوائف البروتستانتية، و38.7% يتبعون الكنيسة الرومانية الكاثوليكية، بينما يعدّ حوالي 17.1% منهم لا دينيون وبالتالي لا ينتمون إلى أية طائفة كنسية أو أي مذهب ديني آخر. ويتركز تواجد البروتستانت خصوصًا في شمال هولندا وبالأخص في منطقة أمستردام ومحيطها، حيث كانت البروتستانتية الكالفينيّة هي الديانة المهيمنَة تاريخيًا في تلك المناطق، وتنتمي العائلة المالكة تقليديًا للكنيسة الكالفينية، في حين يعيش معظم الكاثوليك في المقاطعات الجنوبيّة للبلاد، خصوصاً في مقاطعتي شمال برابنت وليمبورخ، حيث يٌشّكلون أغلبية سكانية هناك.
أما بالنسبة للديانات والمعتقدات الأخرى فقد كان يقطن هولندا في عام 2006م، حوالي 850.000 إسلام (5% من إجمالي سكان هولندا). وما يقدر بنحو 250,000 من البوذيين، ويُلاحَظ أن الأفراد الذين يشعرون بأنهم منجذبون نحو هذه الديانة عادةً ما يكونوا من بين السكان ذوي الأصول الهولندية إلى حد كبير. بالإضافة ذلك هناك حوالي 200,000 هندوسي، ومعظمهم من أصول هندو سورينامية. أما السيخ فإنهم يشكلون أيضاً أقلية دينية أخرى ولا يربو عددهم على 12,000 شخص تقريباً. وعادة ما يتواجدون في مدينة أمستردام وماحولها. وهناك خمسة ينتمون لطائفة غوردوارا السيخية في هولندا. وقد قدرت جمعية محفوظات البيانات الدينية الهولندية (اعتماداً على الموسوعة المسيحية العالمية) عدد البهائيين في هولندا في عام 2005 م، بحوالي 6,400 شخص. وإلى جانب ذلك يتواجد في هولندا اتباع لعدد مقدر من مجموعات الطوائف العرقية الدينية الصغيرة مثل طائفة المجوس الإيرانيين، وأعضاء لبعض الحركات الدينية الجديدة كحركة العصر الجديد الروحانية، وجماعة شهود يهوه، والديانة الإنسانية العلمانية، وكنيسة المورمون التي تأسست على يد جوزيف إسميت المعروف عند أتباعه بالنبي.
وعلى الرغم من أن محرقة الهولوكوست قد أثرت تأثيراً بالغاَ في المجتمع اليهودي بهولندا (حيث قتل حوالي 75% من يهود هولندا البالغ عددهم 140,000 في ذلك الوقت.)، إلا إنه تم التمكن من إعادة بناء حياة يهودية جديدة نابضة بالنشاط والحيوية لحوالي 45,000 من اليهود الذين نجوا من المحرقة والأجيال التي تبعتهم ويقدّر عدد اليهود حالياً في هولندا بحوالي 5000 فرد فقط. قبيل الحرب العالمية الثانية كان حوالي 10% من سكان أمستردام من اليهود.
يكفل الدستور الهولندي حرية التعليم الديني منذ عام 1917، ويتم تمويل المدارس التي تديرها الجماعات الدينية (وخاصة الكاثوليكية والبروتستانتية) من قبل الحكومة، شريطة أن تلتزم المدارس جميعها بمعايير الجودة على نحو في غاية الصرامة.
وقد أسس ثلاثة من الأحزاب السياسية الممثلة في البرلمان الهولندي وهي (الإتحاد المسيحي CU، وحزب النداء الديمقراطي المسيحي CDA، والحزب السياسي الإصلاحي SGP) سياستهم على مبادئ المعتقد المسيحي وتعاليمه بدرجات متفاوتة. وبالرغم من أن هولندا تعد دولة علمانية، إلا أنه وفي بعض المجالس البلدية التي تتمتع فيها الأحزاب المسيحية بالأغلبية، يتم افتتاح الاجتماعات فيها بالصلاة.
وتمنح البلديات عمومًا موظفي الخدمة المدنية يوم عطلة في الأعياد الدينية المسيحية مثل عيد الفصح وعيد الصعود وعيد القيامة وجمعة الآلام وغيرها من المناسبات الدينية المسيحية.

### التعليم

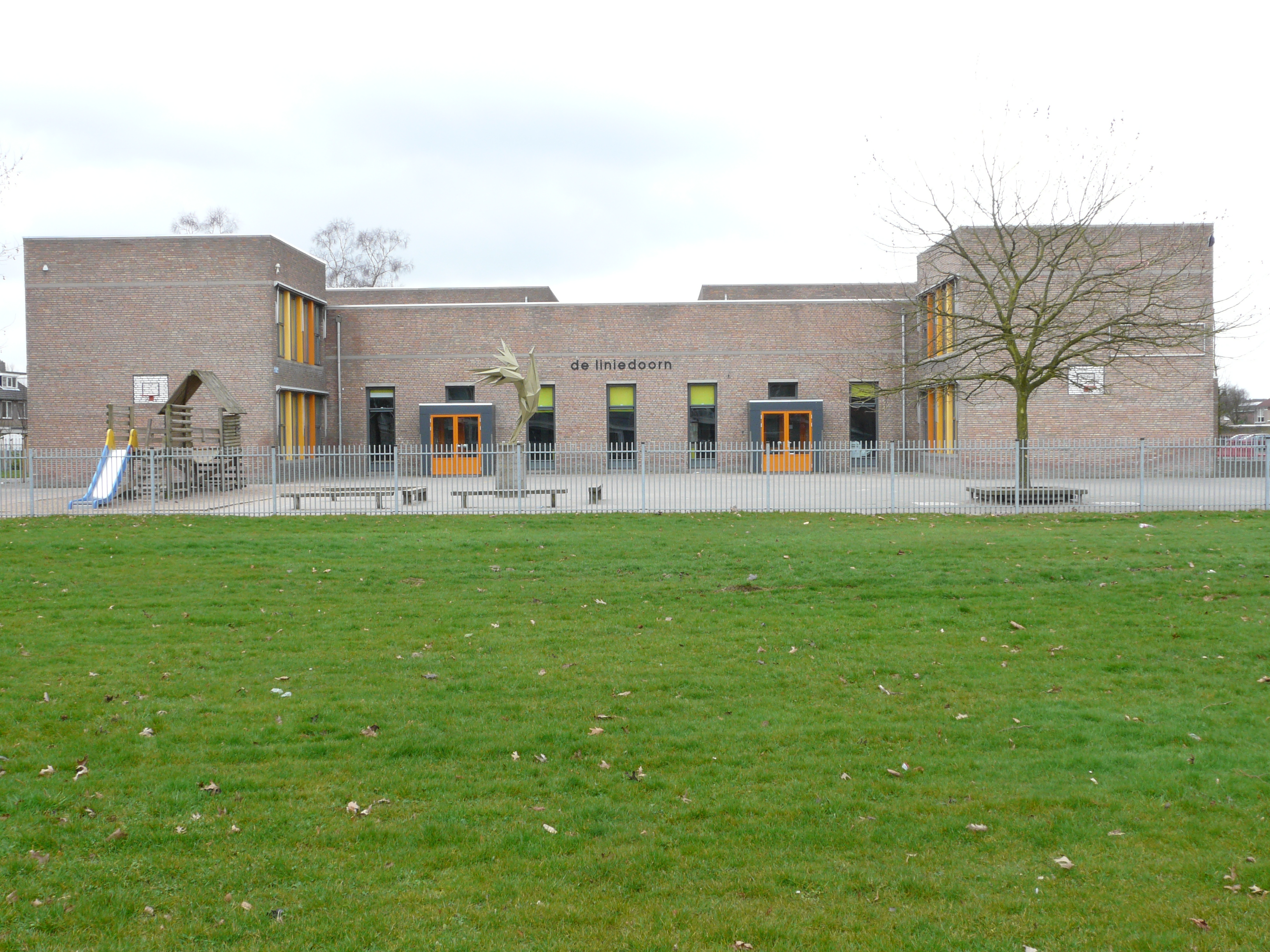
مدرسة ابتدائية

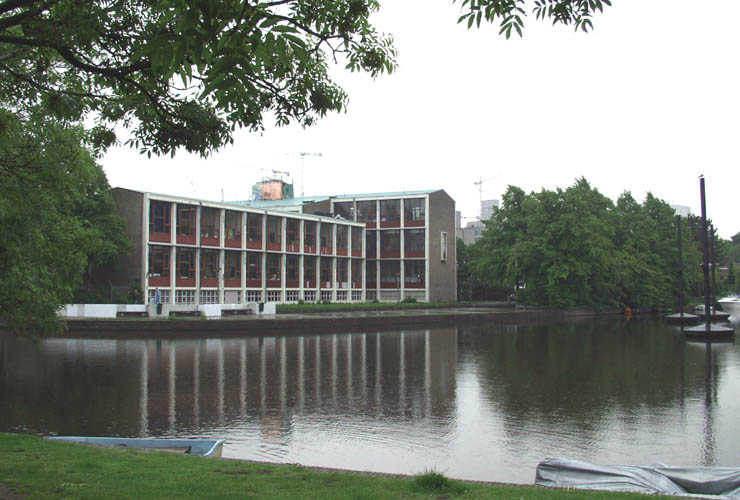
مدرسة ثانوية في أمستردام

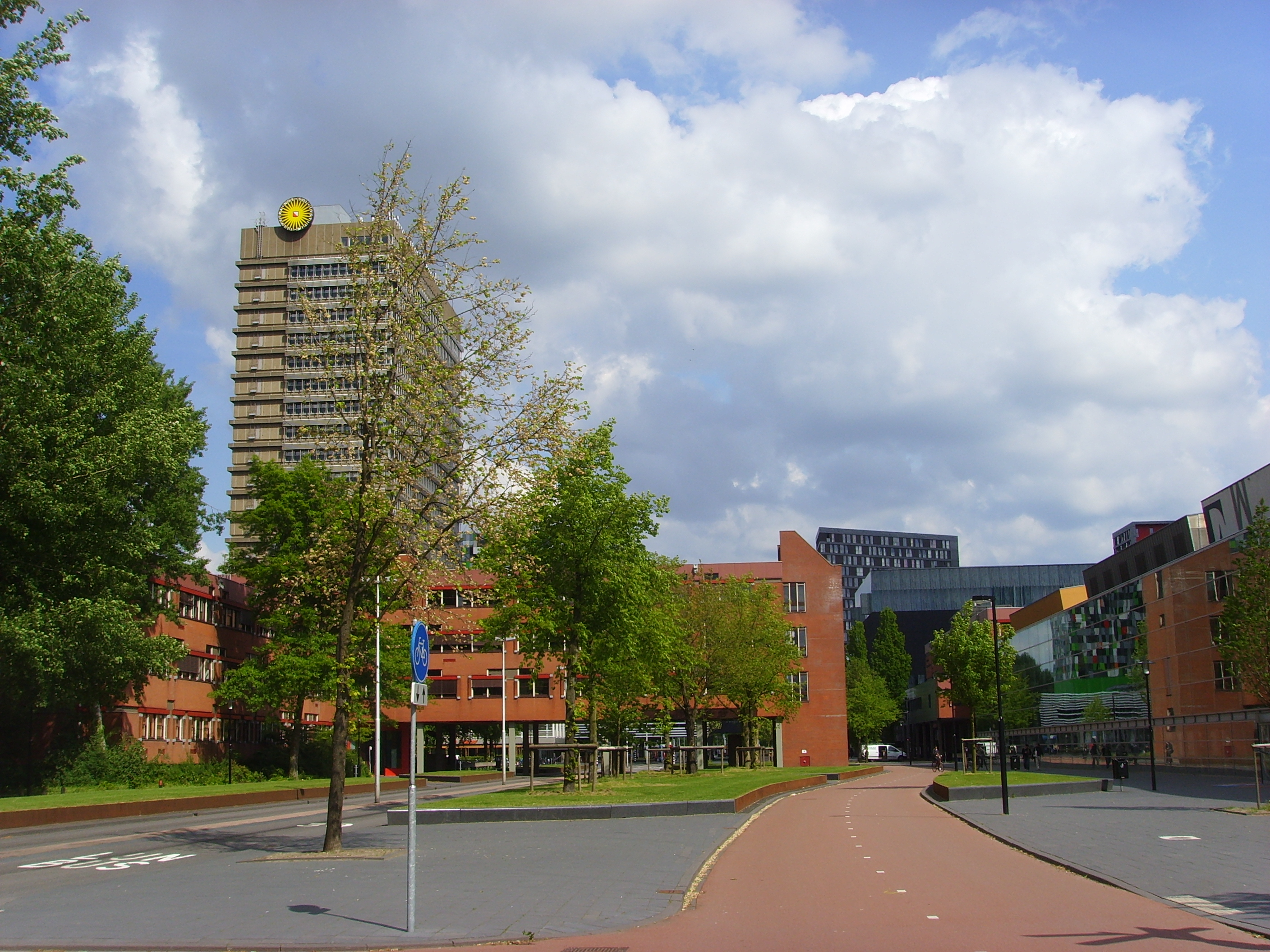
جامعة أوترخت

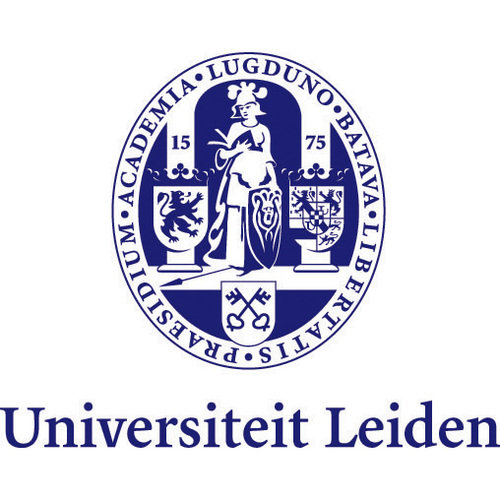
شعارجامعة لايدن، أعرق الجامعات الهولندية

التعليم في هولندا إلزامي بالقانون بالنسبة للأطفال من سن الرابعة وحتى السادسة عشرة، وهو إلزامي بشكل جزئي من سن السادسة عشرة إلى الثامنة عشرة.
وعادةً ما يذهب جميع الأطفال (سن 4-12 عام) في هولندا أولاً إلى المدارس الابتدائية، وتسمى مدارس الأساس، وتتكون من ثمان صفوف دراسية الدراسة في أولها اختيارية تتوقف على نتيجة اختبار قدرات التلميذ أو التلميذة وتوصية معلم الصف الثامن ورأي آباء التلاميذ أو أولياء أمورهم. ويتم اختيار واحد من المساقات الرئيسية الثلاثة بمرحلة التعليم الثانوي (بعد الانتهاء من مساق معين، يستطيع التلميذ أن يستمر عاماً إضافياً من المساق التالي). وتنقسم مراحل التعليم الهولندي إلى الأقسام التالية:
مرحلة ما قبل المدرسة وتتكون من:
- رياض الأطفال وقاعات العناية اليومية بالطفل (Peuterspeelzaal)

مرحلة الأساس وتضم:
- المدارس الابتدائية (Basisonderwijs)
- المدارس الخاصة للأطفال ذوي الاحتياجات الخاصة (Speciaal Onderwijs)

المرحلة الثانوية وتنقسم بدورها إلى التعليم الأدبي والعلمي الأكاديمي والتعليم المهني على النحو التالي:
- التعليم الثانوي العلمي (VWO)
- التعليم الثانوي العالي (HAVO)
- التعليم المهني المتوسط التحضيري (VMBO)
- التعليم المهني المتوسط (MBO)
- التعليم المهني العالي (HBO)
- التعليم التطبيقي (والتركيز فيه على الدراسة العملية أكثر من الدراسة النظرية)(PO)

مرحلة التعليم الأكاديمي العالي وتشمل:
- التعليم الجامعي، الذي يؤهل الطالب للحصول على درجة جامعية
- التعليم فوق الجامعي

## الرعاية الصحية
حافظت هولندا في عام 2014 على مركزها الطليعي ضمن البلدان التي حققت أعلى مستوى في تقارير المؤشر السنوي الأوروبي لاستهلاك الرعاية الصحية (EHCI)، الذي يتضمن تقييماً مقارناً لمختلف أنظمة الرعاية الصحية في أوروبا، مسجلة 898 نقطة من أصل 1000 نقاط هي الحد الأقصى لهذا المؤشر. وكانت هولندا في كافة التقارير التي صدرت منذ عام 2005م ضمن الدول الثلاث الأولى بين 37 دولة أوروبية، وقد أحرزت المرتبة الأولى بلا منازع في 48 مجالاً مثل حقوق المرضى، وتوافر المعلومات، وسهولة الوصول إلى الرعاية الصحية، وكفاءة تدابير الوقاية. كما احتلت المركز الأول في نتائج دراسة مقارنة أجريت في عام 2009 على نظم الرعاية الصحية في كل من الولايات المتحدة واستراليا وكندا وألمانيا ونيوزيلندا وظلت منذ عملية الإصلاح الكبير التي أجريت على الرعاية الصحية الهولندية في عام 2006م، تحرز المزيد من النقاط في كل مؤشر يصدر كل عام للسنة الخامسة على التوالي. ووفقا لسلطة صحة المستهلك (Health Consumer Powerhouse)، فإن لدى هولندا «نظاماً صحياً فوضوياً» لا قيود فيه، بمعنى أن للمرضى قدراً كبيراً من الحرية فيما يتعلق بشراء خدمات التأمين الصحي، ومن حيث اختيار مكان الحصول عليها. ولكن الفرق بين هولندا وغيرها من الدول في هذا المجال هو أن فوضى الرعاية الصحية في هولندا فوضي مقنّنة وتحت سيطرة الشركاء بحيث تُتَخَذ القرارات فيها من خلال حوار بين ممثلي المرضى والعاملين في حقل الرعاية الصحية.

### آليات التأمين الصحي

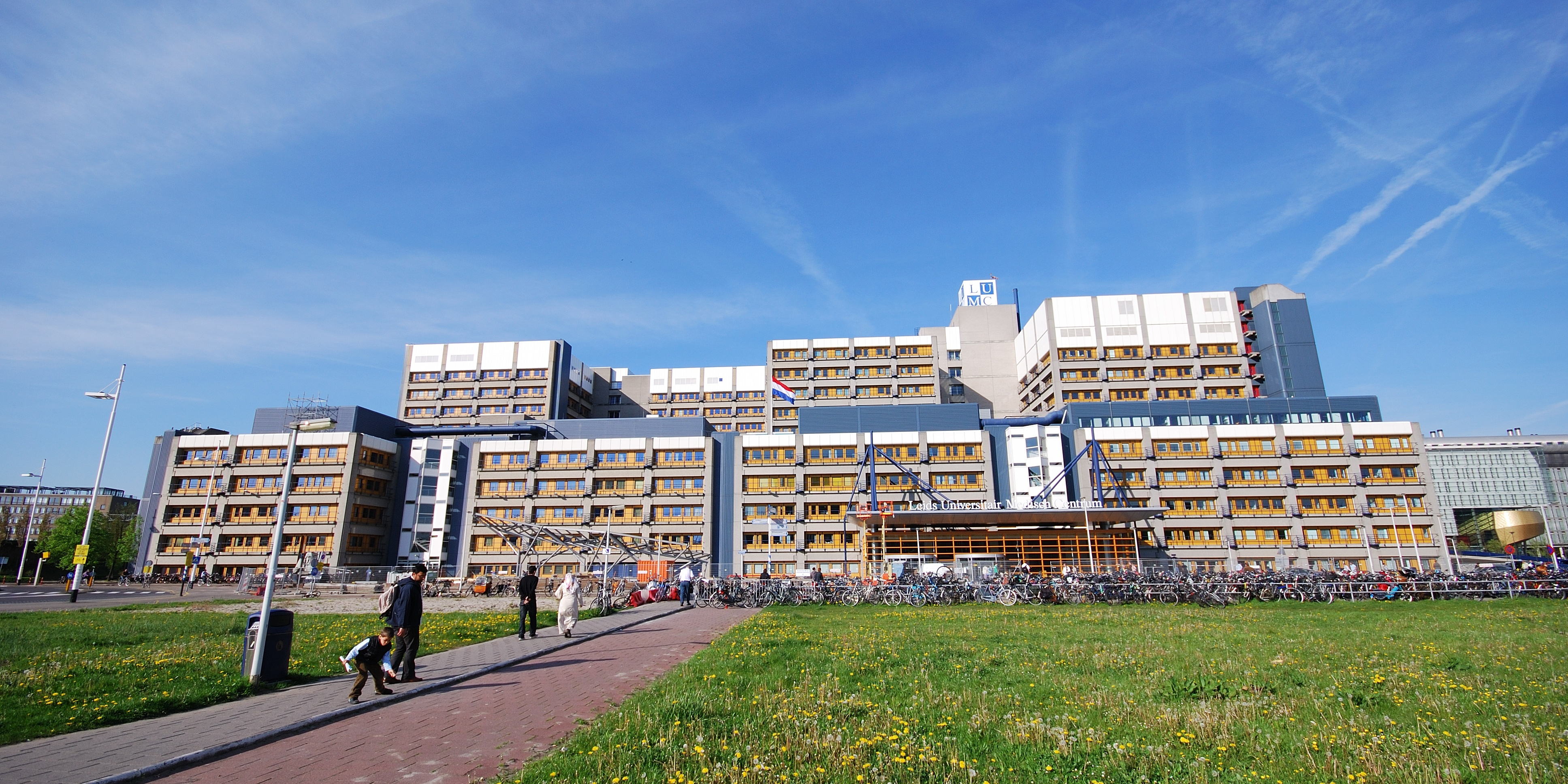
المركز الطبي لجامعة لايدن

التأمين الصحي في هولندا إلزامي وتتتم تغطية تكاليف الرعاية الصحية في هولندا من قبل اثنين من الآليات القانونية للتأمين:
- الأولى وهي التأمين الأساسي، وينظمها قانون التأمين الصحي ( بالهولندية (Zorgverzekeringswet,Zvw)، ويغطي كافة تأمينات الرعاية الطبية العادية على المدي القصير( أي العلاج القصير الأمد).
- الثانية وهي التأمين العام وينظمها قانون النفقات الطبية الاستثنائية العام (بالهولندية Algemene Bijzondere Ziektekosten, AWBZ) ويغطي تكاليف التمريض والرعاية الطبية الطويلة الأمد.

وبينما تتكفل الحكومة بتأمين كل مواطن مقيم في هولندا وفق قانون النفقات الطبية الاستثنائية العام بشكل تلقائي، فإن على كل فرد من افراد المجتمع القيام بترتيب التأمين الصحي الأساسي الخاص به وتغطية تكاليفه على نفقته، باستثناء من هم دون سن 18 الذين يشملهم تأمين والديهم تلقائيا وتسدد تكلفته ضمن اقساطهما. ويتعرض الشخص لغرامة مالية إذا لم يقم بتأمين نفسه طبياً. وتقدم شركات التأمين عروضا موحدة سواء كان ذلك على أساس فردي أو من خلال حزم تأمين مشتركة شاملة للجميع باستثناء الذين هم دون سن الثامنة عشرة. ويعدّ رفض أي طلب للتأمين من قبل مؤسسات أو منظمي التأمين أو قيامهم بفرض أية شروط خاصة، عملاً غير مشروع ويعاقب عليه القانون. وعلى النقيض مما هو سارياً في العديد من النظم الأوروبية الأخرى، فإن الحكومة الهولندية مسؤولة مسؤولية مباشرة عن إتاحة الوصول إلى نظام الرعاية الصحية في هولندا وعن جودته، ولكنها ليست مسؤولة عن إدارته.

### خدمات نظام الرعاية الصحية
ويمكن تقسيم مستويات خدمات نظام الرعاية الصحية في هولندا إلى ثلاث درجات هرمية: الأولى تخص الرعاية الصحية الجسدية والعقلية العامة والثانية تتعلق بالعلاج على المدى القصير، والثالثة للرعاية الصحية على المدى الطويل. وتحتل عيادات أطباء العائلة أي الأطباء العموميون (بالهولندية huisartsen)، الجزء الأكبر من الدرجة الهرمية الأولى. ولا يجوز ارتياد مؤسسات الدرجة الثانية الطبية كالمستشفيات ما لم يتم الرجوع أولاً إلى طبيب العائلة الذي يقوم بدوره إحالة المريض إلى من يعلوه درجة في السلم الهرمي الصحي كالإخصائيين. وبهذه الطريقة يعدّ نظام الرعاية الصحية الأكثر فعالية وكفاءة من حيث التنظيم مقارنة مع غيره من نظم الدول الغربية، ولكنه أقل فاعلية من حيث التكلفة.

### تمويل النظام الصحي
يتم تمويل الرعاية الصحية في هولندا عبر نظام تمويل مزدوج دخل حيز التنفيذ في يناير / كانون الثاني عام 2006 م. فتكاليف العلاج على المدى الطويل، خاصة الذي يتطلب من المريض أن يلزم فراش المستشفى بشكل شبه دائم، وكذلك أيضًا التكاليف المرتبطة بالعجز مثل الكراسي المتحركة تتم تغطيتها من قبل الحكومة ويدخل ضمن التأمين الإلزامي الذي تسيطر عليه الدولة وفق قانون النفقات الطبية الاستثنائية العام. وقد بلغت نسبة هذا التأمين من إجمالي نفقات الرعاية الصحية في الدولة في عام 2009م، 27٪ .
في حين بلغت حصة شركات التأمين الخاصة 41% من إجمالي تكاليف الرعاية الصحية الهولندية.
وهناك مصادر أخرى لتمويل الرعاية الصحية منها ضرائب التأمينات (وتغطي نسبة 14٪)، ومساهمات الأفراد من نفقاتهم الخاصة (بالهولندية Eigen risico وتبلغ نسبتها 9%٪) وحزم التأمين الصحي الإضافية الإختيارية (مثل ترتيبات الراحة كالتلفاز امام سرير المريض بالمستشفى وغيرها) (4٪)، إلى جانب مجموعة أخرى من المصادر (4٪).
ويتم تحديد مدى قدرة الفرد على تحمل تكاليف التأمين الخاصة به على أساس ما يتقاضه من دخل ومن ثم النظر فيما إذا كان مستحقا لبدلات وإعانات الرعاية الصحية. كما يتم تحديد أقساط التأمين التي يتعين على كل من العامل أو المستخدم وصاحب العمل أو المخدّم دفعها وفقاً لما يحصل عليه العامل من أجر أو راتب.

## الرموز الوطنية

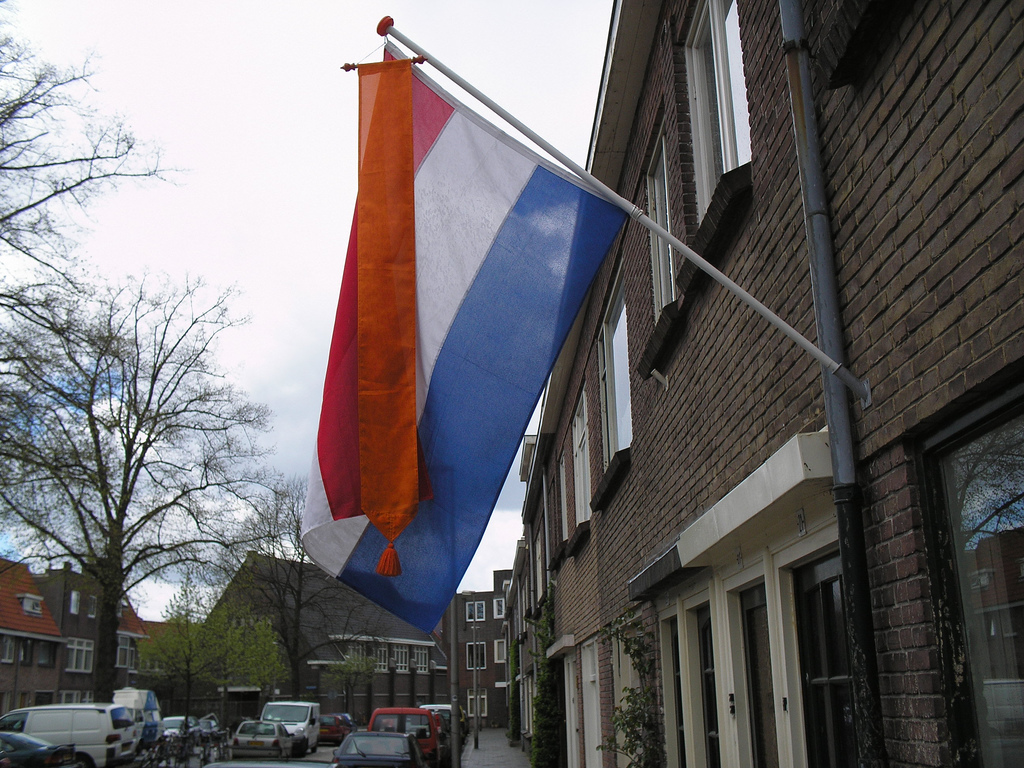
علم هولندا والشريط البرتقالي المتدلي معه من السارية

يصادف المرء الرموز الوطنية الهولندية في كل مكان في هولندا على مختلف المستويات. فهناك صورة رئيس الدولة الملك التي يتم صكها في كثير من الأحيان في قطع النقود المعدنية وطبعها على الأوراق النقدية والطوابع البريدية ولا تختلف هولندا في ذلك عن غيرها من الممالك والأنظمة الملكية الأخرى. وتتكون أهم الرموز الوطنية الرسمية الهولندية من الآتي:

### العلم الهولندي مع الشريط البرتقالي المتدلي منه
يتكون علم هولندا من ثلاثة مستطيلات أفقية متساوية في مساحاتها أعلاها باللون الأحمر ثم الأبيض في الوسط فالأزرق اسفلها. ويعود تاريخ العلم الهولندي إلى سنة 1579 م، عندما تم الإعلان عن استقلال هولندا، وأُعتُمِد رسمياً في سنة 1796، وتقرر استخدامه شعارًا وطنيًّا في عام 1937 م. وكان العلم في البداية يتكون من اللونين الأزرق والأبيض وهما ألوان راية الإمارة الفرنسية الأورانج والتي ارتبط بها آل ناساو الذين أصبحوا يشكلون فيما بعد الأسرة المالكة الهولندية. وكان اللون الأحمر في الأصل لون برتقالي يرمز إلى اسم مملكة الأورانج Orange، ولكنه أُستُبدل في القرن السابع عشر باللون القرمزي، لسهولة التعرف عليه أثناء المعارك البحرية. ولكن ظل اللون البرتقالي يرفع مع العلم الهولندي في شكل شريط مستقل باعتباره رمز العائلة الملكية وذلك في المناسبات المرتبطة بالأسرة المالكة أو خلال الرحلات الدبلوماسية في الخارج.

### الشعار

شعار هولندا في نسحته المتوسطة

صُمِم شعار مملكة هولندا أصلاً في سنة 1815م، وأجريت عليه بعض التعديلات في عام 1907 م. وهناك ثلاثة أشكال للشعار (النسخة الكبرى ويستخدمها الملك والنسخة المتوسطة للدولة والنسخة المصغرة للحكومة) ويتكون شعار الدولة (النسخة المتوسطة) من درع أزرق لازوردي يعلوه تاج ذهبي ويتوسطه أسد ذهبي اللون أيضًا وهو في حالة تأهب ولسانه الأحمر بارز للخارج وبمخلبه الأحمر سيفاً فضي النصل مسلول ذو مقبض ذهبي وفي مخلبه الأيسر سبعة أسهم فضية الرؤوس مدببة ومربوطة برباط ذهبي اللون (ترمز للمقاطعات الهولندية السبعة المكونة لإتحاد أوترخت) وحوله مستطيلات ذهبية صغيرة ترمز إلى مقاطعات هولندا وجزر الهند الشرقية. ويسند الدرع أسدان مماثلان في الشكل واحد من جهة اليسار والأخر من جهة اليمين متجهان بوجهيهما نحو التاج ويقفان على قدميهما فوق لفافة زرقاء تحت الدرع مكتوب عليها بأحرف لاتينية باللغة الفرنسية عبارة «je maintiendrai» سأصون، أي سأصون الملكية واستقلال البلاد واحافظ عليهما. ويختلف شعار الدولة عن شعار الملك في غياب العباءة/الخيمة الملكية الحمراء المبطنة بلون (شعار النبالة) الأبيض في الشعار الأول. ويستخدم الشعار في واجهة السفارات والقنصليات وجوازات السفر وغيرها أما الشعار الأصغر فيستخدم في ترويسة أوراق الحكومة وفي أعلام دواوينها.

### النشيد الوطني
النشيد الوطني الهولندي ويعرف في هولندا بـ «هت فلهلموس» (بالهولندية het wilhelmus) وكان يعرف قبل ذلك، منذ سنة 1817، (باستثناء الفترة 1832-1833) بنشيد التضحية. وهو أقدم الأناشيد الوطنية المستخدمة حتى الآن في العالم. وعلى الرغم من أنه كان بمثابة نشيد وطني لهولندا من حيث الواقع لمدة خمسة قرون متتالية، إلا أنه لم يتم تبنيه كنشيد وطني رسمي إلا في 10 مايو / أيار 1932م. وهو أيضاً واحد من أطول الأناشيد الوطنية في العالم من حيث نصوصه إذ يتكون من خمسة عشرة مقطعاً وكل مقطع به ثمانية أبيات تقريباً، لكن الهولنديون لا ينشدون إلا المقطعين الأول والسادس عند عزف الموسيقى المصاحبة لهما في المناسبات الوطنية وعند ر فع العلم كما في مباريات كرة القدم أو في عيد ذكرى الشهداء في 4 مايو / أيار من كل عام.
وكأي نشيد وطني يروي النشيد الفلهلمي (أو الوليامي، نسبة إلى وليام) قصة النضال ضد الطغيان والإيمان والتقوى ولكنه في الوقت نفسه يؤكد على الوفاء بالعهود حتى للغازي. وقد تمت صياغته بضمير المتكلم وعلى لسان الأمير وليام فان اورانيه، ويقول في مقطعه الأول:
أنا وليام (بالهولندية، فيليم Willem) فان ناساو
سليل الجرمان
لوطن الأجداد، سأظل وفيا حتى المنون
أنا أمير الأورانج الحرّ الجسور
لملك الهسبان أعطيت دوام الولاء
أما في المقطع السادس فيقول:
أنت درعي وعليك إعتمادي يا ألهي يا ربي
عليك توكلي فلا تهجرني ملياً
واجعلني أن أبقى تقياً
خدامك دائماً
وللطغيان قاهراً
وعلى الرغم من الصيغة النضالية والحماسية للنشيد، إلا أن موسيقاه تُعزف بنوتة هادئة أشبه بنوتة ترانيم القداس الموسيقية المسيحبة. وقد ألف الموسيقى الموسيقار اندريوس فاليريوس. ولم يعرف بالضبط من الذي وضع النص.

### اللون البرتقالي
يشكل لون الأورنج البرتقالي رمز هولندا عمومًا ويظهر ذلك جلياً في ازياء الفرق الرياضية التي تمثل هولندا في المباريات الدولية وفيما يحمله المواطنون من شعارات وأشياء برتقالية في احتفالات المناسبات الوطنية مثل عيد الملك.

### الأسرة المالكة
تلعب الأسرة المالكة الهولندية دوراً في كل هذه الرموز بشكل صريح أو ضمنياً. بل أن العاهل نفسه والأسرة المالكة نفسها يضطلعان بوظيفة رمزية مهمة لهولندا سواء كان ذلك على الصعيد المؤسسي أو بصفة شخصية والأكثر من ذلك هو أن لسلالة الأورنج تاريخاً مشتركاً مع الشعب الهولندي لأكثر من أربعة قرون. فقد قاد وليام الصامت الأراضي المنخفضة في سنة 1568 م، نحو الاستقلال.

## الثقافة

### الفن، الفلسفة والأدب

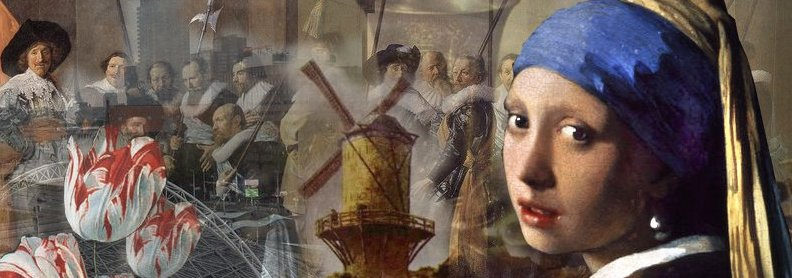
أيقونات ورموز الثقافة الهولندية

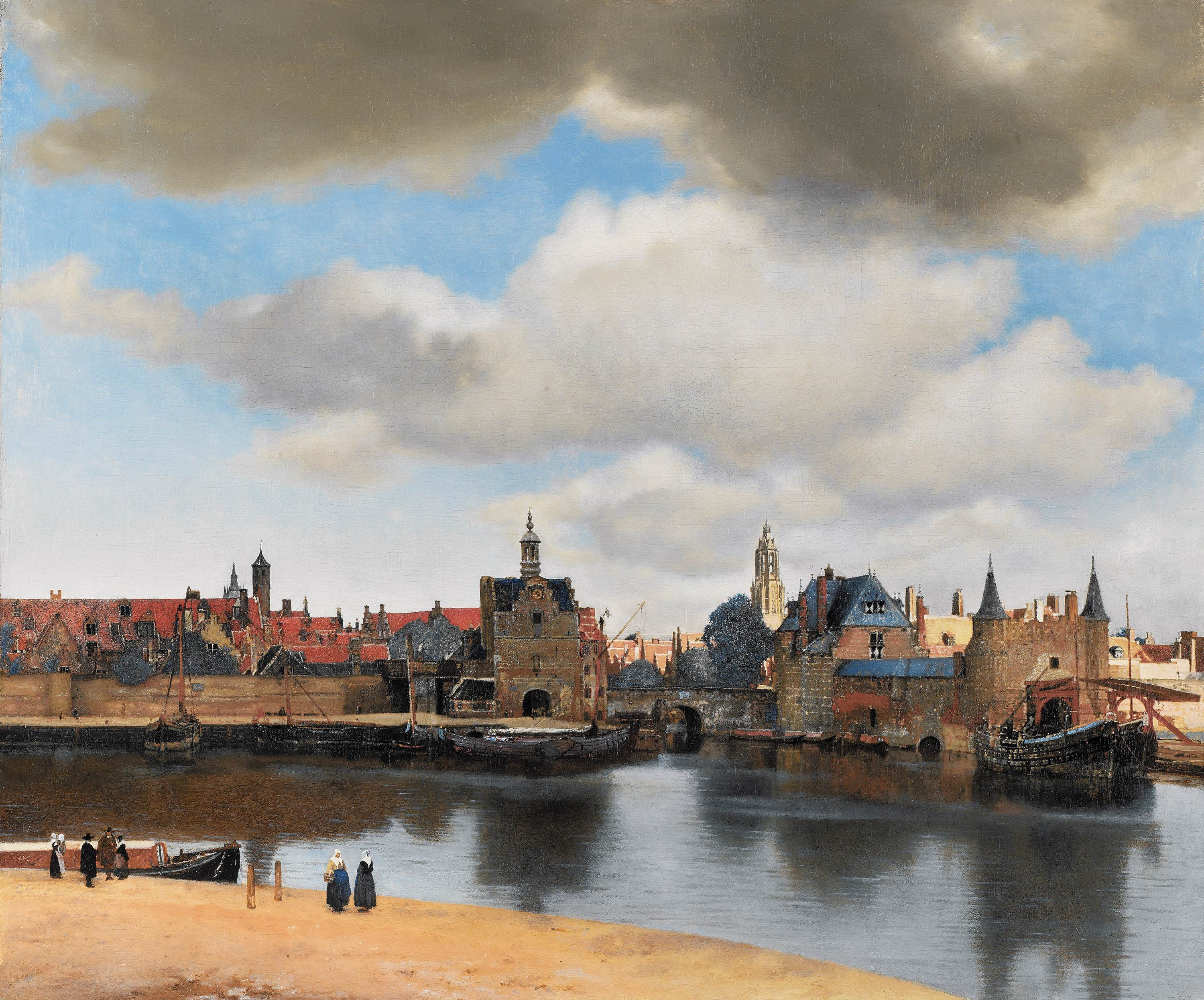
يوهانس فيرمير، لوحة إطلالة على دلفت (لاهاي) 1660م-1661م

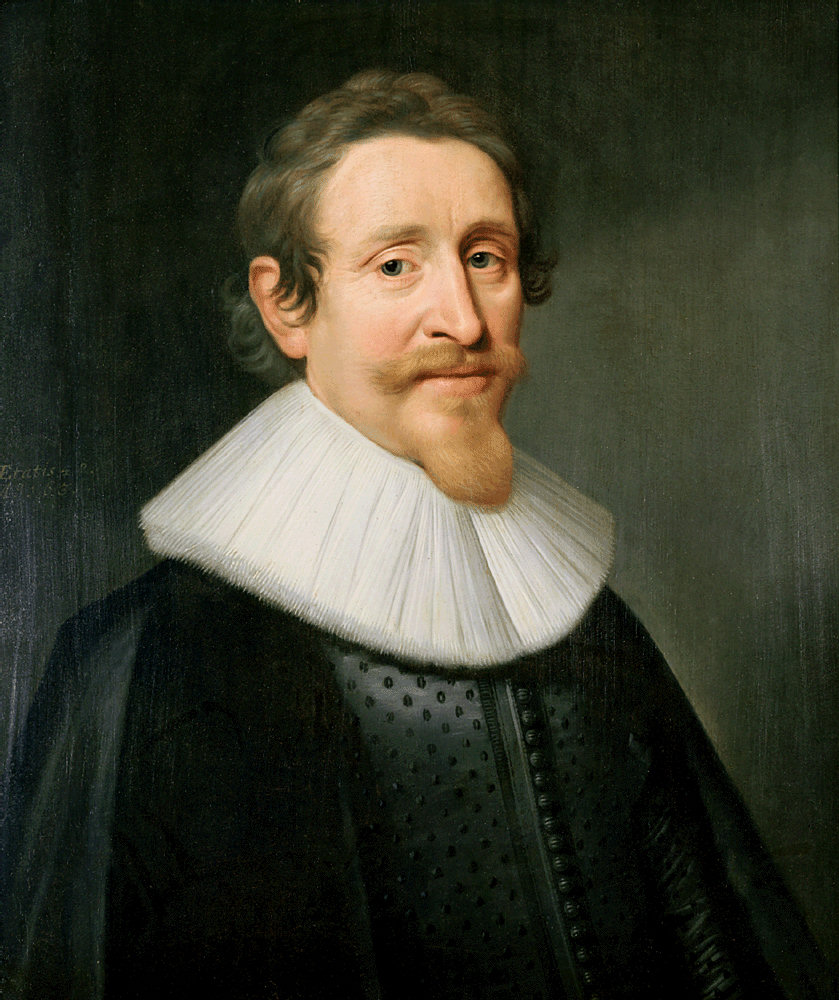
جروتيوس (هيخو دي خروت بالهولندية)، أب القانون الدولي

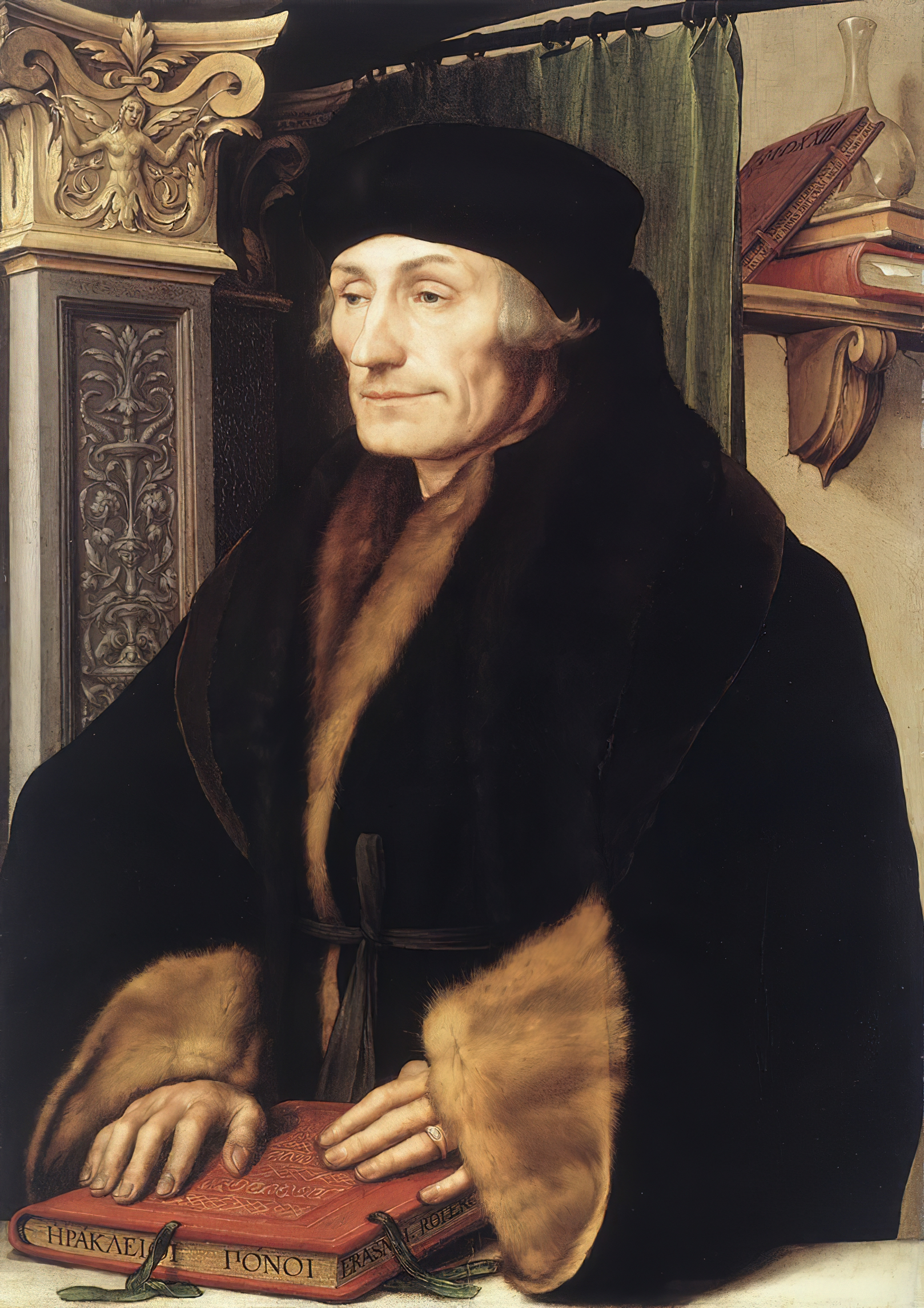
الفيلسوف الهولندي إراسموس

أنجبت هولندا نخبة من أكبر الرسامين في العالم. وكان القرن السابع عشر الميلادي - ويعد العصر الذهبي للبلاد- بمثابة عصر عظماء الفنانين أمثال رمبرانت ويوهانس فيرمير ويان ستين وآخرين. وكان معظم الفنانين الأوروبيين في ذلك الوقت يرسمون للكنائس أو النبلاء أو أعضاء الأسر المالكة فقط، إلا أن الرسامين الهولنديين قاموا برسم لوحات فنية لأشكال الناس بما فيهم العامة والأشياء العادية بما فيها الطبيعة الصامتة. واقتنى الكثير من رجال الأعمال الهولنديين تلك الأعمال الفنية ليزينوا بها بيوتهم. ومن عظماء فناني القرن التاسع عشر والعشرين الميلادي فينسنت فان غوخ وبيت موندريان ومدرسة لاهاي التي تبنت الواقعية في الفن. وإيشر وهو رسام جرافيك. أما فيليم دي كونينج فقد ولد وتربى في روتردام رغم المزاعم التي تجعله أمريكي الجنسية.
يضاف إلى ذلك قائمة طويلة من العلماء والفقهاء والفلاسفة الهولنديين أمثال الفيلسوف ايراسموس الروتردامي وسبينوزا والفقيه هوغو غروتيوس الذي يعد أب القانون الدولي وصاحب نظرية «البحر الحر». علاوة على ذلك فقد تمت كل أعمال ديكارت العظيمة في هولندا. ومن المخترعين والمكتشقين العالميين العالم الهولندي كريستيان هوغنس الذذي اكتشف (1629–1695) قمر زحل تيتان. وافترض أن الضوء ينتقل في شكل موجات. واخترع الساعة البندولية وقد كان أيضاً أول عالم فيزيائي يستخدم الصيغ الرياضية في علم الفيزياء. وهناك العالم الهولندي أنطوني فان ليفينهوك الذي كان أول من اكتشف الكائنات وحيدة الخلية عن طريق استخدام الميكروسكوب.
عاشت هولندا نهضة علمية وثقافية في القرن السابع عشر من أهم روادها في الأدب يوست فان دن فوندل (van den Vondel) وبي سي هوفت (Hooft). وفي القرن التاسع عشر الميلادي ألف مولتاتولي كتابه عن سوء معاملة السكان في المستعمرات الهولندية. ومن بين أهم كتاب القرن العشرين هاري موليسش، ويان فولكرز، وسيمون فيسدايك، وآن فرانك، وكتابها الشهير «مذكرات فتاة صغيرة»، الذي تم نشره بعد موتها في الهولوكوست وتم ترجمته لمعظم اللغات الكبرى في العالم.
وللتعريف بالثقافة الهولندية ودورها العالمي أقيمت نماذج مصغرة لبعض المباني الهولندية في مدينة ملاهي Huis Ten Bosch بنجازاكي، اليابان، وبنيت قرية هولندية مشابهة بمدينة شنيانغ بالصين تحتوي على بعض العناصر والمعالم الثقافية التي تشتهر بها هولندا مثل طواحين الهواء، زهور التيوليب، والقبقاب الهولندي، والجبن، والخزف الدلفي، ومخدرات القنب.

### الأزياء التقليدية

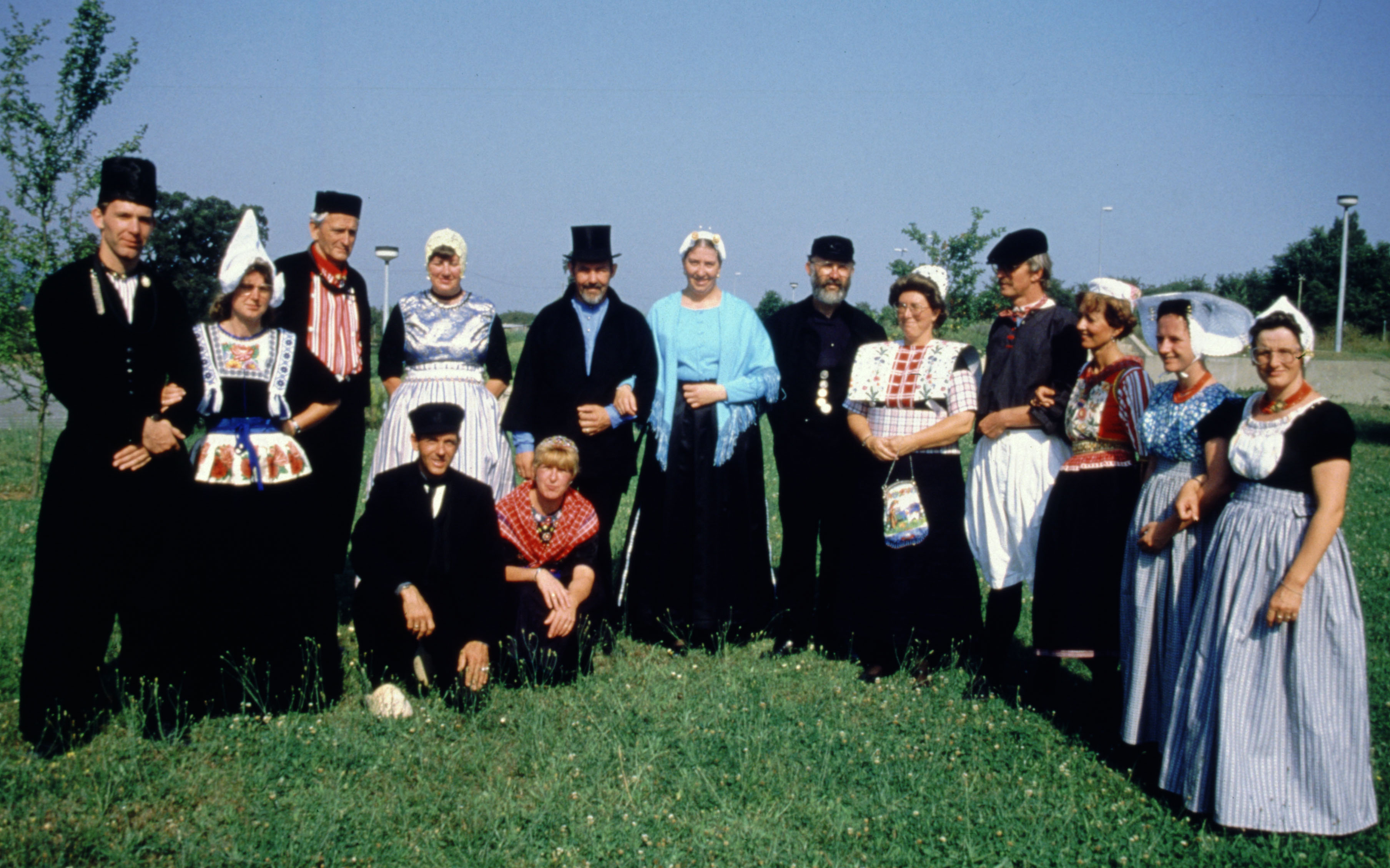
ملابس من التراث الهولندي

يرتدي معظم أهل هولندا ملابس مشابهة لما يرتديه الناس في معظم البلاد الغربية الأخرى. وأحيانًا يرتدي الناس في مناطق المزارع وقرى صيد السمك الأحذية الخشبية الهولندية المشهورة والتي تُسمى كلوبن (بالهولندية Klompen)، وهذه الأحذية تحمي القدمين في الأرض الرطبة أكثر من الأحذية الجلدية. وتتكون الأزياء الوطنية التقليدية الهولندية من السراويل الطويلة للرجال، والجونلات الطويلة للنساء مع قبعات من الدانتيلا.

### السينما
حققت بعض الأعمال السينمائية الهولندية – خاصة أعمال المخرج بول فرهوفن – نجاحاً من حيث التوزيع والاعتراف الدولي بها، ومن بينها فيلم حلوى الراحة التركية (بالهولندية Turks Fruit) في عام 1973م، وجندي الأورانج (Soldaat van Oranje) في عام 1975م، والرجل الرابع (De Vierde Man) في عام 1983م. ومن مخرجي الأفلام الهولندية الآخرين المشهورين جان دي بونت (فيلم السرعة Speed)، وديك ماس (المصعد الآلي De Lift)، وبيرت هانسترا المعروف بإنتاجه للأفلام الوثائقية (صوت المياه De stem van het water) في عام 1966م. أما المخرج السينمائي ثيو فان خوخ فقد حقق شهرة دولية في عام 2004 عندما تم اغتياله في شوارع أمستردام. وتشمل قائمة الممثلين السينمائيين الهولنديين الناجحين دوليا الممثلة فامكي يانسن (فيلم الرجل -إكس)، والممثلة كاريس فان هوتين (لعبة العروش) والممثلين، يورين كرابيه وديريك دي لينت.

### التلفزيون

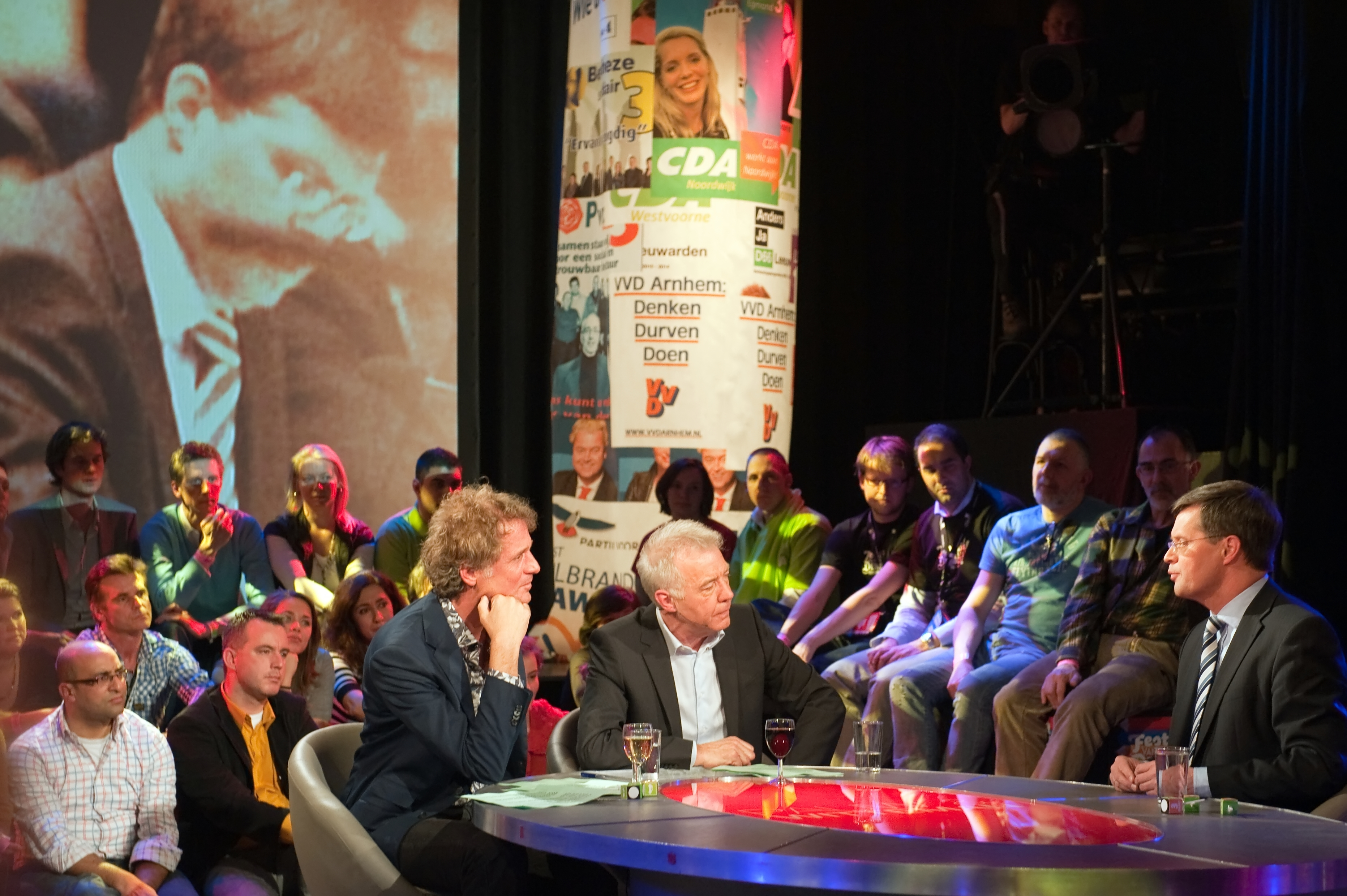
برنامج حواري لإحدى قنوات التلفزيون الهولندي مع رئيس الوزراء في عام 2010

شبكات الإذاعة والتلفزيون في هولندا مملوكة للحكومة وهي التي تشرف عليها فنياَ وإدارياً. ولكن هناك ثماني مؤسسات إذاعية تقوم بإعداد معظم برامج هذه الشبكات بما فيها البرامج وأوقات البثّ الموجهة إلى الأقليات الدينية والثقافية كالإسلامية (Moslemomrop) والهندوسية (OMH) والفريزلندية (Omrop Fryslân). ومعظم هذ المؤسسات يمثل اتجاهات سياسية ودينية وثقافية مختلفة، فهناك مؤسسة (VARA) اليسارية للإذاعة والتلفزيون ومؤسسة (NCRV) صوت البروتستانت، ومؤسسة (KRO) الكاثوليكية و(VERONICA) التي تقدم برامج تهم الشباب و(VPRO) للصفوة المهتمة بأمور الثقافة والعلوم ومؤسسة الإذاعة والتلفزيون الهولندية (NOS) شبه الرسمية وتختص ببثّ نشرات الأخبار والمقابلات الرسمية وغالباً ما تحصل على حقوق نقل مباريات الفرق الوطنية الهولندية. وكل عائلة هولندية تملك واحداً أو أكثر من أجهزة المذياع والتلفزيون. كذلك تقوم الحكومة بتشغيل الخدمات البريدية والهاتفية والبرقية.
وتبث هيئة الإذاعة التلفزيونية الهولندية العامة (Nederlandse Publiek Omroep, NPO) العديد من القنوات العامة والتجارية. وهذه الأخيرة بدأت إرسالها التلفزيوني في هولندا عام 1988م في وقت متأخر مما هو في البلدان المجاورة. وتتكون القنوات التلفزيونية من القناة الأولى (NPO 1) والقناة الثانية(NPO 2) والقناة الثالثة (NPO 3) . وهذه الأخيرة تركز أوقات بثّها على البرامج شبه الرسمية كنشرات الأخبار. وتقدم القناة الفضائية الهولندية بي في إن (BVN) خدماتها الإذاعية للهولنديين المقيمين بالخارج وبحكم طبيعة إرسالها هذا تتميز بهيكل البرامج المنتقاة. وأهم المؤسسات الإذاعية الرئيسية ذات الطبيعة التجارية هي مؤسسة إر. تي .إل (RTL) وهيئة إذاعة إس. بي.إس (SBS Broadcasting) ويديران مجتمعتين سبع محطات تلفزيونية. وهناك بعض المحطات التجارية الفردية الأخرى مثل تلفزيون نيت فايف (NET 5)، وقناة نيكلوديون (Nickelodeon9)، وقناة كوميدي سنترال (Comedy Central) وقناة كيندرنيت (Kindernet) والمتخصصة في برامج الأطفال.
وقد دخلت هولندا في تجارة الإعلام الدولي من أوسع أبوابها. وتأخذ الصادرات الهولندية في هذا المجال في الغالب الأعم شكلاً من أشكال الامتيازات التلفزيزنية لبرامج معينة، خاصة من خلال ما تنتجه مجموعة إيندي مول (Endemol) للإنتاج التلفزيوني من برامج والتي أسسها قطبي الإعلام الهولنديين جون دي مول ويوب فان دن ايندي. وتَتْبِع هذه المجموعة التي تتخذ من أمستردام مقراً رئيسياً لها حوالي 90 شركة في أكثر من 30 بلدا. وتعمل الشركات في إنشاء وتشغيل ما يعرف ببرامج الواقع، وامتيازات بث عروض برامج المواهب، والألعاب في جميع أنحاء العالم، ومن بينها برامج تلفزيونية مشهورة مثل برنامج «الأخ الأكبر» (Big Brother)، و«صفقة أو لا صفقة» (Deal or No Deal). وفي وقت لاحق أسس جون دي مول شركته الخاصة به، شركة تالبا، التي أنشأت هي أيضاً برامج وعروض امتيازات تلفزيونية مثل برنامج «اكتشاف الأصوات» (The Voice) وعرض «اليوتوبيا» (Utopia).

### الإذاعة
وفي مجال الإذاعة المسموعة هناك عدد كبير من محطات الإرسال الإذاعي التي تبث برامجها على صعيد محلي أو إقليمي أو وطني، منها ست إذاعات وطنية عامة أهمها: راديو 1، راديو 2، وراديو 3 وراديو 4، ودري إف إم (3FM) بعضها متخصص في بث برامج بعينها كالموسيقى الكلاسيكية والبعض الآخر يقدم برامج عامة موجهة إلى جمهور عريض أو يخاطب فئة بعينها. كما يوجد عدداً متنوعاً من المحطات العامة الرقمية والتجارية أهمها: راديو 538، وسكاي راديو (Sky Radio)، وكيو ميوزيك (َQ-music).
وتتمتع هولندا بقدر كبير من حرية الصحافة دون أية رقابة مكثفة على الصحف أو الإذاعة والتلفزيون أو الإنترنت. والقيود الوحيدة هنا هي أن أولئك الذين تثبت إدانتهم أمام القضاء بالإهانة أو التمييز أو التحريض على الكراهية وغيرها يتعرضون لخطر الاضطرار إلى تبرير أنفسهم بعد ذلك أمام جمهور المستمعين خصوصًا والرأي العام على وجه العموم. وهناك أيضًا قانون وسائط الإعلام (Mediawet) الذي تكفل تطبيق مبدأ التعددية والتنوع في الإذاعة العامة ويضمن توزيع أوقات البث المتاحة على جميع الفئات، ويجوز للسلطة المختصة أيضاً تعيين حدود السن القانونية المسموح وصولها إلى بعض وسائل الإعلام.

## الموسيقى
كانت المدرسة الهولندية في القرنين الخامس عشر والسادس عشر تشكل حركة كبيرة في موسيقى عصر النهضة الأوروبية فقد كان كل من يان بيتر سيفينليك وجاكوب فان إيك من الموسيقيين المعروفين دولياً، كما هو الحال في القرن العشرين حيث برز ويليام بيبر، وهينك بادينجز، وليكس فان ديلدين كمؤلفين دوليين للموسيقى . وفي سبعينيات القرن العشرين حقق فريق موسيقى الروك الهولندي جولدن ايرينج (Golden Earring) نجاحا في جميع أنحاء العالم لفترة وجيزة، كذلك حقق الفنانون الهولنديون مثل جورج بيكر وفرق هولندية أخرى مثل شوكينج بلو بعض النجاح الدولي في عالم الموسيقى ولكن على نطاق أصغر. وعرفت موسيقى البوب أيضًا أسماء هولندية مشهورة مثل الفنانة آنوك والثلاثي الغنائي ماي تاي وارمين فان بورين. ومن الفنانين الهولنديين الذين قدموا أعمالاً باللغة بودوين دي خروت، روب دي نايس من الماضي، وماركو بوراساتو، وأندريه هاسز، وفرانس باور ويان سميت وإنيتا مايير وفنان موسيقى الراب علي ب (من أصل مغربي). ويتم في هولندا تنظيم مهرجانات موسيقية سنوية كبيرة مثل مهرجان جاز بحر الشمال ومهرجان لاو-لاندز وبينك بوب.

## المسرح

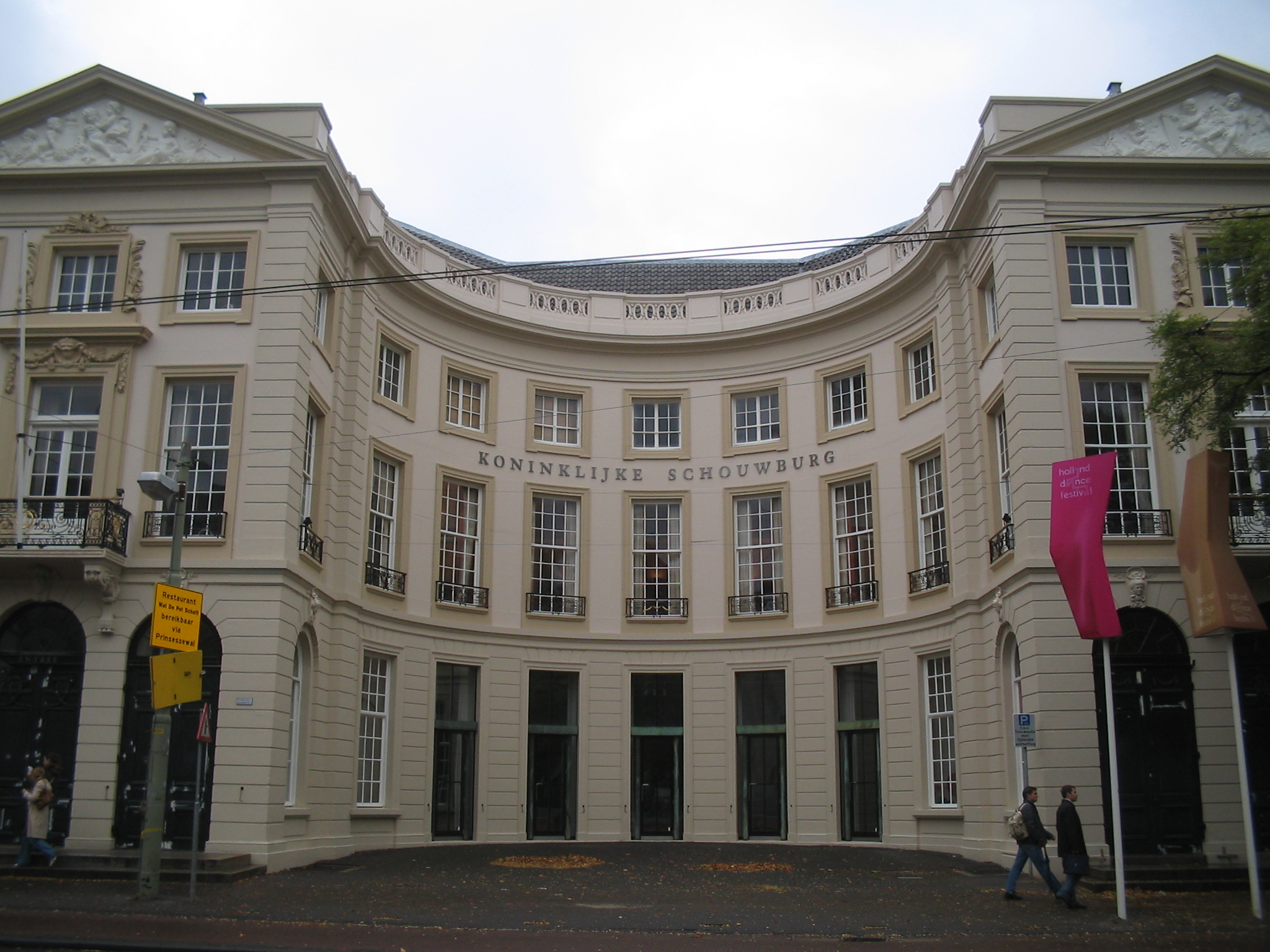
مبنى المسرح الملكي الهولندي في لاهاي

عرفت هولندا المسرح الموسيقى منذ خمسينيات القرن الماضي وكانت معظم الأعمال في هذا المضمار تستورد من الولايات المتحدة مثل مسرحية بورجي وبيس «Borgy and Bess» في عام (1957)، التي كانت في الواقع أوبرا، ومسرحية «حرّ وسهل الانقياد» (1959). وفي ستينات القرن نفسه ظهر أول إنتاج هولندي لأعمال أجنبية مترجمة وشاهد الجمهور مسرحيات مثل «ماي فير ليدي»، و«أوليفر تويست» وكان كل من جي شميدت وهاري بانينك أول من ألف مسرحيات موسيقية هولندية أصلية مثل مسرحية «ما أحلى أن يدوم طويلاً»، (1965)، ومسرحية «إلى النوم حالاً» (1971). وفي سبعينات القرن الماضي كان يوس برينك وفرانك ساندرز، مع مجموعتهما، القوة الدافعة وراء تطور المسرح الموسيقي الهولندي، وفي الثمانينيات احتفل مسرح كاريه في امستردام بالذكري المئوية لتأسيسه بعرض مسرحية «القطط» التي انتجها يوب فان دن إيندي وكانت تلك بداية انطلاقه فقام بإنتاج مسرحيات غنائية ناجحة على النمط الأمريكي ومن بينها مسرحية «البؤساء» (Les Misérables) وفي عام 1991، أنتج فان دن إيندي مسرحية « سيرانو الموسيقي»، وهي إعادة كتابة للمسرحية الفرنسية سيرانو دي برجراك (Cyrano de Bergerac). وتم عرض سيرانو الموسيقي على خشبة مسرح برودواي في نيويورك ولاقت بعض النجاح.

### الصحافة

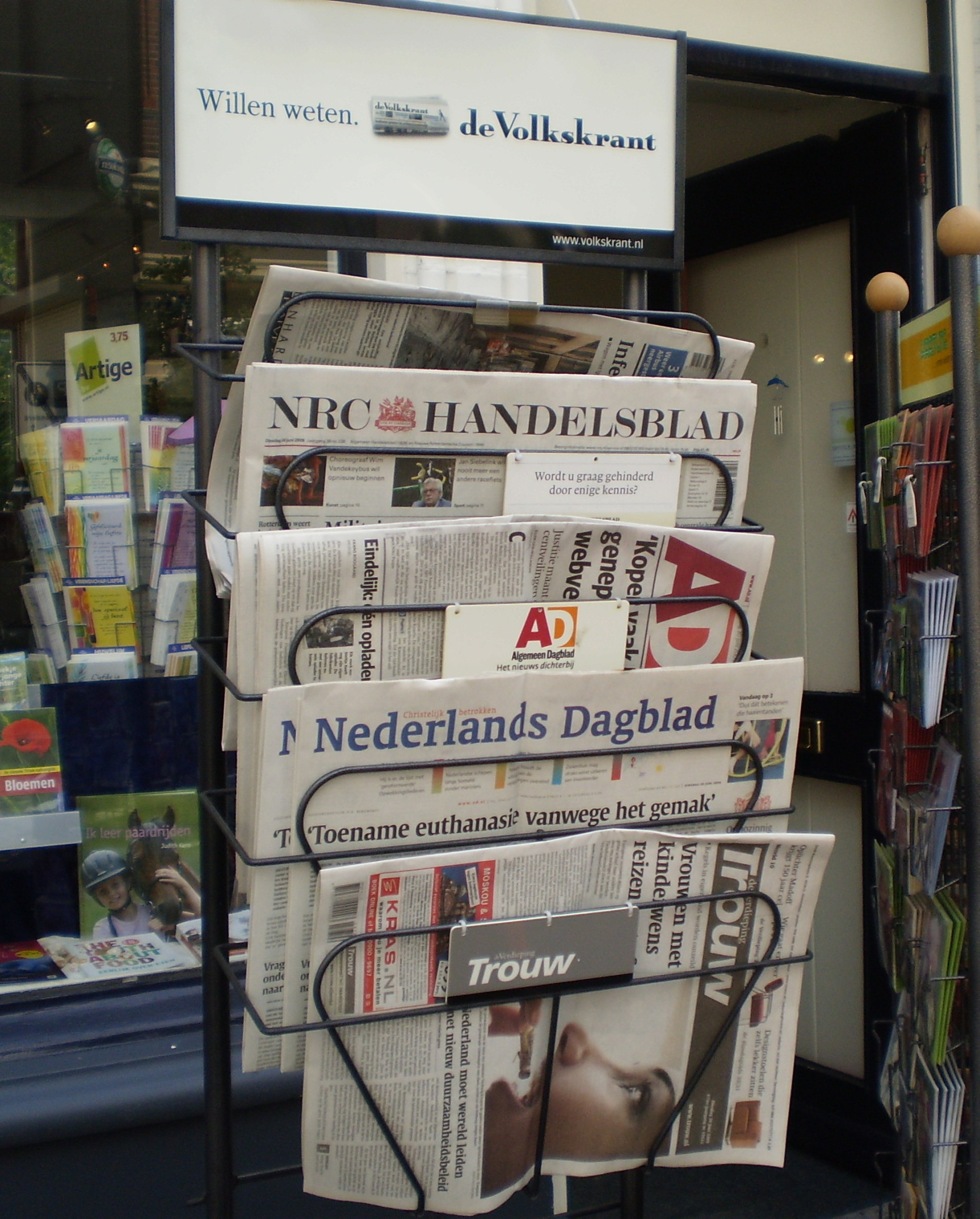
جرائد هولندية مختلفة على رف الجرائد بأحد المحلات

توجد في هولندا حوالي 45 صحيفة يومية أهمها صحيفة: دي تلغراف (De Telegraaf) الواسعة الانتشار وهي من صحف التابلويد، يمينية الاتجاه ذات صبغة شيفونية وتصدر في أمستردام وتباع في جميع أرجاء البلاد، وصحيفة ألخيمين داخبلاد (Algemeen Dagblad) ) أي الجريدة اليومية العامة، وهي صحيفة مستقلة، وصحيفة دي فولكس كرانت (أي صحيفة الشعب) وهي يسارية المَشرَب، وصحيفة إن إر سي هاندلسبلاد (NRC Handelsblad)، لسان حال الصفوة التقدمية اللبيبرالية في هولندا. وصحيفة تراو (Trouw)، أي الميثاق، وهي صوت الكاثوليك، والجريدة الرسمية، جريدة الدولة (Staatskrant)، التي تصدرها الحكومة لنشر المراسيم الملكية والقرارات الحكومية وأحكام القضاء والإعلانات التجارية القانونية وما شابه ذلك.
تاريخياً كانت صحيفة هيت بارول (Het Parool)، واللفظ يعني بالعربية كلمة السر، من الصحف الرئيسية التي تأسست خلال الحرب العالمية الثانية كصحيفة معارضة مهمة، أما في الوقت الحاضر فهي تركز بشكل أساسي على مدينة ومنطقة أمستردام. ولقراء الكنيسة البروتستانتية هناك الجريدة اليومية الإصلاحية (Reformatorisch Dagblad) والجريدة اليومية الهولندية (Nederlands Dagblad). كما أن هناك جريدتين يتم توزيعهما بالمجان وبشكل خاص في محطات القطارات وهما سبيتز (Sp!ts) بمعنى صحيفة وقت الذروة، وصحيفة مترو (Metro). يضاف إلى ذلك عدداَ من المجلات الإخبارية المصوَرَة من بينهما مجلة السفير الأسبوعية (Elsevier) واللفظ يعني بالعربية السَفَر -أي الكتاب- والمجلة الشهرية ها بي دي تايد (HP/De Tijd)، الزمان، والمجلة الأسبوعية اليسارية هولندا الحرة (Vrij Nederland)، والمجلة الأسبوعية المستقلة الأمستردامي الأخضر (De Groene Amsterdammer) .

### الرياضة

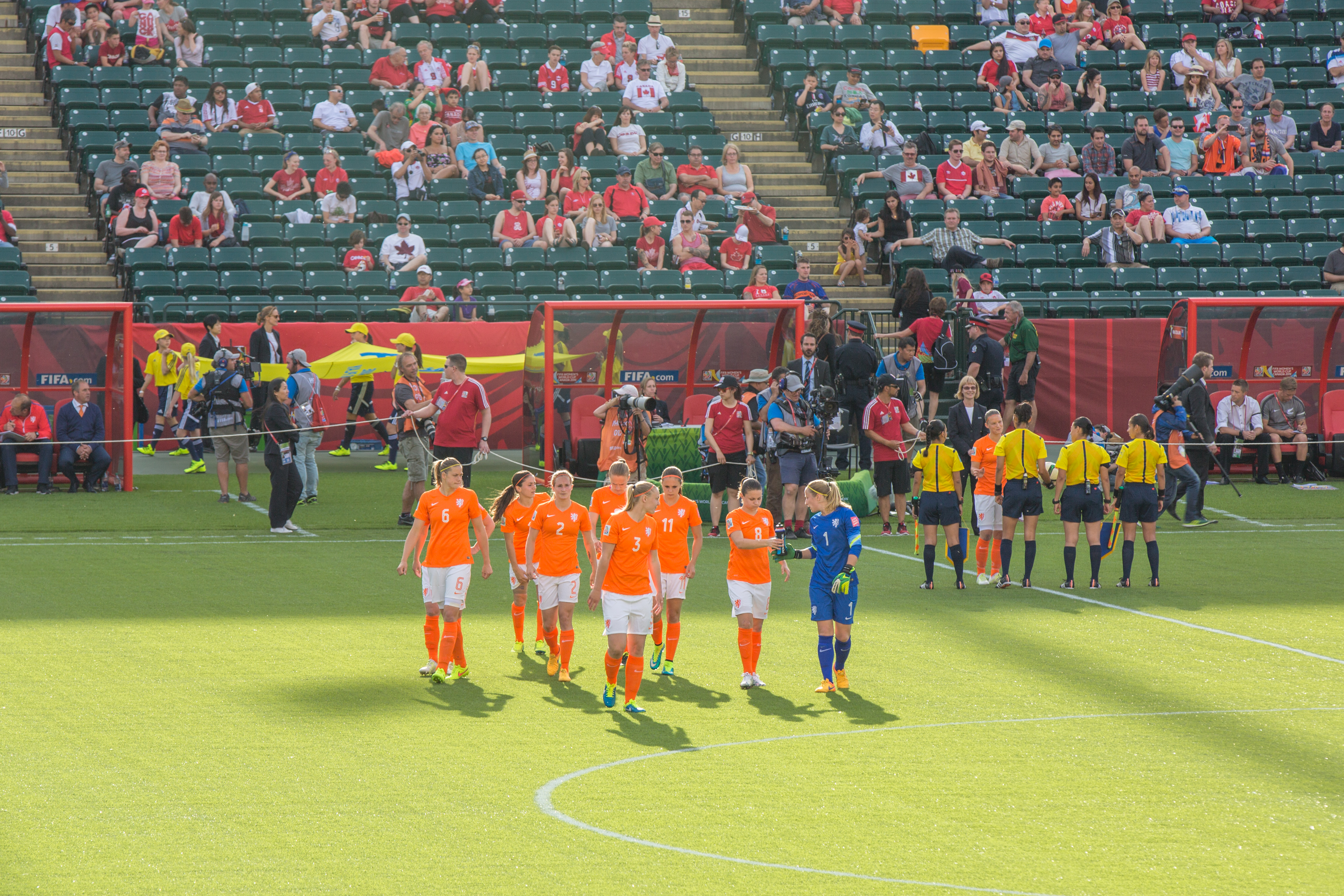
الفريق الوطني الهولندي للنساء أثناء إحدى مبارياته في كندا عام 2015

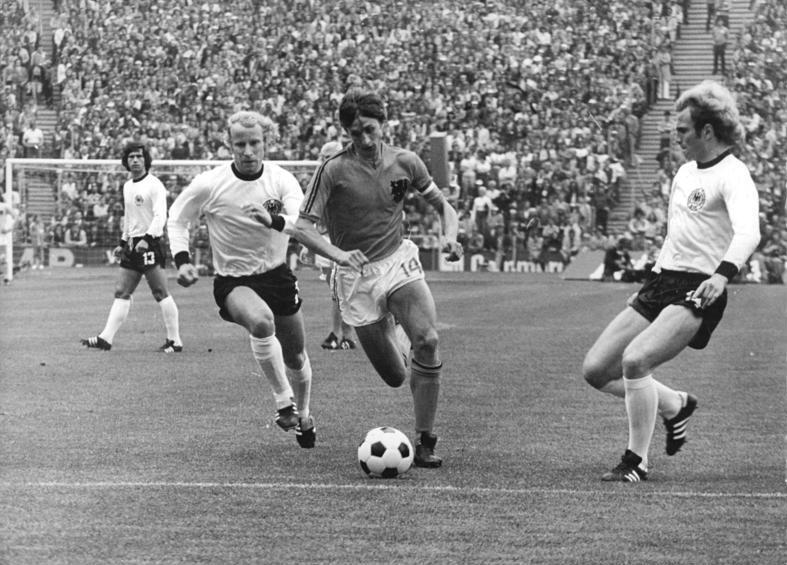
يوهان كرويف في نهائي كأس العالم عام 1974

هناك حوالي 4.5 مليون شخص مسجلين كأعضاء في الأندية الرياضية المختلفة في جميع أنحاء هولندا والبالغ عددها 35.000 نادي، وحوالي ثلثي سكان هولندا الذين تزيد سنهم عن 15 عام يمارسون الرياضة أسبوعياً،  وتعدّ كرة القدم اللعبة الأكثر شعبية في هولندا.
ومنتخب هولندا لكرة القدم ويعرف باسم أورانييه Oranje (تيّمناً بإسرة الأورنج المالكة) يعدّ واحداً من أفضل منتخبات كرة القدم في العالم وقد سبق له وأن أحرز لقب بطولة أمم أوروبا عام 1988 م، كما أحرز المركز الثاني لبطولة كأس العالم لكرة القدم أعوام 1974 بألمانيا و1978 الأرجنتين و2010 في مونديال جنوب أفريقيا وفيه خسر النهائي أمام المنتخب الأسباني بعد أن قدم مباريات كبيرة وأخرج البرازيل من ربع النهائي، وكان مرشحاً لإحراز اللقب لولا سوء الطالع تحت قيادة المدرب فان مارفيك ونجومع لى مستوى عالمي أمثال آريين روبن وروبين فان بيرسي وشنايدر وديريك كاوت كما ضمت الفرق الهولندية الكبيرة لاعبين من أصول غير هولندية أمثال خالد بولحروز وإبراهيم أفيلاي وباتريك كلايفرت. وكان المنتخب الهولندي قد أحرز المركز الثالث لكأس العالم عام 2014، كما أحرز المركز الرابع لكأس العالم عام 1998.
ومن أشهر نجوم كرة القدم في هولندا يوهان كرويف وفرانك ريكارد ورود فان نستلروي ودينيس بيركامب ورود خوليت وفرانك ديبور.
وأقوى الفرق في الدوري الهولندي الممتاز 2008 / 2007 هي:- نادي أياكس أمستردام، فيينورد، إن أي سي بريدا، نادي تفنته، نادي هيرينفين، نادي آيندهوفن.
ويحل الهوكي وكرة الطائرة في المرتبة الثانية والثالثة على التوالي في شعبيتهما، بعد كرة القدم، كما تعدّ رياضة التنس وألعاب القوى والجولف من الألعاب الشهيرة الفردية في هولندا. ويتصدر منتخب هولندا لهوكي الحقل للسيدات حالياً فرق الهوكي على مستوى العالم بلا منازع يذكر بعد حصوله على اللقب سبع مرات، في سنوات: 1974 و1978 و1983 و1986 و1990 و2006 و2010 .
وقد بدأت منظمة الرياضة في نهاية القرن التاسع عشر وبداية القرن العشرين، وتم تأسيس إتحادات الرياضة (مثل الإتحاد الهولندي للتزلج السريع عام 1882)، وجرى توحيد القواعد المنظمة للألعاب الرياضية، وظهرت الأندية الرياضية، وتأسست اللجنة القومية الهولندية لللأولمبياد في عام 1912م. وبلغ ما أحرزته هولندا حتى اللحظة من ميداليات مختلفة حوالي 230 ميدالية في الألعاب الأولمبية الصيفية، وحوالي 78 ميدالية في الألعاب الأولمبية الشتوية.

### المطبخ

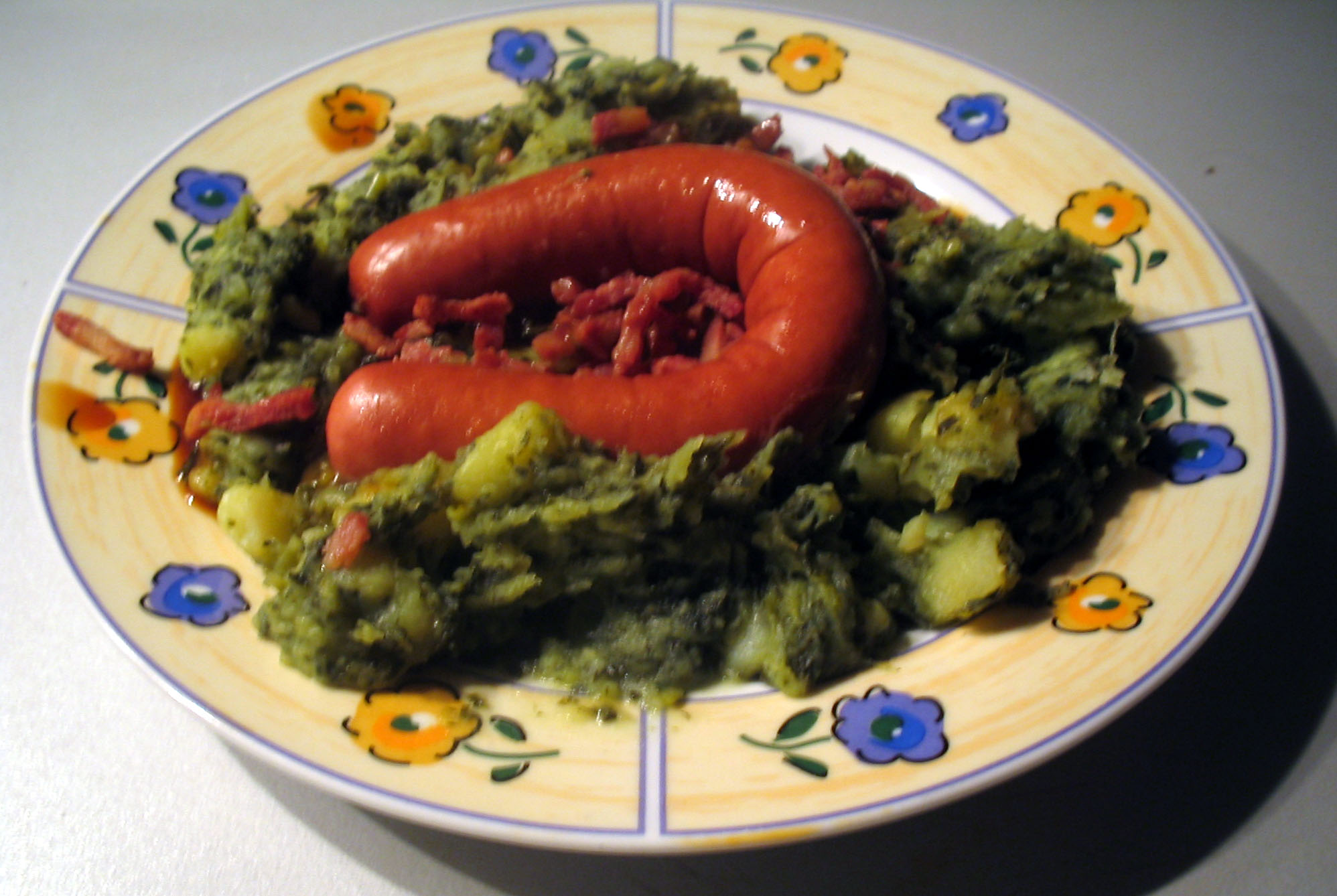
طبق بورينكول مع سجق روكفورست المدخن

تشكل المطبخ التقليدي الهولندي من ممارسة صيد الأسماك والزراعة، بما في ذلك زراعة التربة لإنتاج المحاصيل وتربية الحيوانات المستأنسة وهو بهذا المعنى قد تأثر بحياة وعيش الريف في السابق، كما ساهم تاريخ هولندا بثقافاته المختلفة في تشكيل المطبخ الهولندي أيضاً. ويتميز المطبخ الهولندي بأنه بسيط في تكوينات أطباقه ومباشر في طرق اعدادها وأساليب تقديمها وتناولها، فأطباقه تحتوي على العديد من الخضروات المشكلة وقليل من اللحوم. وعادة ما تتكون وجبة الإفطار وغداء الظهيرة من شرائح الخبز التي تدهن بالزبدة وتغطى بطبقة غذاء حلوة أو مالحة، بدءا بشرائح اللحوم والجبن -الذي تشتهر بإنتاجه هولندا -أو ترش بقطع أو حبيبات الشوكولاتة الصغيرة أو تُمسح عليه زبدة الفول السوداني. كما يتم تناول مزيج من الحبوب ورقائق الذرة مع الحليب أو اللبن. وفي كثير من الأحيان تشرب القهوة أو الشاي في وجبة الفطور وغداء الظهيرة. وفي أشهر الشتاء الباردة يتم أيضاً شرب الكاكاو الساخن.
ويتم تناول الوجبة الرئيسية في المساء. ويتكون العشاء من اللحوم والبطاطس، مع مكملات من الخضروات الموسمية. وكان النظام الغذائي الهولندي يحتوي على كميات كبيرة نسبياً من الكربوهيدرات والدهون بما يتناسب مع الاحتياجات الغذائية للعمال الذين شكلت ثقافتهم الغذائية أطعمة البلاد، وكانت أطباق وجباتهم الغذائية تحتوي على العديد من منتجات الألبان دون كثير من التحسينات والمعالجات ولا تزال هولندا تحتفل في العديد من المناسبات بتقديم عدد من الأطعمة والأطباق التقليدية المميزة. وبحلول القرن العشرين تغيرت هذه الحمية وأصبحت تتأثر بالثقافات الأخرى أكثر فأكثر، حيث بدأت العديد من المأكولات العالمية تظهر في موائد المدن الكبرى. وهناك أطباق هولندية شهيرة كالصلصة الهولندية.
كما يكثر الهولنديون من تناول مختلف أنواع الفاكهة خاصة التفاح والبرتقال وغيره من الفواكه المدارية التي دخلت حديثاً إلى الطبق الهولندي كالموز والكيوي واليوسفي والبطيخ والمانجو.
وفي بدايات 2014 صنفت أوكسفام هولندا بأنها ذات الطعام الأكثر فائدة غذائية، ومتنوع وصحي، بالمقارنة ب 125 دولة أخرى.

## الموروث الاستعماري

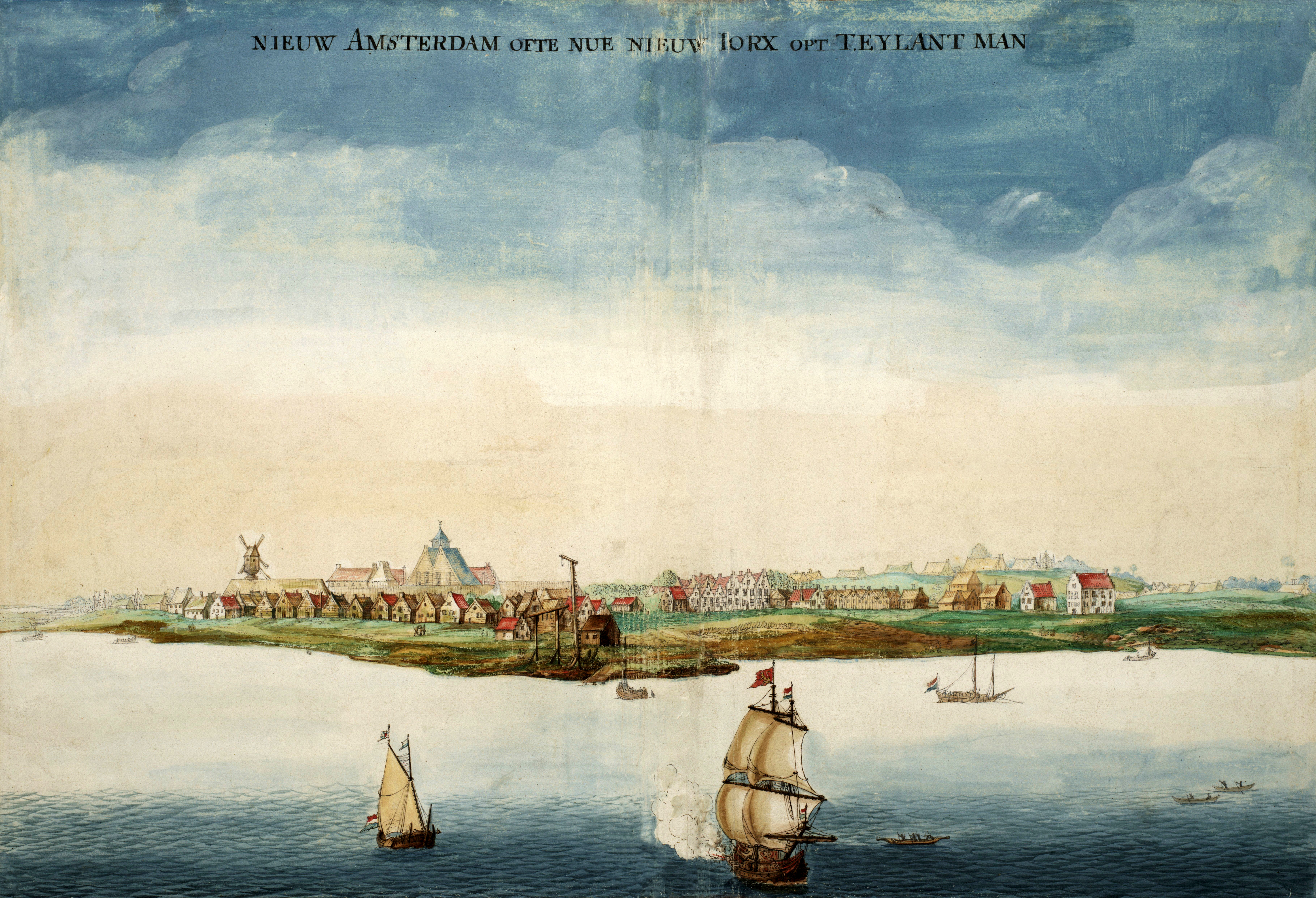
نيو أمستردام كما ظهرت عام 1664، أصبحت تحت الحكم البريطاني مثل نيو يورك

شعار شركة الهند الشرقية المتحدة:Vereenigde Oost-Indische Compagnie

منذ عمليات الاستغلال التجاري التي كانت تمارسها شركة الهند الشرقية الهولندية في قرن 17م وحتى مرحلة الاستعمار في قرن 19م واصلت ممتلكات الإمبراطورية الهولندية في أعالي البحار في التوسع وبلغت أوجها من خلال بسط هيمنة كبيرة على جزر الهند الشرقية الهولندية في أوائل قرن 20. وكانت جزر الهند الشرقية الهولندية التي أصبحت فيما بعد جمهورية إندونيسيا الحالية واحدة من أكثر المستعمرات الأوروبية قيمة في العالم، وأهم مستعمرة لهولندا من حيث مواردها الطبيعية. وقد ترك التراث المشترك بين هولندا وجزر الهند الشرقية الذي دام لأكثر من 350 سنة بصمات ثقافية مهمة في هولندا.
وفي العصر الذهبي الهولندي في القرن 17م تحولت هولندا من المجتمع الريفي إلى المجتمع الحضري كثيرًا، وشكلت ايرادات شركات الاحتكار الهولندية في آسيا المورد الرئيسي لتمويل الجزء الأكبر من عملية التحضّر هذه. وأصبح المركز الاجتماعي في المجتمع يقوم على أساس دخل التجار مما أدى إلى تراجع نظام الإقطاع وبذلك تغيّرت دايناميات المجتمع الهولندي كثيرًا. وعندما تأسست الملكية في هولندا عام 1815م، كان الكثير من ثروة العائلة المالكة الهولندية يأتي من تجارة المستعمرات.
وفي غضون ذلك تطورت جامعات مثل جامعة الدولة في لايدن التي تأسست في قرن 16م وأصبحت أحد مراكز المعرفة الرائدة في مجال دراسات جنوب شرق آسيا وإندونيسيا. وقد أنجبت جامعة لايدن عددا من الأكاديميين البارزين في مجال هذه العلوم مثل سنوك هرخرونيه، ومازال لديها أكاديميين متخصصين في اللغات والثقافات الإندونيسية. جامعة لايدن والمعهد الملكي الهولندي لدراسات جنوب شرق آسيا والكاريبي خصوصًا - وهما من مؤسسات التعليمية والعلمية التي لديها وحتى يومنا هذا اهتماماً فكرياً وتاريخياً مشتركاً بالدراسات الإندونيسية. وهناك مؤسسات علمية أخرى في هولندا مثل متحف المناطق الاستوائية بأمستردام وهو متحف أنثروبولوجي ويحتوي على مجموعات ضخمة من الفن الإندونيسي والثقافة والاثنوغرافيا والأنثروبولوجيا.

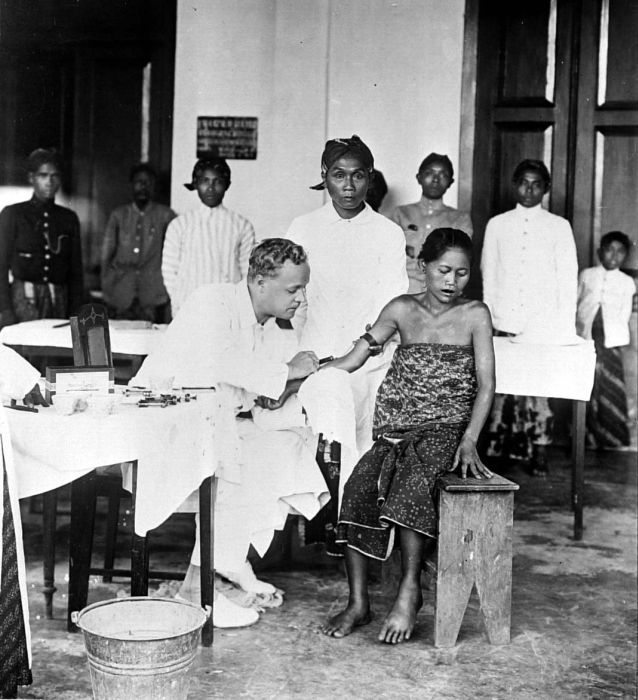
طبيب أوروبي يطعّم مريضة إندونيسية.

تتم المحافظة على تقاليد وتراث الجيش الملكي لجزر الهند الشرقية الهولندية داخل الجيش الملكي الهولندي الحديث من خلال فرقة عسكرية أطلق عليها اسم «فرقة فان هوتز»، ومن خلال متحف برونبيك، وهو منزل سابق كان جنود الجيش الملكي لجزر الهند الشرقية الهولندية المتقاعدين يقيمون فيه، والذي لا يزال قائماً حتى يومنا هذا في مدينة آرنم.
هناك فرع من فروع الأدب الهولندي يُعرَف بأدب جزر الهند الهولندية، ويضم مؤلفين وكتّاب كبار من أمثال لويس كويبيروس مؤلف كتاب «القوة الخفية» الذي استلهم فكر الحقبة الاستعمارية في أعماله الأدبية. ومن روائع الأدب الهولندي كتاب ماكس هافلار الذي ألفه مولتاتولي عام 1860.
وكان السواد الأعظم من الهولنديين الذين أعيدوا إلى هولندا أثناء الثورة الإندونيسية الهندية وما بعدها كانوا من مواليد الإندونيسيين (أوراسيين). وقد نمت هذه الفئة السكانية الكبيرة في تعدادها نسبياً على مدى 400 سنة وصُنفت بموجب القانون الاستعماري الهولندي على أنها تنتمي إلى الأوساط الأوروبية. ويُشار إلى أفرادها في اللغة الهولندية على أنهم هولنديون هندونيسيون أي هولنديين من أصل سكان جزر الهند (بالهولندية Indische Nederlanders) .
كما يطلق عليهم أحيانا اسم الإندو (Indo) إختصاراً للفظ الإندو-أوروبيين. ويشكل هؤلاء الإندوأوربيين حالياً أكبر مجموعة من سكان هولندا المولودين في خارجها بما في ذلك أحفاد الجيل الثاني منهم. وقد سجل مكتب الإحصاء المركزي الهولندي في عام 2008م  حوالي 387.000 شخص إندوأوربي من الجيل الأول والثاني يعيشون في هولندا. وعلى الرغم من إنصهارهم بالكامل في المجتمع الهولندي إلا أنهم وباعتبارعهم أقلية عرقية رئيسية في هولندا لعبوا دوراً محورياً في إدخال عناصر الثقافة الإندونيسية في الثقافة الهولندية السائدة.
عملياً، يوجد في كل مدينة هولندية كبيرة تفريباً مطعم «توكو» أو مطعم إندونيسي هولندي ويتم في تلك المدن تنظيم الأسواق الليلية الباسارمالام (بالإندونيسية والماليزية Pasar Malam) على مدار السنة. وأصبح العديد من الأطباق والمواد الغذائية الإندونيسية شائعة في هولندا ومن بينها ما يعرف في هولندا بمنضدة الأرز وهو مفهوم طهي موروث من الفترة الإستعمارية، وتحظى الأطباق الإندونيسية طبق أرز مثل نسي جورينج وشواء ساتيه بشعبية كبيرة في هولندا.

## مزيد من القراءة

### الجغرافيا والبيئة
- Burke, Gerald L. The making of Dutch towns: A study in urban development from the 10th–17th centuries (1960)
- Lambert, Audrey M. The Making of the Dutch Landscape: An Historical Geography of the Netherlands (1985); focus on the history of land reclamation
- Meijer, Henk. Compact geography of the Netherlands (1985)
- Riley, R. C., and G. J. Ashworth. Benelux: An Economic Geography of Belgium, the Netherlands, and Luxembourg (1975) online

### التاريخ
- Paul Arblaster. A History of the Low Countries "تاريخ الأراضي المنخفضة". Palgrave Essential Histories Series New York: Palgrave Macmillan, 2006. 298 pp. ISBN 1-4039-4828-3.
- J. C. H. Blom and E. Lamberts, eds. History of the Low Countries 1998. 536 pp. ISBN 978-1-57181-084-7
- Jonathan Israel. The Dutch Republic: Its Rise, Greatness, and Fall 1477–1806 (1995)
- J. A. Kossmann-Putto and E. H. Kossmann. The Low Countries: History of the Northern and Southern Netherlands (1987)

## وصلات خارجية
- تعرف أكثر عن هولندا
- موقع رسمي سياحي
- موقع العائلة الحاكمة
- موقع الحكومة
- معلومات عن الحكومة
- موقع بحث

### الحكومة
- Overheid.nl – البوابة الرسمية للحكومة الهولندية
- Government.nl – الموضع الإلكتروني الرسمي للحكومة الهولندية
- CBS – أرقام رئيسية من مكتب الإحصائيات الهولندي
- Provinces of Netherlands at statoids.com

### معلومات عامة
- Netherlands  على كتاب حقائق العالم
- Netherlands من UCB Libraries GovPubs
- هولندا على مشروع الدليل المفتوح
- Netherlands profile من بي بي سي نيوز
- أطلس ويكيميديا حول Netherlands
- معلومات جغرافية متعلقة بهولندا على خريطة الشارع المفتوح
- Key Development Forecasts for the Netherlands من المستقبل الدولي

### السفر
- Holland.com – موقع إلكتروني إنجليزي لمكتب السياحة الهولندي
- netherlands-tourism.com – مرشد سياحي لهولندا
- nbtc.nl – منظمة مسئولة عن تعزيز هولندا محلياً ودولياً